# Chapelle royale de Dreux
Pour un article plus général, voir château de Dreux.
La chapelle royale de Dreux, ou chapelle royale Saint-Louis de Dreux, est la nécropole de la famille d'Orléans. Elle est située dans l'enceinte du château de Dreux, en Eure-et-Loir, rattaché à la couronne en 1023. Elle appartient aujourd'hui à la fondation Saint-Louis, créée en 1974, dont le président actuel est M. Frédéric du Laurens. Le président d'honneur de cette fondation est l'aîné des Orléans, Jean d'Orléans, comte de Paris.
La chapelle royale fait l’objet d’un classement au titre des monuments historiques depuis le 12 décembre 1977.

## Histoire

### La collégiale Saint-Étienne du château de Dreux
À l'origine, Louis-Jean-Marie de Bourbon, duc de Penthièvre (petit-fils de Louis XIV et de la marquise de Montespan), contraint de laisser Rambouillet à son cousin Louis XVI, qui lui a cédé le comté de Dreux en 1775, fait transférer de l'église de Rambouillet, le 25 novembre 1783, les neuf cercueils renfermant les corps de ses proches parents : son père Louis-Alexandre de Bourbon, comte de Toulouse, et sa mère Marie-Victoire de Noailles ; sa femme Marie-Thérèse-Félicité d'Este, princesse de Modène ; leur fils, le prince de Lamballe, et leurs cinq autres enfants morts jeunes. Il choisit comme sépulture pour sa famille la collégiale Saint-Étienne du château de Dreux.

### Révolution française et Empire
Le 3 septembre 1792, la princesse de Lamballe, belle-fille du duc de Penthièvre et proche de la reine Marie-Antoinette, est massacrée et mutilée par la foule parisienne. Elle est ensuite inhumée dans une fosse anonyme du cimetière des Enfants-Trouvés. Le duc de Penthièvre dépêche son valet, Fortaire, pour retrouver la dépouille de la princesse afin de la faire réinhumer en secret à Dreux, auprès des siens, mais en vain : les restes mortels ne sont pas découverts.
Dans la nuit du 6 au 7 mars 1793, le corps du duc, mort à Bizy le 4 mars, est transporté et inhumé clandestinement à Dreux, entre le comte de Toulouse et sa femme. Le 21 novembre suivant, afin de récupérer le plomb des cercueils, le caveau est violé, les corps en sont extraits et « jetés dans une fosse profonde de six pieds » dans le cimetière des chanoines, dont l'emplacement sera plus tard reconnu par Lefebvre et Cholet, anciens serviteurs des Bourbon-Penthièvre.
En septembre 1797, quatre ans après avoir été incarcérée à la prison du Luxembourg, Marie-Adélaïde de Bourbon, duchesse d'Orléans, dernière fille du duc, est expulsée de France ; le château et la collégiale, biens séquestrés depuis la mort de son père, sont confisqués au profit de la Nation et vendus, le 2 avril 1798, à un marchand de bois chartrain qui démolit le toit de l'église pour en récupérer les matériaux et, en 1801, revend le domaine à François Belois, maçon à Dreux, qui y demeure jusqu'en 1816.

### Restauration
Le 14 février 1816, la duchesse lui rachète le terrain, fait construire une chapelle par Claude-Philippe Cramail, architecte parisien, chargé dès octobre 1814 de ce projet. Il ouvre le chantier début mai 1816 à l'emplacement de la fosse commune et la première pierre est posée le 19 septembre. Certains matériaux proviennent de la démolition de l'ancienne abbaye bénédictine de Coulombs, près de Nogent-le-Roi, et des ruines du château de la Ferté-Vidame. La duchesse fait de Saint-Louis de Dreux la sépulture de sa famille.

### Louis-Philippe, roi des Français

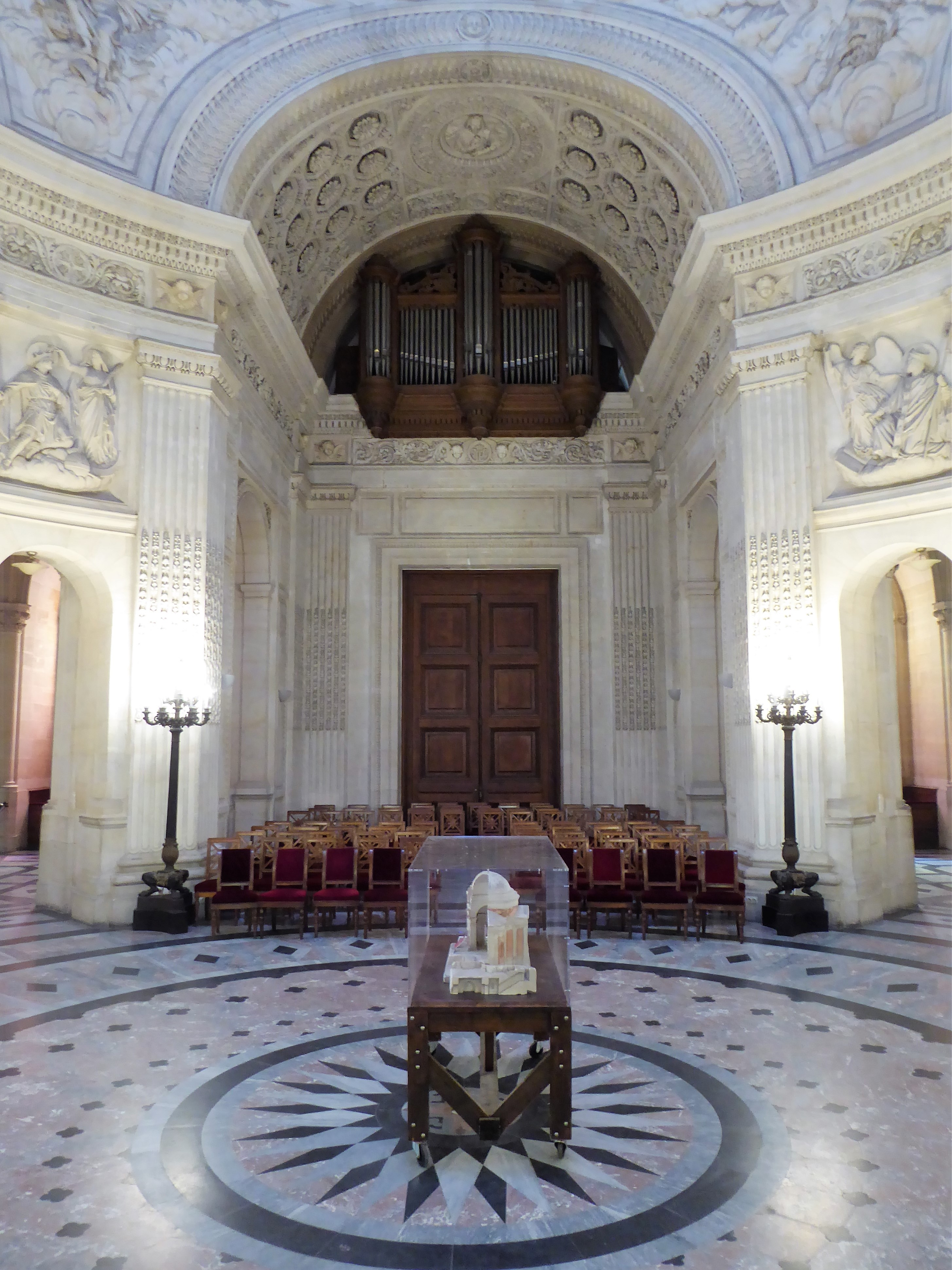
Intérieur de la chapelle royale côté entrée.

À partir du printemps 1839, cette chapelle de style néoclassique est agrandie par son fils, devenu le roi des Français Louis-Philippe Ier (en lieu et place de son cousin Charles X), qui y fixe la nécropole dynastique, d'où le surnom « Saint-Denis des Orléans », en référence à la nécropole historique des rois de France. Victor Hugo narre la translation des restes des ancêtres de la famille le 23 avril 1844, à laquelle le roi lui-même a contribué.
La chapelle primitive de 1816 est alors complétée par des ajouts de style néogothique par l'architecte Pierre-Bernard Lefranc. La sculpture prend une place importante dans ces travaux, qui participent à la fois de l'agrandissement et d'un changement de style. Les sculpteurs Charles-François Nanteuil et Charles Émile Seurre donnent les moyen-reliefs représentant saint Ferdinand, saint Arnoult, sainte Adélaïde et sainte Amélie, sous la coupole, ainsi que les statues de saint Louis et saint Philippe au-dessus des autels latéraux. Louis Léopold Chambard et Jean-Marie Bonnassieux sculptent les tympans du transept illustrant l'Adoration des mages et la Résurrection, livrés en 1845. Chambard sculpte également les statues de saint Ferdinand et de sainte Adélaïde, à l'entrée de la chapelle de la Vierge. L'atelier de Michel Liénard et Émile Knecht produit toute la sculpture décorative, intérieure et extérieure et le reste des bas-reliefs, ainsi que la nouvelle porte en chêne.
De 1843 à 1845, ses nombreuses fenêtres sont garnies de somptueux vitraux exécutés à la manufacture nationale de Sèvres, selon la technique de fabrication des verres teints dans la masse.
Les douze grandes fenêtres ogivales du transept sont ornées de vitraux représentant des saints sur fond « bleu de Sèvres », dont les cartons sont dessinés par Ingres, qui reproduisent à cette occasion quatre des vitraux qu'il avait exécuté pour la chapelle de Neuilly, actuelle église Notre-Dame-de-Compassion de Paris, construite en mémoire du prince Ferdinand, fils aîné de Louis-Philippe mort dans un accident en 1842.
C'est Viollet-le-Duc qui dessine les pinacles gothiques encadrant chacun des douze personnages, les fenêtres étant beaucoup plus hautes que dans la chapelle de Neuilly.
D'autres vitraux illustrant la vie de saint Louis ornent la chapelle de la Vierge. Eugène Delacroix, Hippolyte Flandrin, Georges Rouget, Claudius Jacquand, Horace Vernet, Charles Marie Bouton et Wattier réalisent les dessins.
Un orgue de tribune du facteur Aristide Cavaillé-Coll est installé en 1845 dans un buffet de 1614. La partie instrumentale est classée monument historique au titre d'objet en 1980,.

### Seconde moitié duXIXesiècle
Durant la guerre franco-allemande de 1870, le lieutenant-colonel Henri de Beaurepaire-Louvagny chute du dôme, devenu poste d'observation de l'ennemi, et se tue.
La flèche de la chapelle de la Vierge, qui abrite une cloche, est détruite par la foudre en juillet 1875, et jamais reconstruite. La même année, Cavaillé-Coll modifie l'orgue installé en 1845 : il transforme certains jeux et répare la soufflerie.

### XXesiècle
Le 15 août 1944, lors de la libération de la ville par les Américains, des obus allemands endommagent le déambulatoire, détruisent des vitraux ainsi que des sculptures et gisants.
Tout comme le château de Dreux, la chapelle appartient à la Fondation Saint-Louis, depuis la donation faite par Henri d'Orléans, comte de Paris, aîné des Orléans et prétendant au trône de France, ainsi que par les autres descendants du roi Louis-Philippe Ier .

### XXIesiècle
En janvier 2018, l'équipe de l'émission Secrets d'Histoire a tourné plusieurs séquences dans la chapelle dans le cadre d'un numéro consacré au roi Louis-Philippe.
Dans la chapelle sont fréquemment célébrés de grands événements touchant à la famille d'Orléans, dont c'est toujours la nécropole. Le 2 février 2019, par exemple, y ont eu lieu les obsèques d'Henri d'Orléans (1933-2019), comte de Paris, duc de France, ancien chef de famille, en présence de nombreux membres du Gotha, notamment la reine Sophie d'Espagne, le prince souverain Albert II de Monaco l'ex-impératrice Farah d'Iran, obsèques présidées par le fils du défunt, Jean d'Orléans (1965), devenu comte de Paris au décès de son père.
C'est dans la crypte que le prince Jean donne à Henry-Jean Servat sa première interview officielle (filmée et photographiée) pour l'émission Télématin de France 2, diffusée le 7 février 2019, et pour Paris Match, publiée dans le numéro 3639 le même jour.

## Vitraux

### La chapelle
La totalité des vitraux est issue de la manufacture de Sèvres.

#### L'entrée
Quatre vitraux ornent l'entrée de la chapelle, d'après des cartons de Charles-Philippe Larivière et d'Antoine Béranger. Sont représentées les scènes suivantes :
- Sainte Adélaïde reine de Lombardie distribuant des aumônes aux pauvres, signé de Larivière et Béranger, au nord ;
- La Vierge au pied de la Croix, au nord-ouest ;
- Jésus au Jardin des Oliviers, au sud-ouest ;
- Saint Arnoult évêque de Metz lavant les pieds des pèlerins de retour de Terre Sainte, au sud.

Vitraux de l'entrée
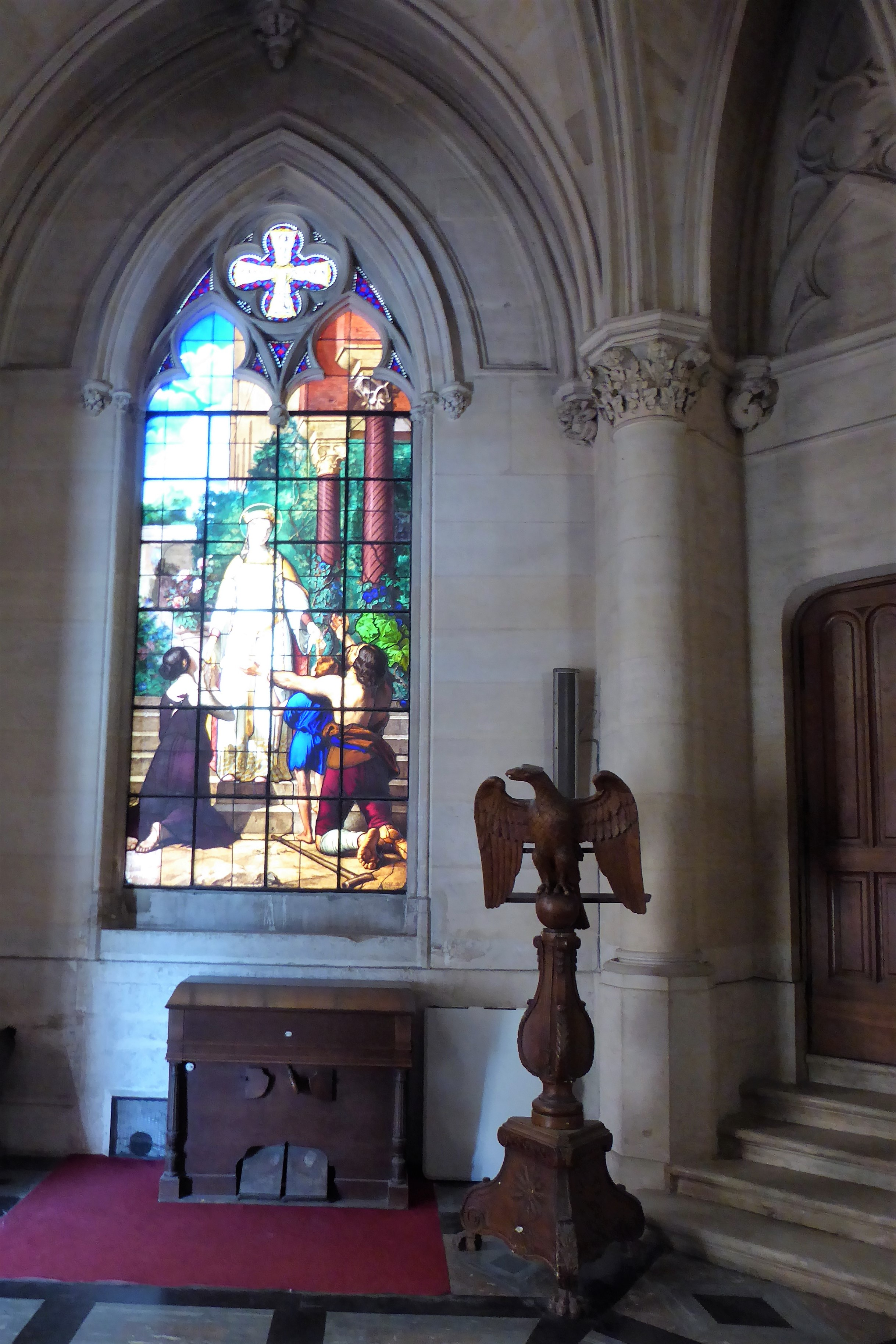
Sainte Adélaïde.
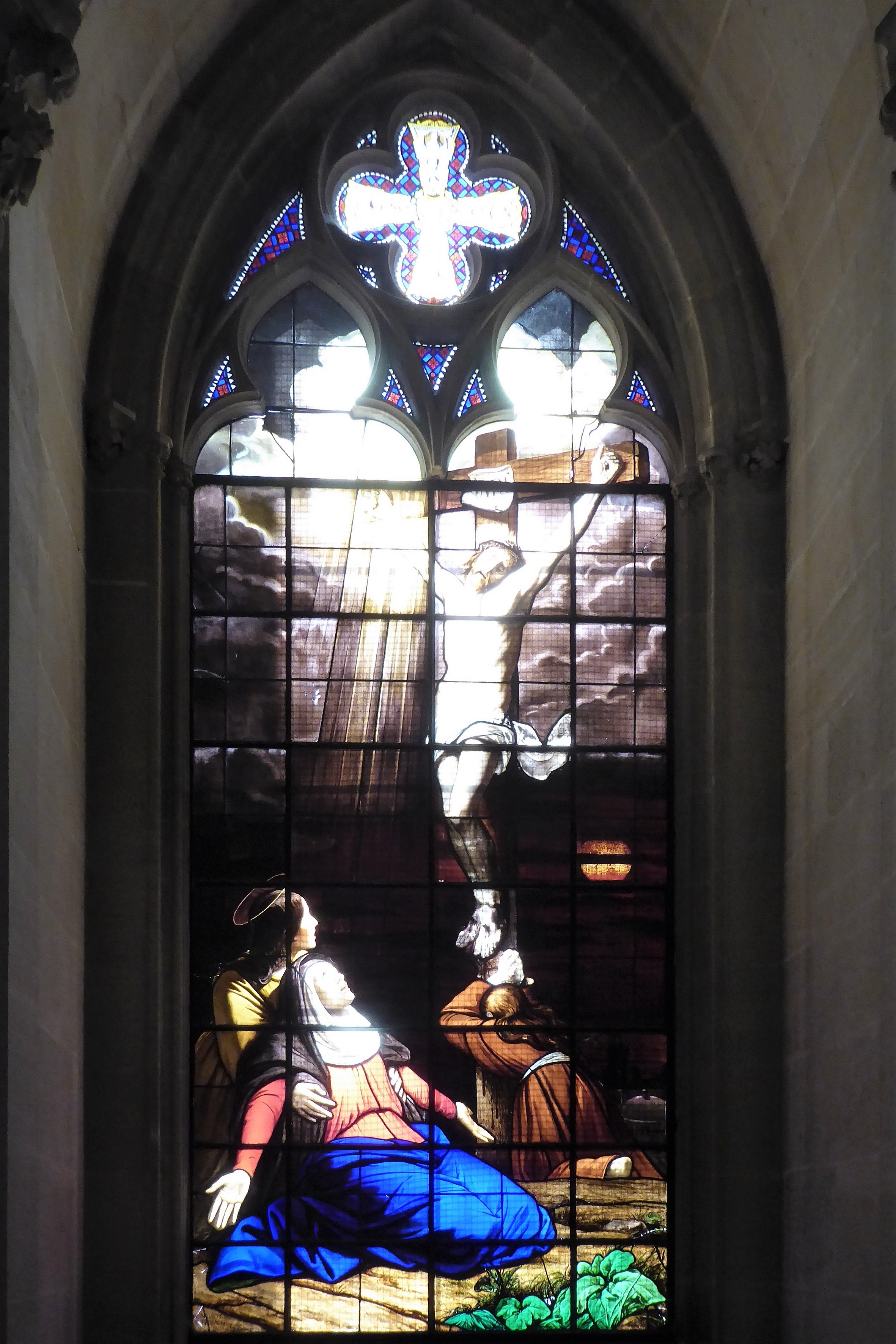
La Vierge.
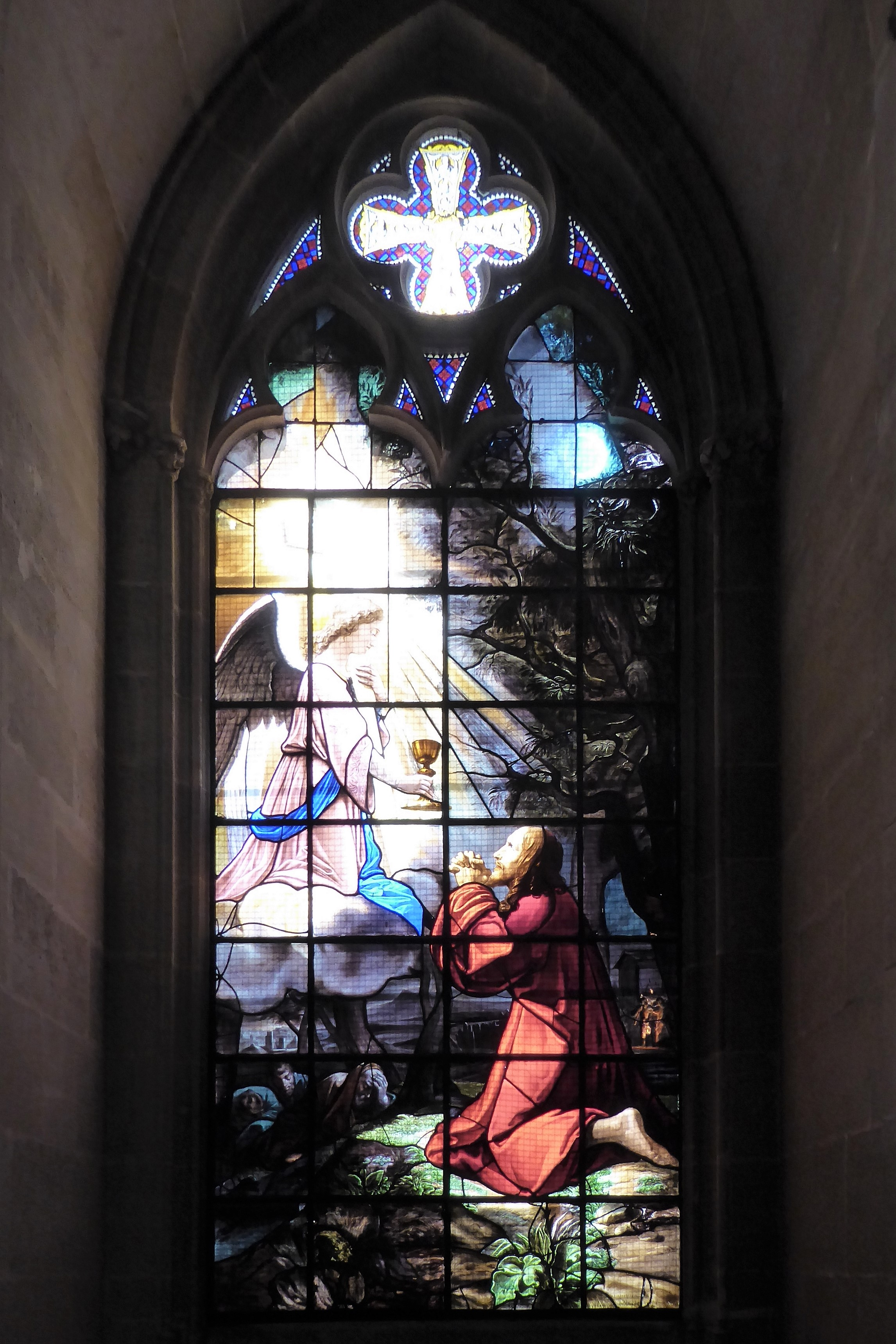
Jésus.
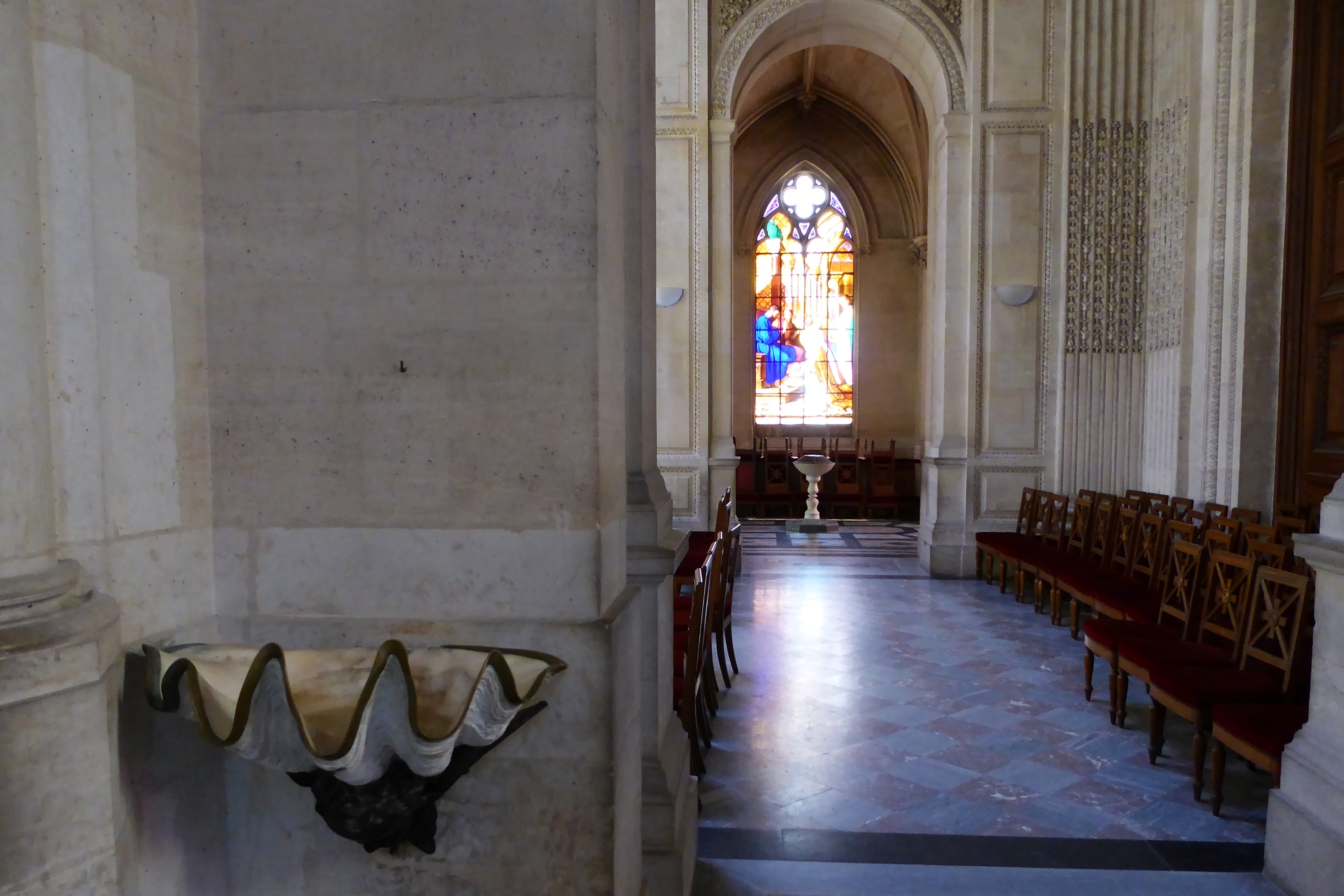
Le coquillage-bénitier et le vitrail de saint Arnoult à l'arrière-plan.
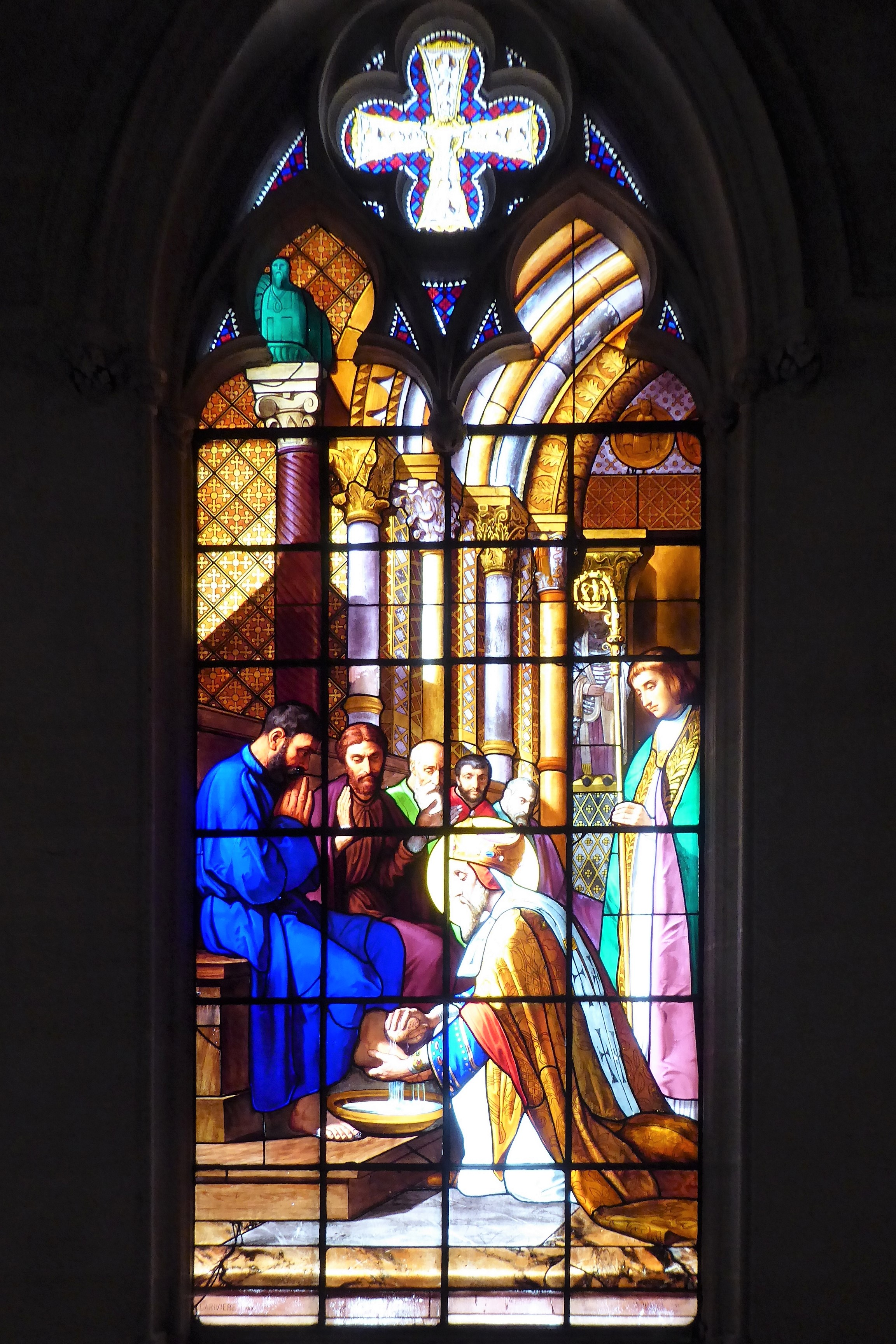
Saint Arnoult.

#### Le transept
Les cartons des vitraux du transept sont une réalisation de Jean-Auguste-Dominique Ingres :
- Le transept nord met en scène six personnages saints, dont les noms sont mentionnés en latin. De gauche à droite, Geneviève de Paris, Denis de Paris, Clotilde (femme de Clovis), Ferdinand III de Castille, Amélie reine de Hongrie[10], Philippe (apôtre). Les trois dernières représentations arborent les traits des membres de la famille royale.
- Le transept sud est, de même, orné de six représentations de saints ou saintes : Louis IX, Isabelle de France, Germain de Paris, Radegonde de Poitiers, Remi de Reims, Bathilde.

Vitraux de la chapelle
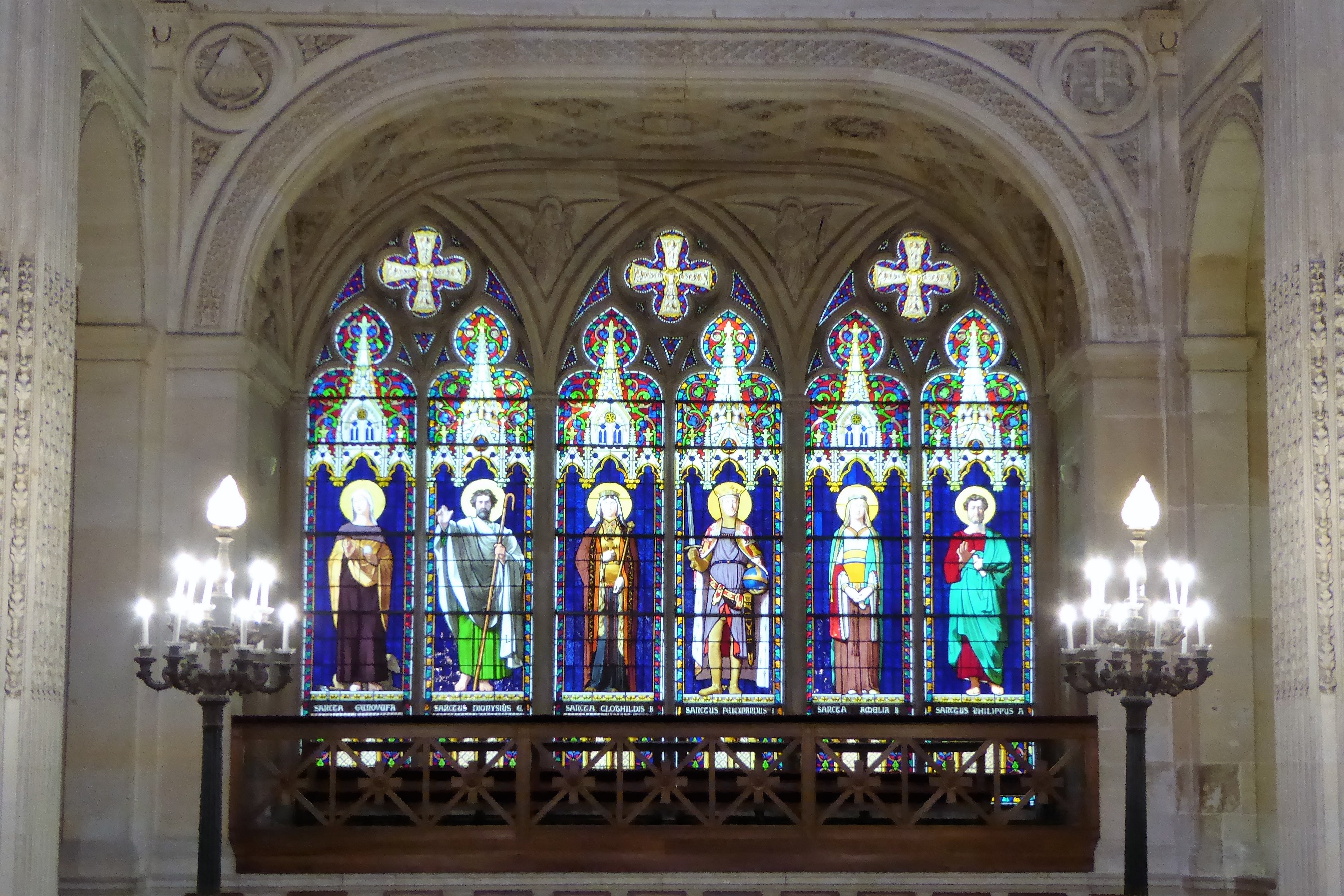
Le transept nord.
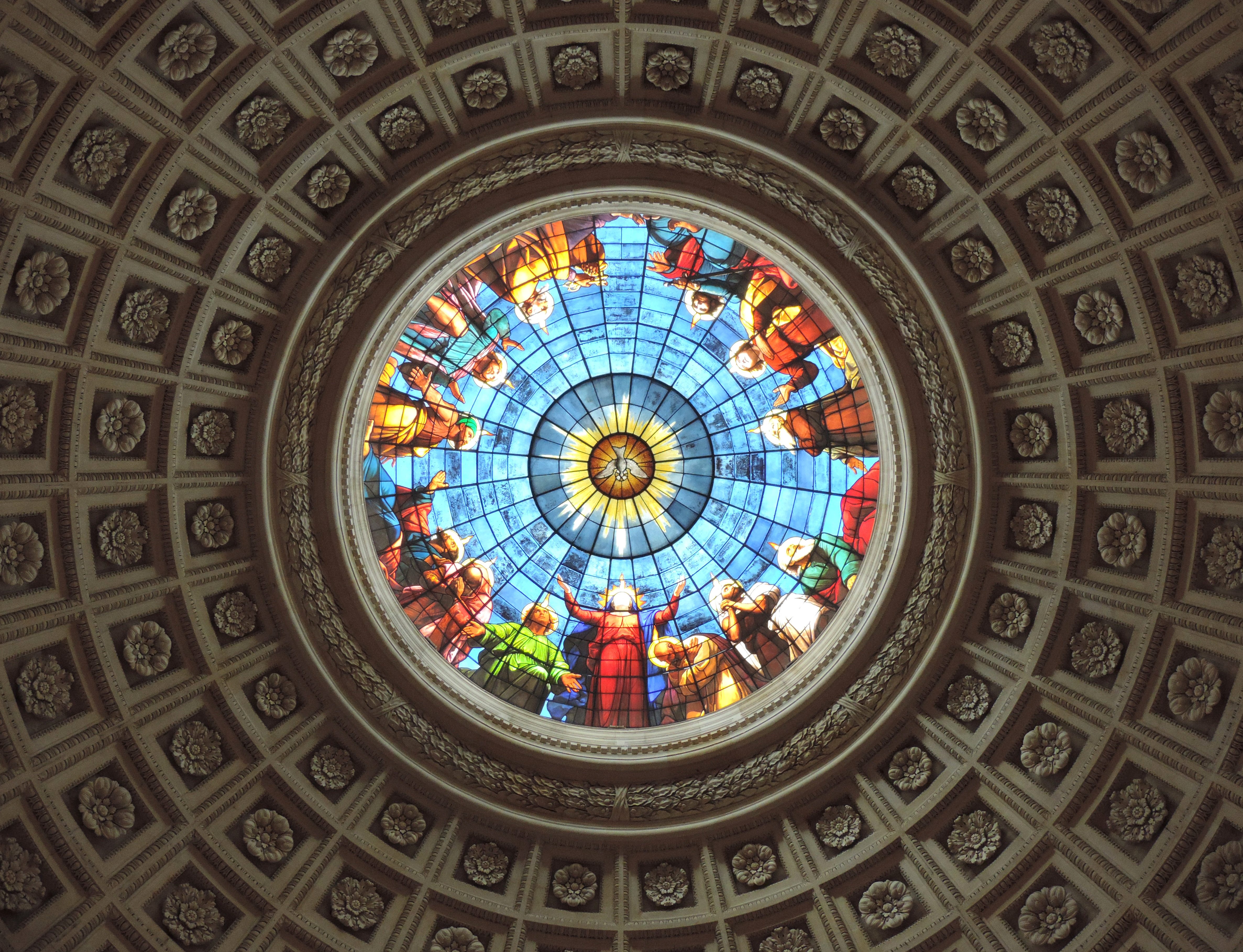
La Pentecôte du dôme central.
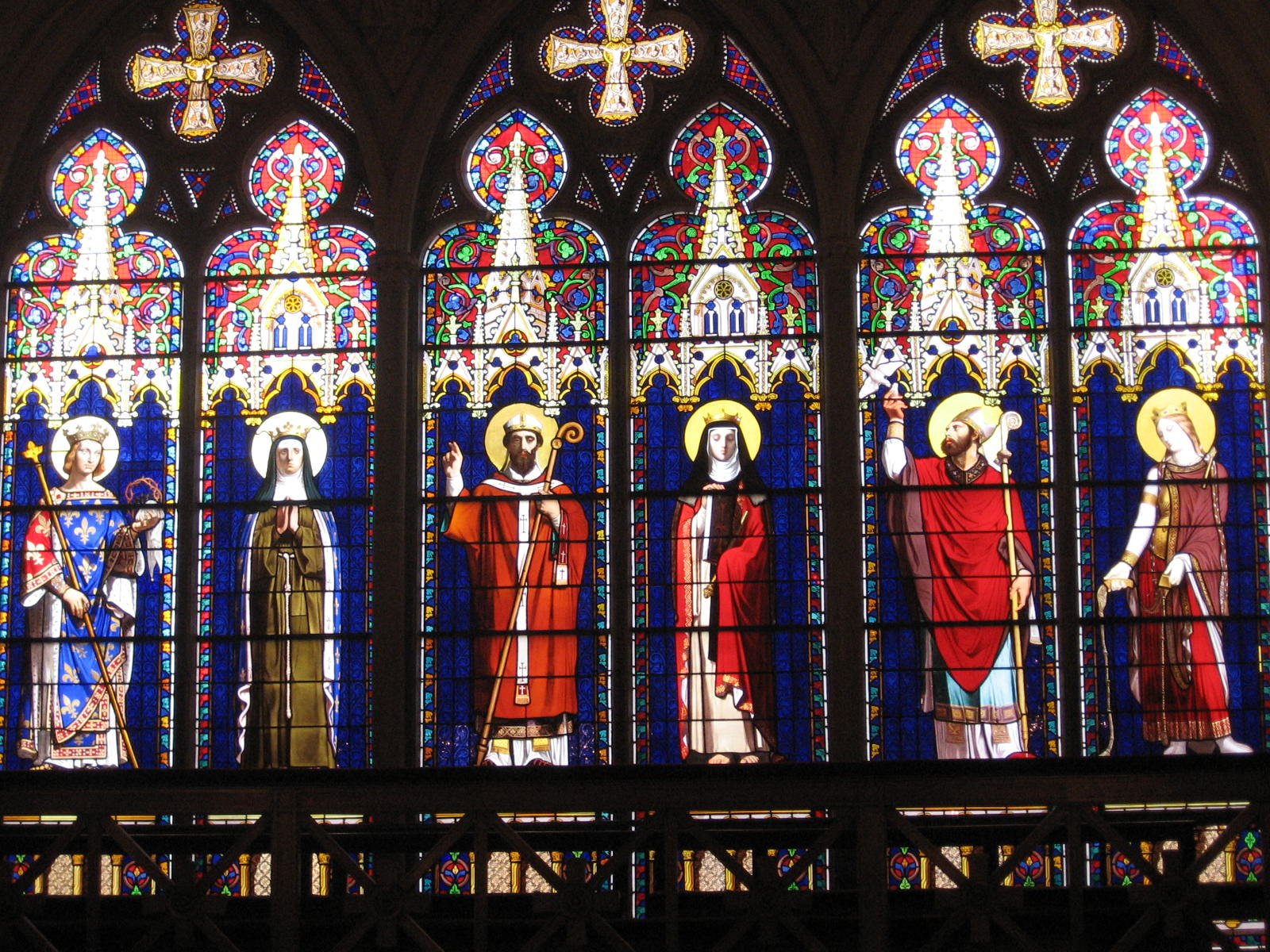
Les personnages du transept sud.

### Le déambulatoire
Au milieu du déambulatoire, la chapelle axiale de la Vierge présente, devant le groupe sculpté figurant Louis-Philippe Ier debout et la reine Marie-Amélie en orante, cinq vitraux illustrant la vie de saint Louis, au-dessus de l'autel (au centre) et des quatre tombeaux de la duchesse douairière d'Orléans et d'Adélaïde d'Orléans (à gauche) et de la princesse de Salerne et du prince royal (à droite).

Vitraux illustrant la vie de saint Louis dans la chapelle de la Vierge
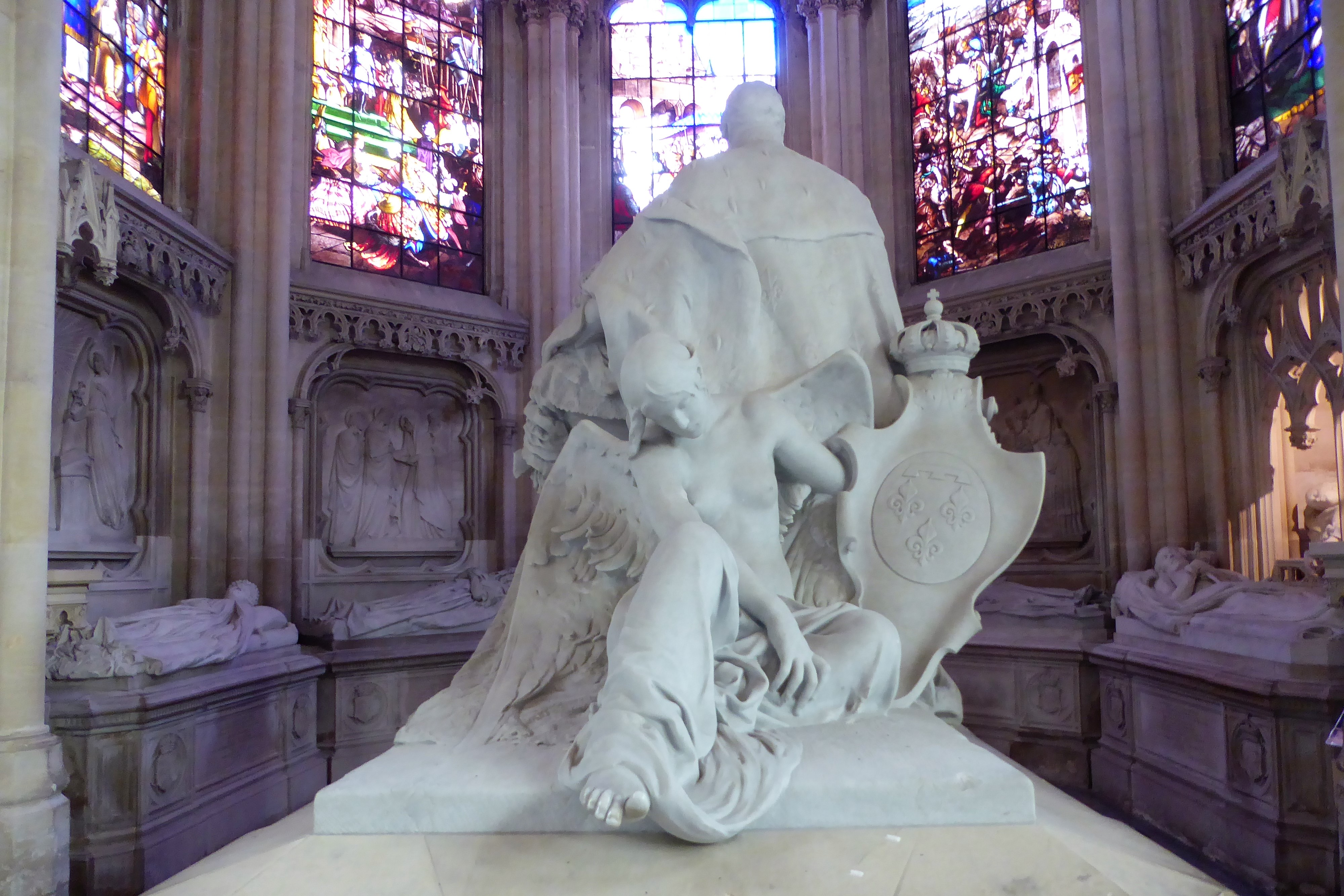
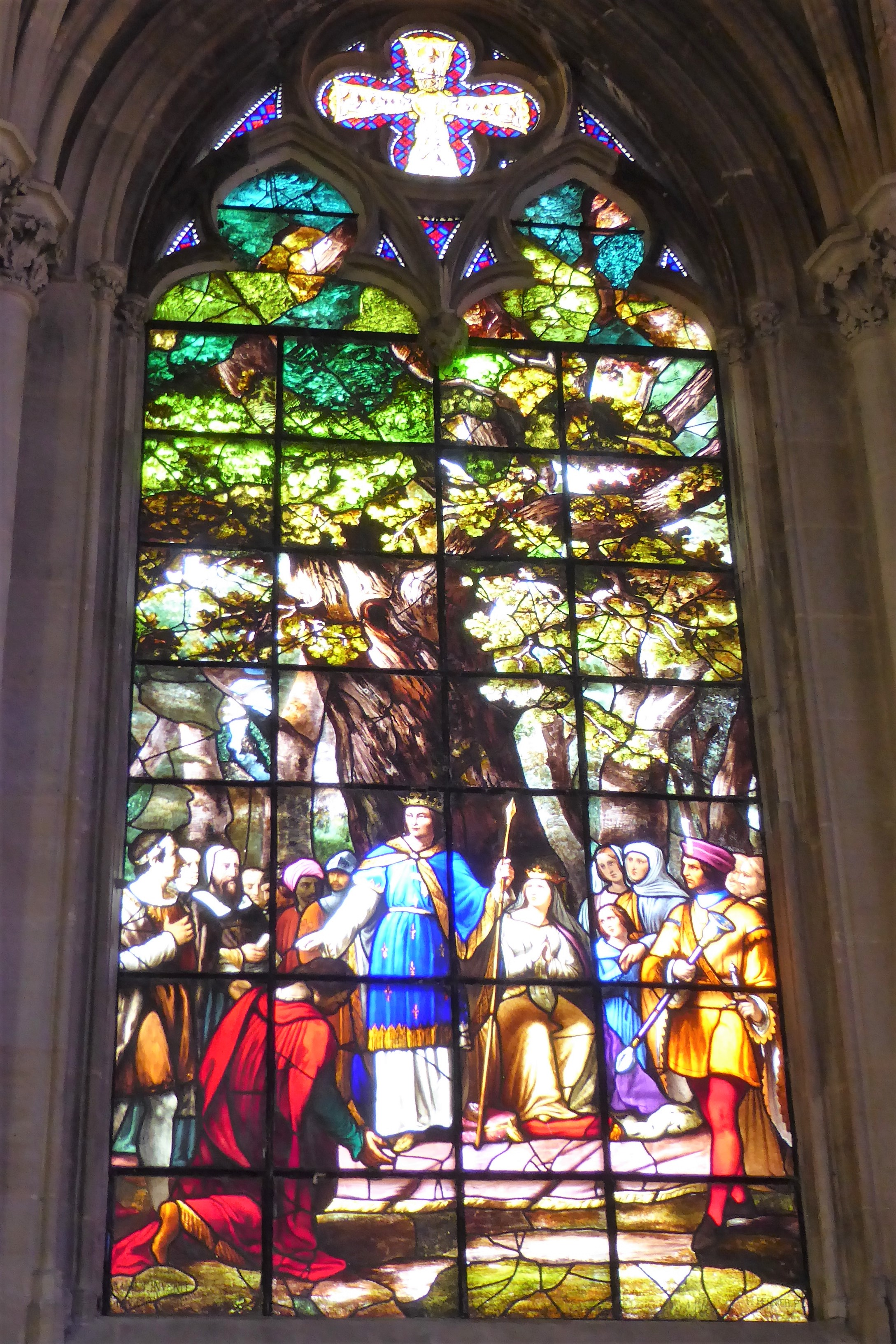
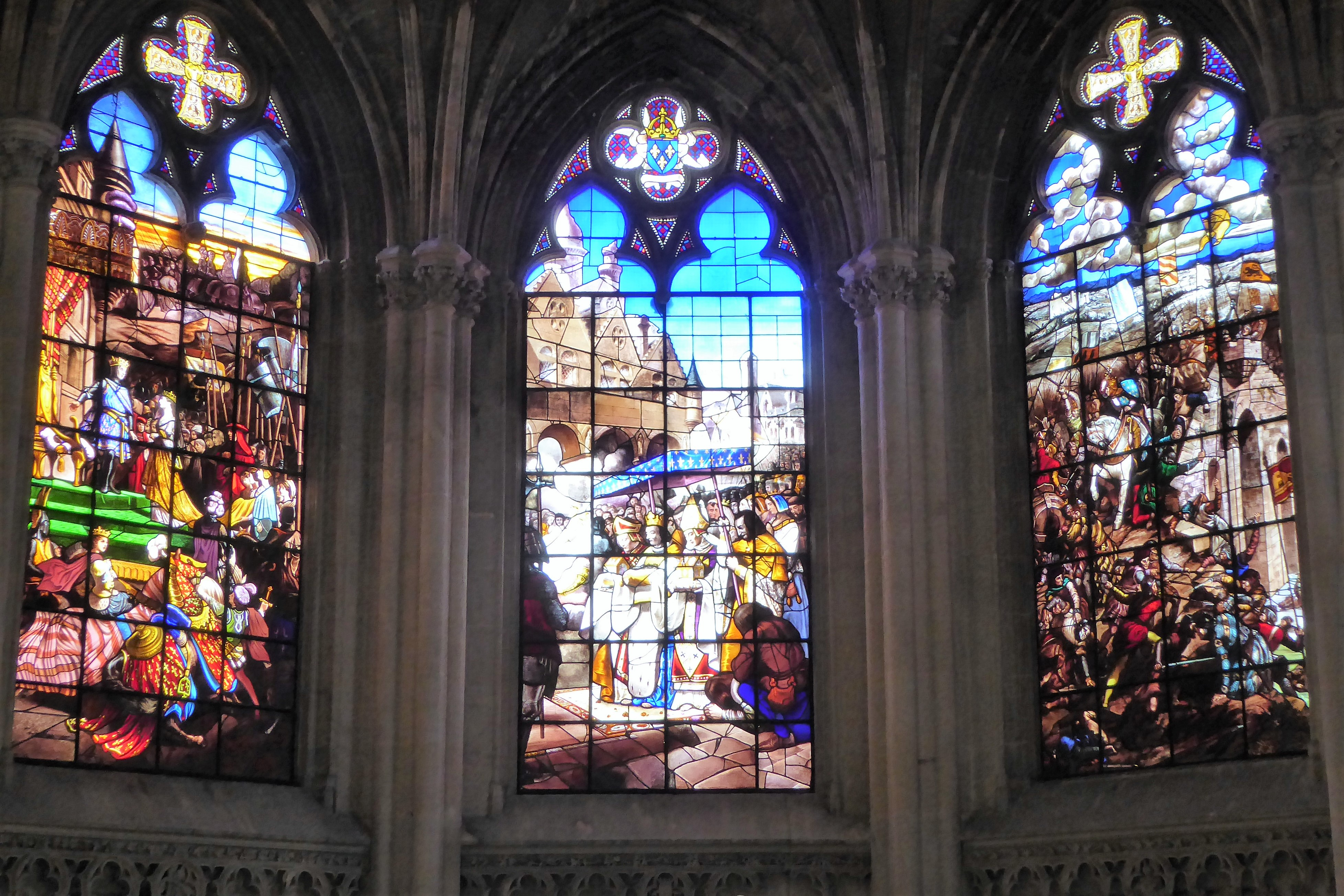
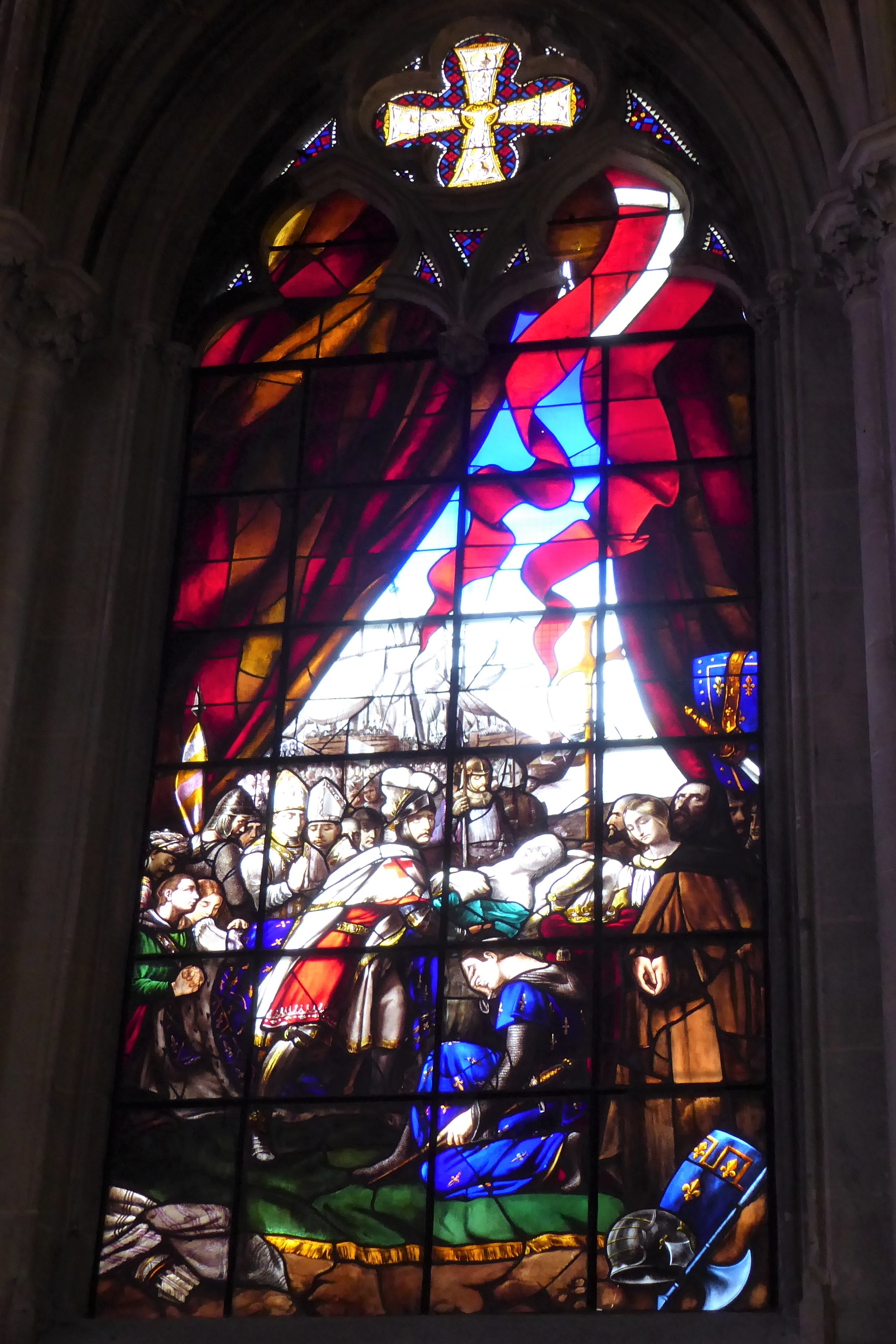

### La crypte

Vitraux de la crypte
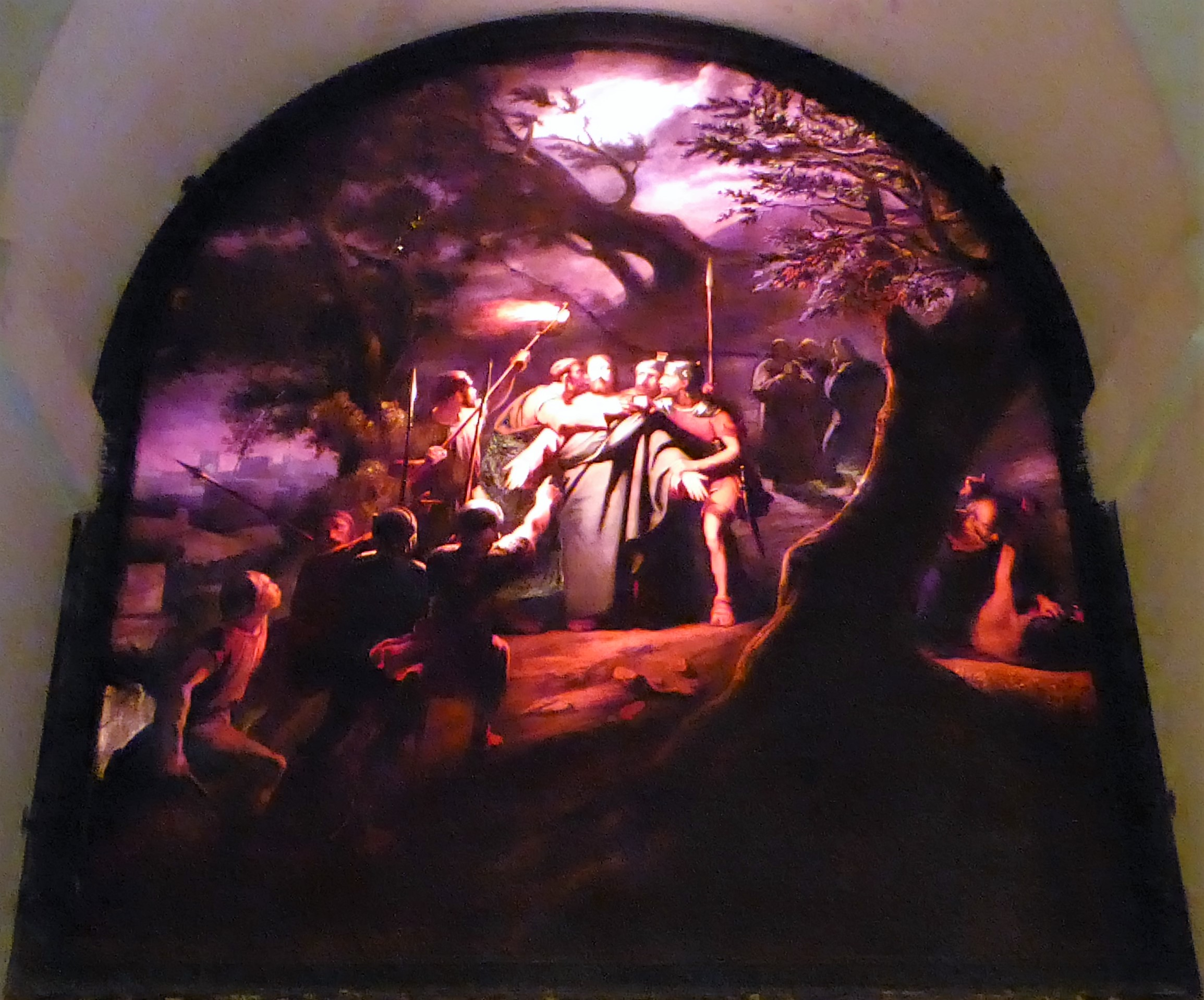
Arrestation de Jésus.
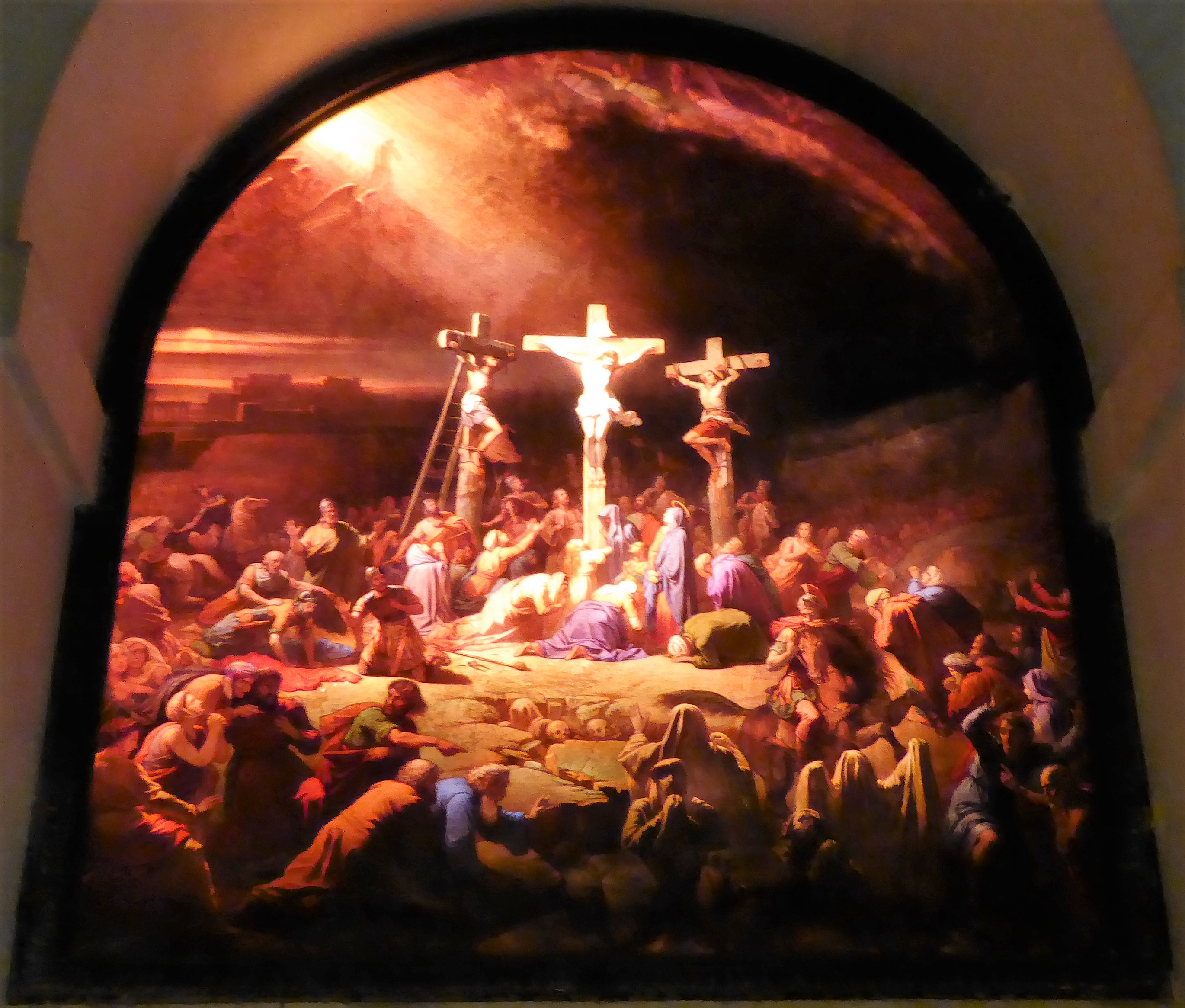
Crucifixion.
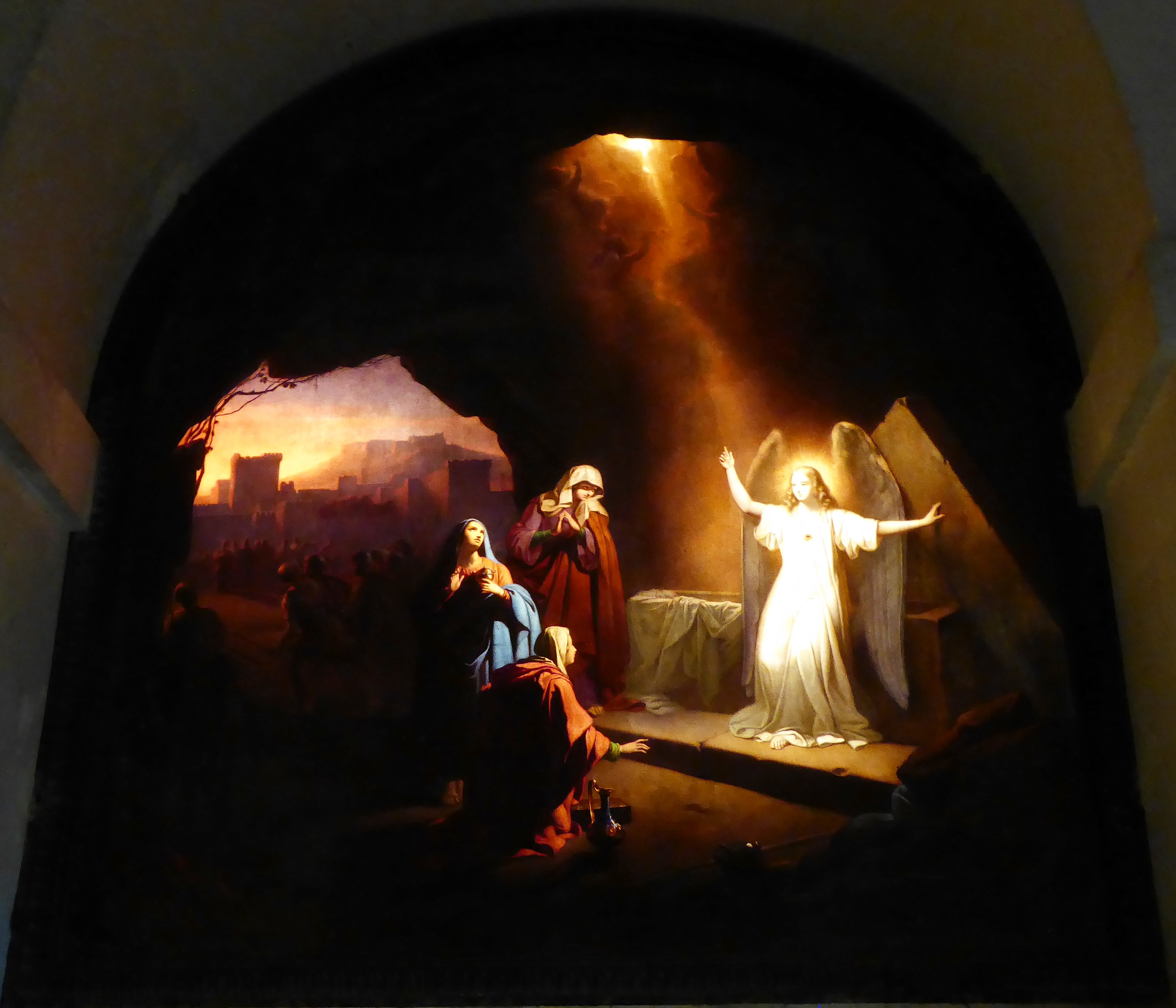
Matin de Pâques
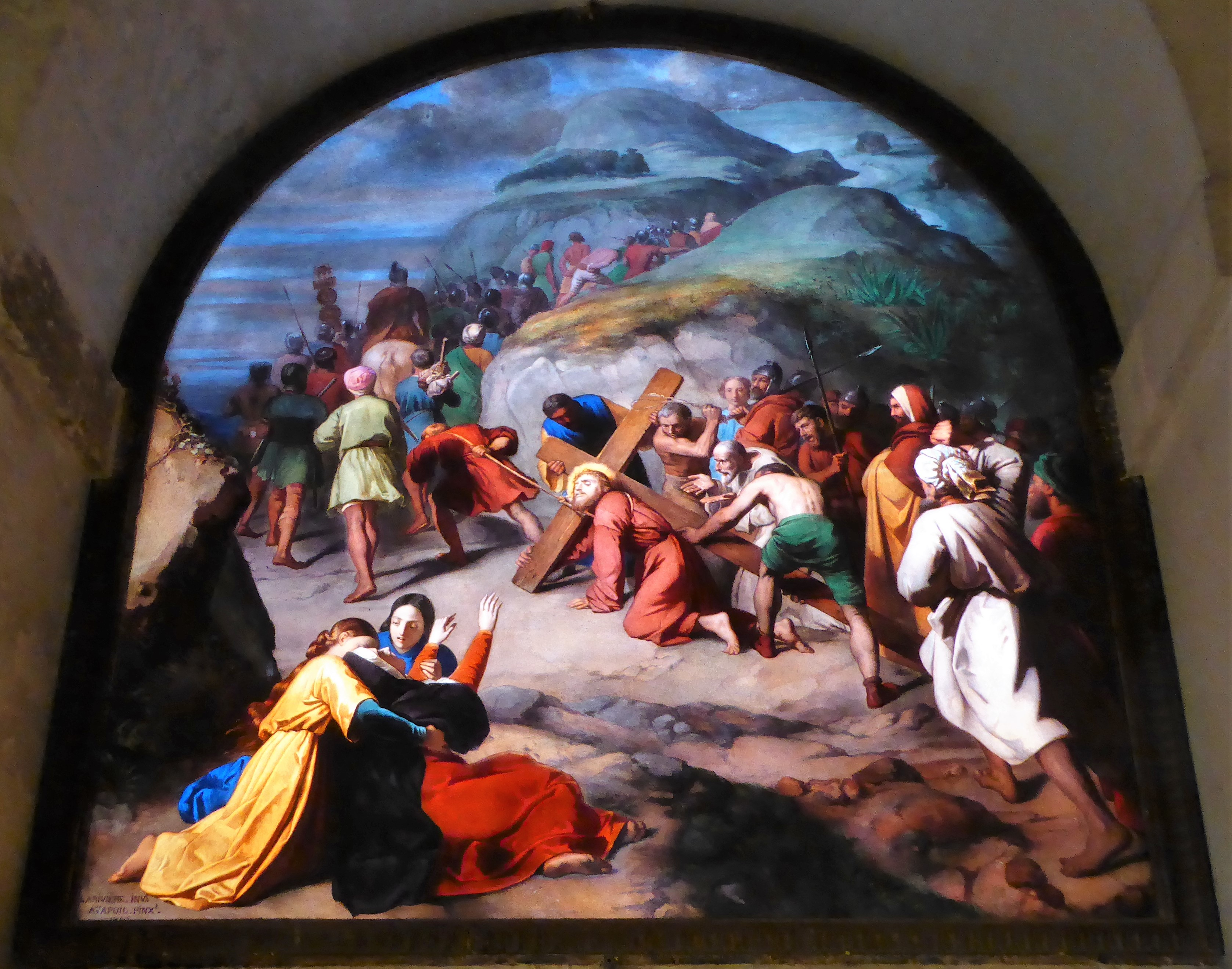
La montée au calvaire.
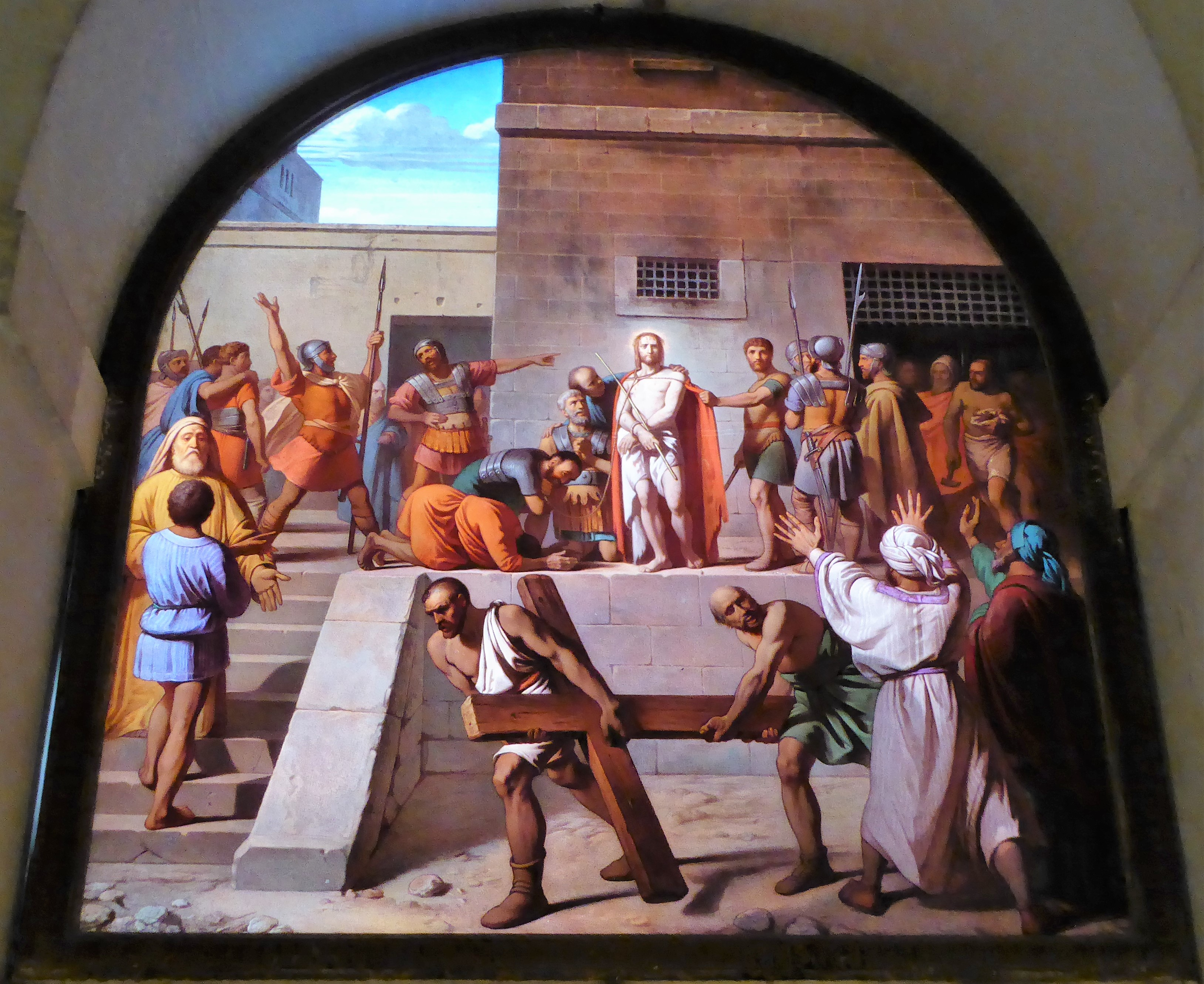
Ecce Homo.

## Sépultures de la famille d'Orléans
En dehors du caveau inférieur (des Bourbon-Penthièvre), les sépultures des Orléans (numérotées de 1 à 64) se répartissent sur deux niveaux : le déambulatoire et la crypte.
Quelque vingt-cinq gisants ou statues ornent les plus anciennes de ces sépultures, réalisés par une quinzaine d'artistes dont les plus renommés ont obtenu plusieurs commandes : James Pradier (1792-1852), Aimé Millet (1819-1891), Antonin Mercié (1845-1916), Charles-Albert Walhain (1877-1936).

### Déambulatoire (niveau -1)
Tout autour du tombeau du roi et de la reine des Français, les sépultures (décrites dans le sens inverse des aiguilles d'une montre) des membres de leur famille, sculptées sur un même modèle et disposées, à l'origine, dans le seul déambulatoire et selon la volonté du souverain.

#### Chapelle de la Vierge
1 et 2 - Au centre, tombeau double et monumental sculpté par Antonin Mercié en 1886, où repose le couple royal :
- Louis-Philippe Ier (1773-1850), duc d'Orléans puis roi des Français, fils de Louis-Philippe d'Orléans, dit Philippe Égalité, et de Marie-Adélaïde de Bourbon. Inhumé dans la chapelle Saint-Charles-Borromée à Weybridge au Royaume-Uni pendant l'exil de sa famille après son abdication en 1848, transféré le 9 juin 1876 dans la nécropole des Orléans. Le souverain est figuré debout, vêtu d'un manteau royal, aux côtés de sa femme et regardant vers l'autel de la chapelle de la Vierge ; derrière la représentation du couple royal, un ange sculpté supporte un écu aux armes du monarque.
- Marie-Amélie de Bourbon-Siciles (1782-1866), duchesse d'Orléans puis reine des Français, son épouse. Inhumée dans la chapelle Saint-Charles-Borromée à Weybridge au Royaume-Uni, également transférée le 9 juin 1876 dans la nécropole des Orléans. La souveraine, à la gauche de son époux, est figurée en priante.

Tombeau du roi Louis-Philippe Ier et et de la reine Marie-Amélie de Bourbon-Siciles
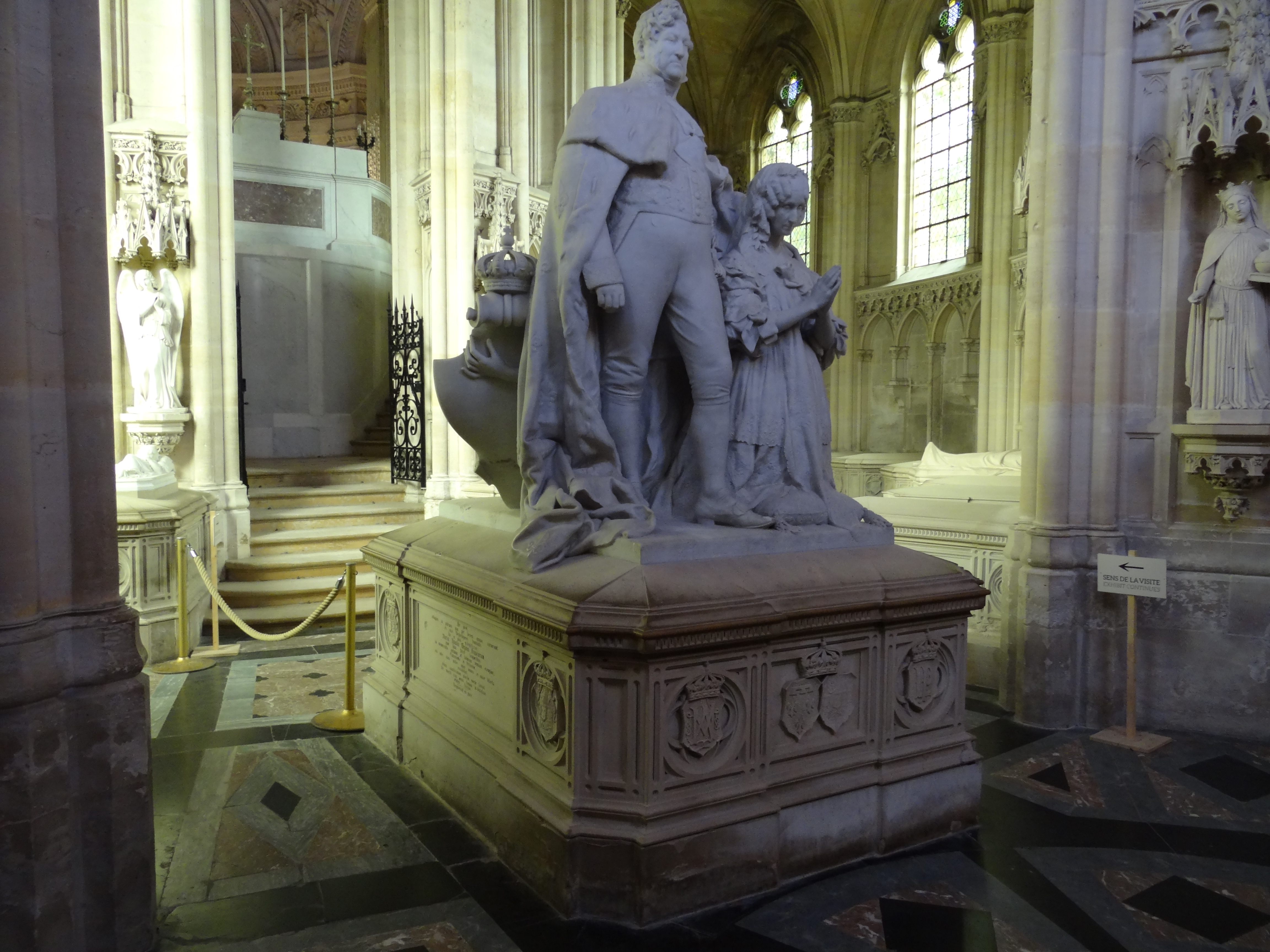
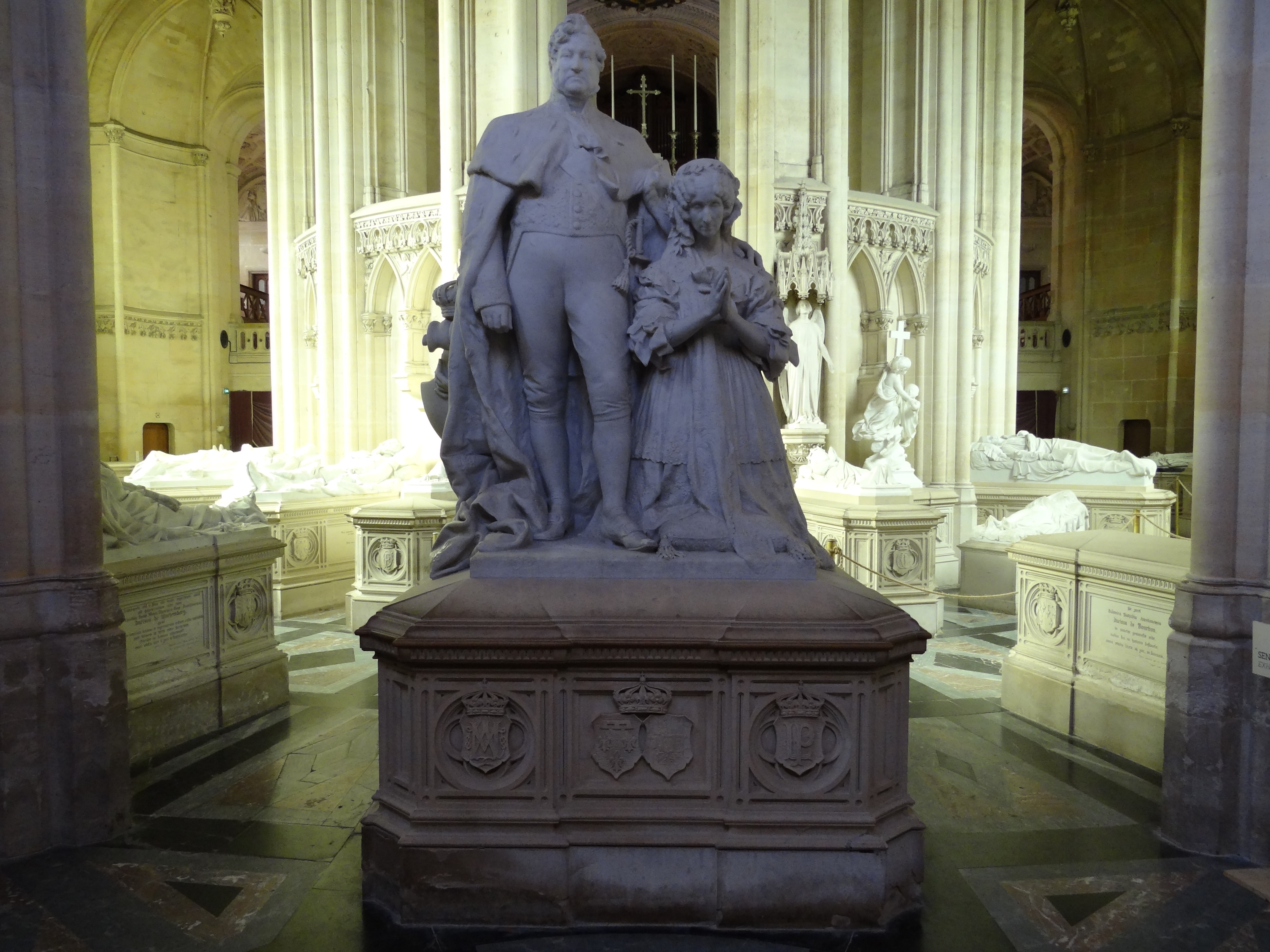
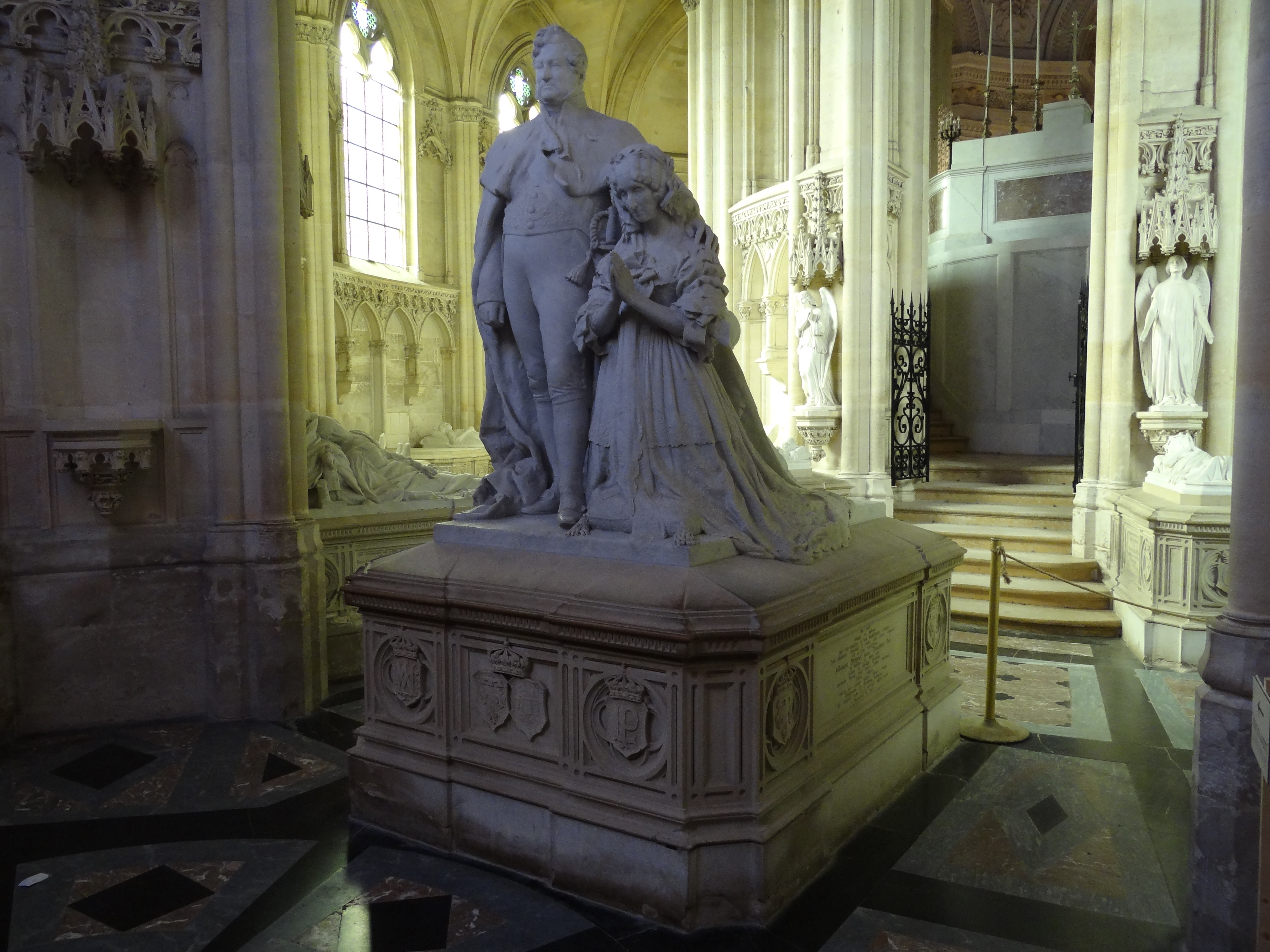
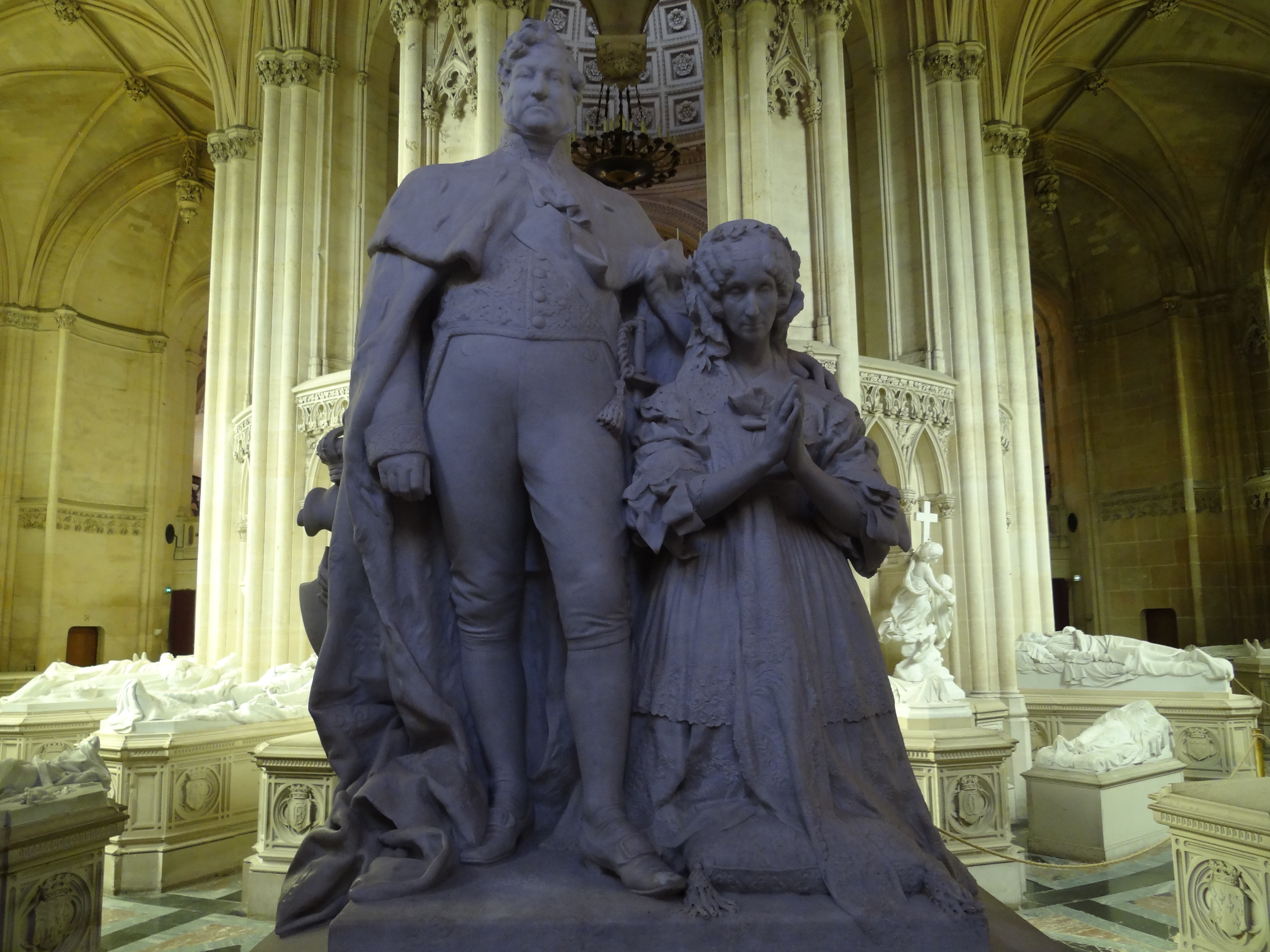
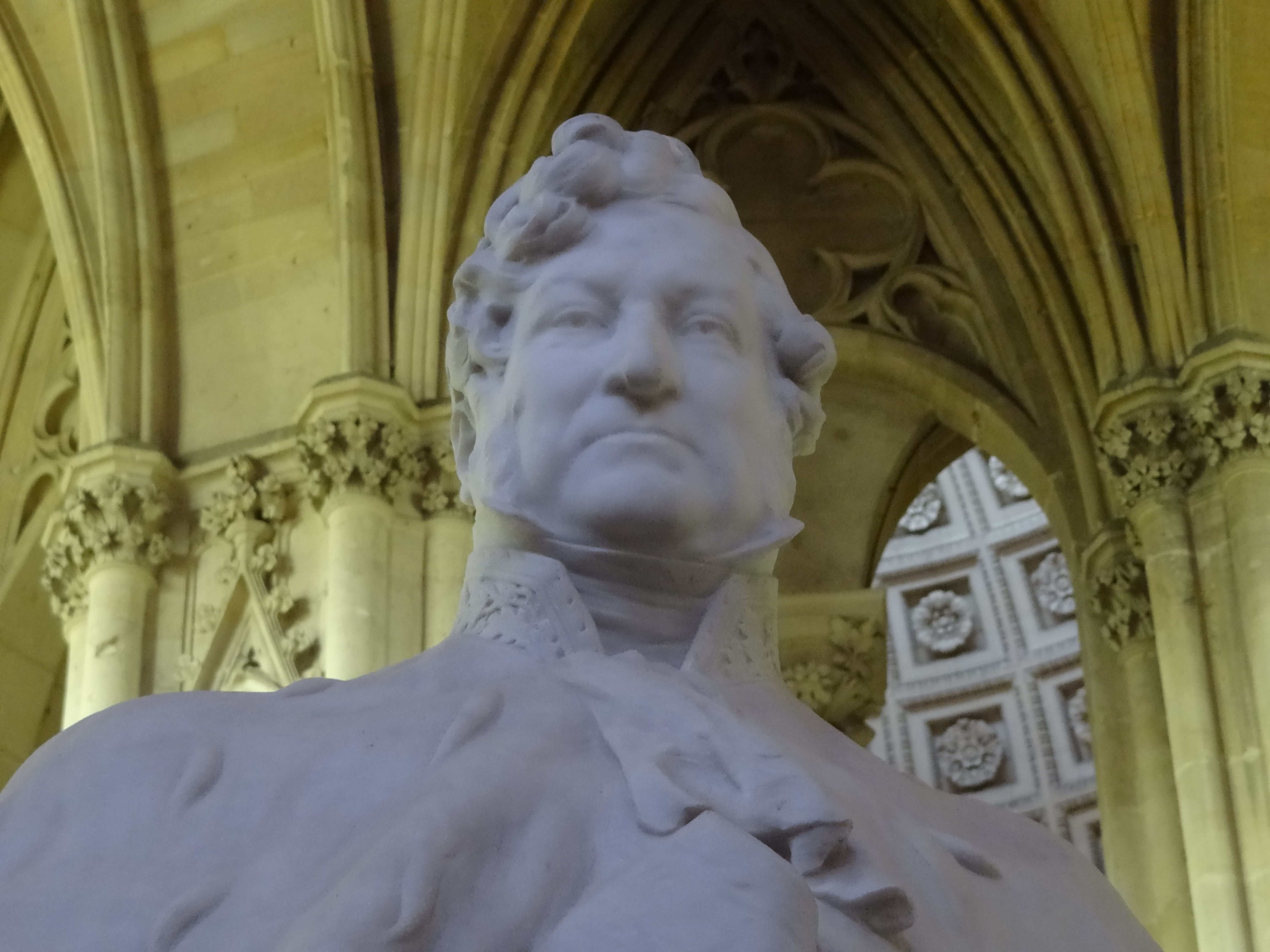
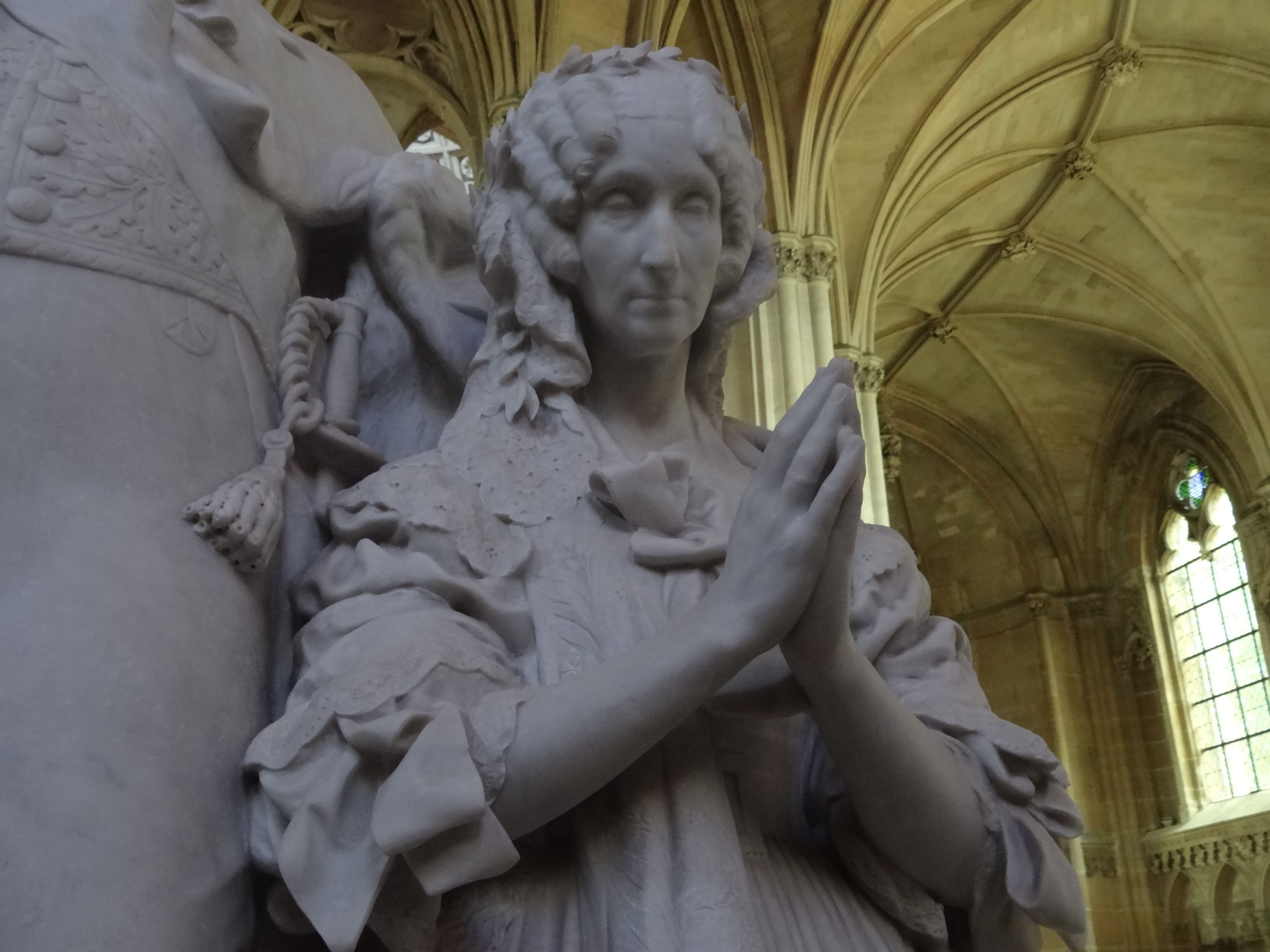
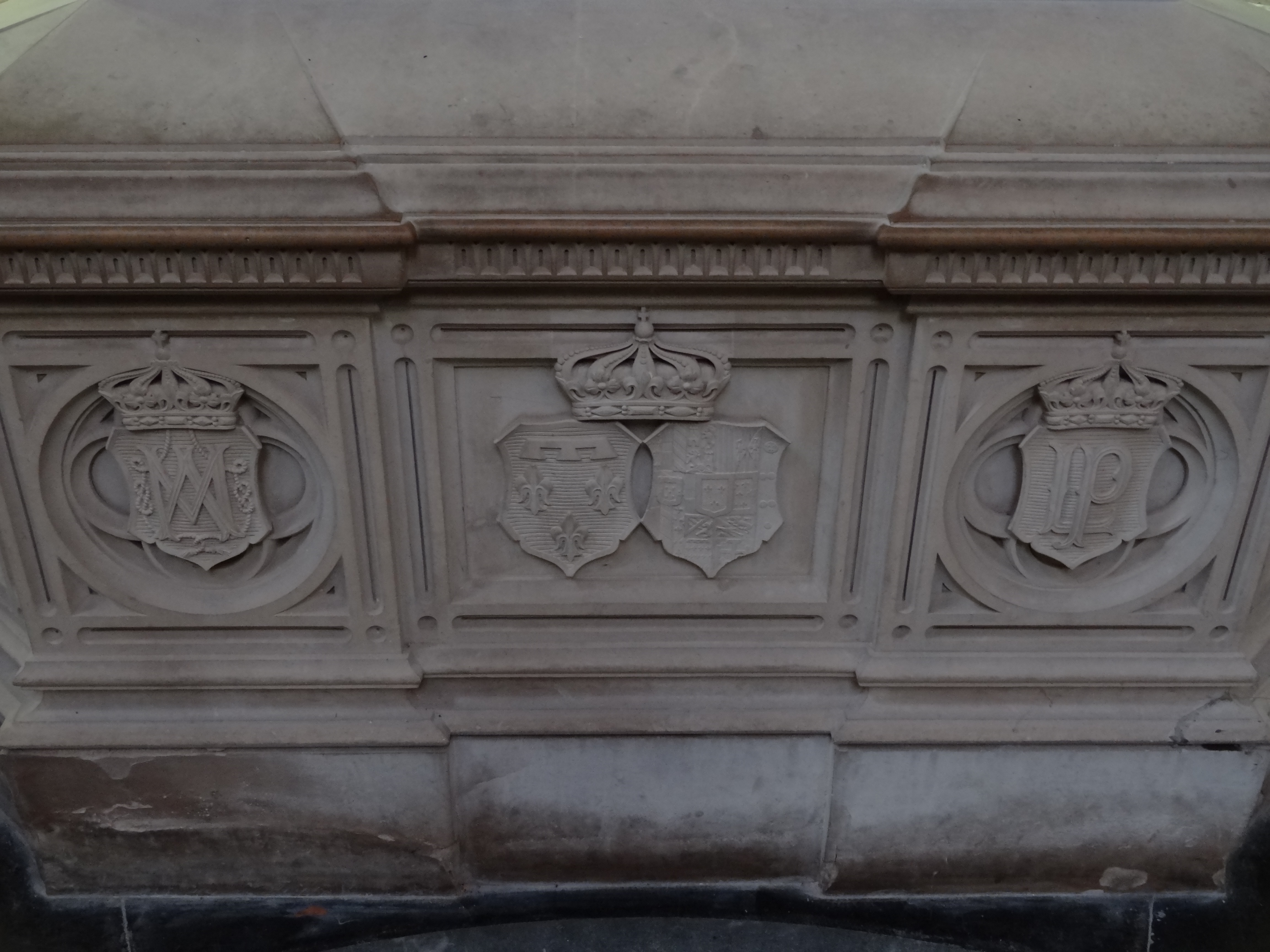
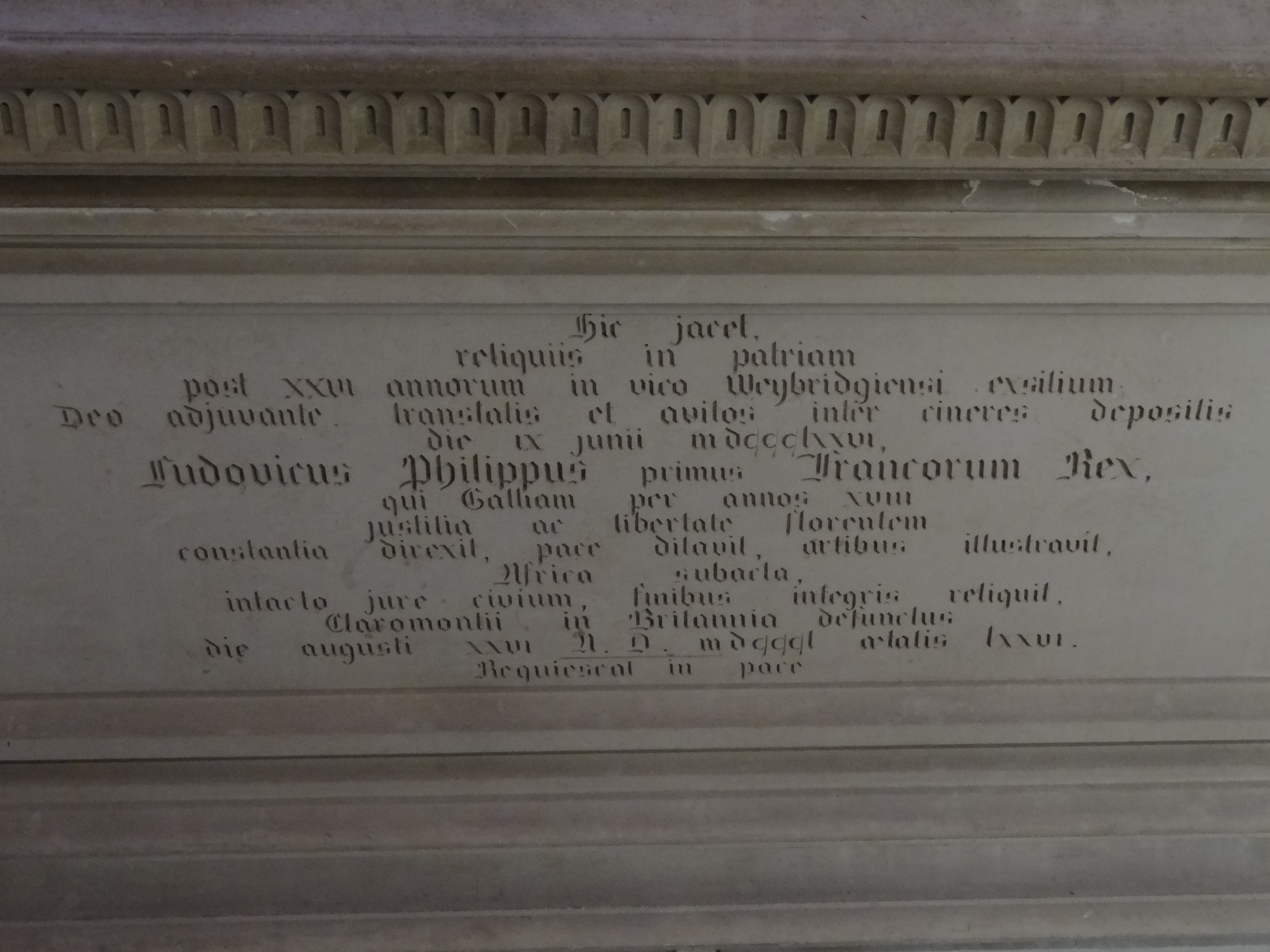
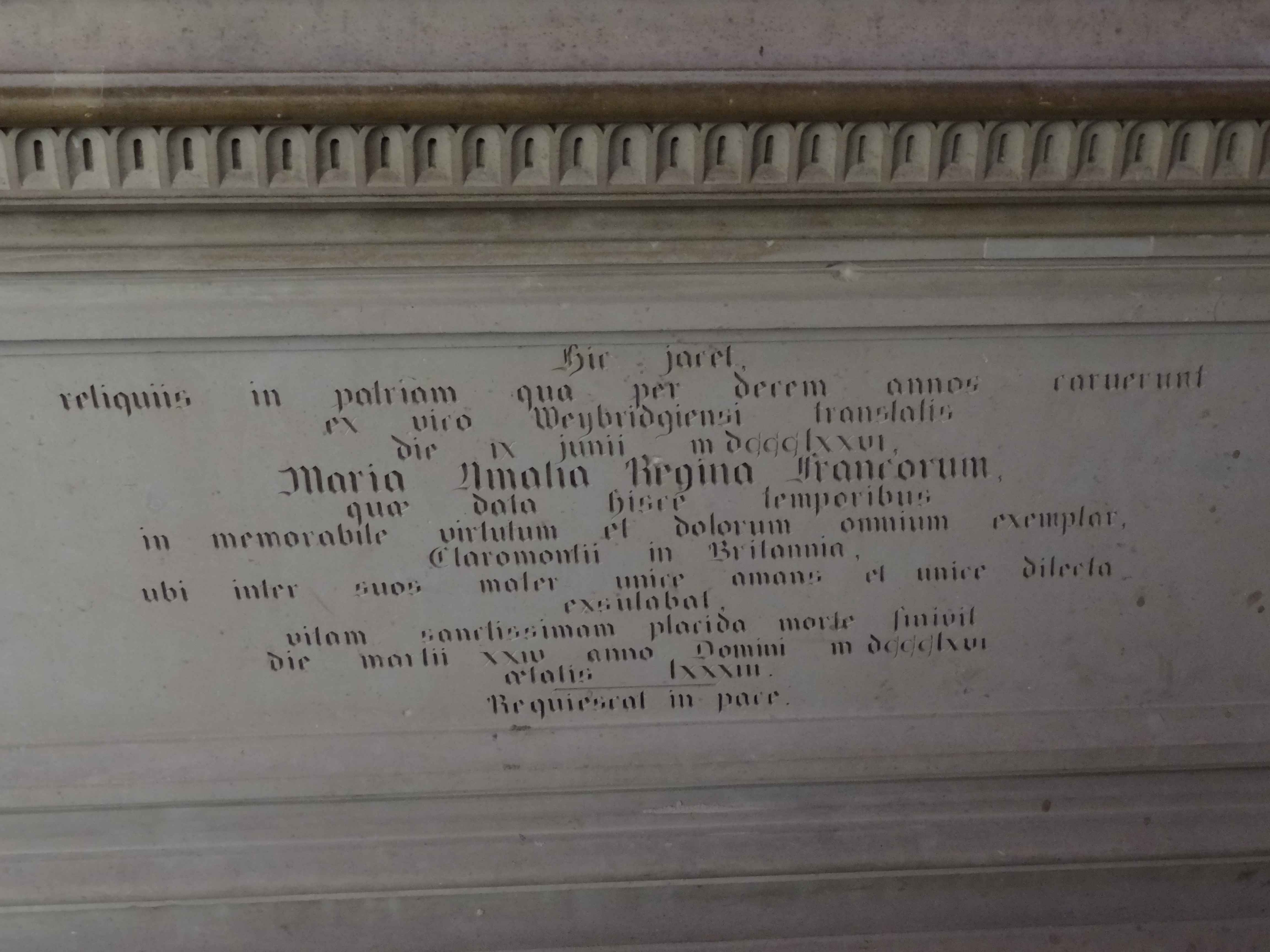

3 et 4 :
- Ferdinand-Philippe d'Orléans (1810-1842), duc de Chartres puis prince royal et duc d'Orléans, fils aîné de Louis-Philippe Ier et de Marie-Amélie de Bourbon-Siciles. Mort accidentellement[Note 5]. Gisant de Pierre Loison le faisant apparaître en uniforme.
- Hélène de Mecklembourg-Schwerin (1814-1858), duchesse d'Orléans, son épouse. Inhumée dans la chapelle Saint-Charles-Borromée à Weybridge au Royaume-Uni, transférée le 9 juin 1876 dans la nécropole des Orléans. Étant de religion réformée, elle ne repose pas dans l'enceinte de la chapelle principale (rite catholique) mais dans la minuscule chapelle contiguë, affectée au culte protestant. Une ouverture a été pratiquée dans le mur de la chapelle de la Vierge de manière à faire communiquer sa sépulture, ainsi rendue visible, avec celle de son mari. Gisant d'Henri Chapu, qui la représente le bras dirigé vers son défunt époux.

5 - Marie-Clémentine de Habsbourg (1798-1881), princesse de Salerne, épouse de Léopold de Bourbon-Siciles (frère de la reine Marie-Amélie) — et mère de Marie-Caroline de Bourbon-Siciles, duchesse d'Aumale et elle-même belle-fille de Louis-Philippe Ier et de Marie-Amélie. Morte en France, inhumée dans la basilique Santa Chiara de Naples (nécropole des Bourbons-Siciles) en Italie auprès de son mari, transférée des années plus tard dans la nécropole des Orléans. Bien qu'elle n'appartînt pas directement à la maison d'Orléans, cette sœur de l'impératrice des Français Marie-Louise repose dans la chapelle royale de Dreux, en face de ses beau-frère et belle-sœur Louis-Philippe et Marie-Amélie — et non loin de sa fille, de son unique gendre et de tous ses petits-enfants (tombeaux  15, 16, 17, 18, 19 et 20 dans le déambulatoire Nord). Gisant de Charles Joseph Lenoir.
6 - Adélaïde d'Orléans (1777-1847), mademoiselle de Chartres, dite Madame Adélaïde, sœur cadette (restée célibataire) de Louis-Philippe Ier. Gisant d'Aimé Millet.
7 - Marie-Adélaïde de Bourbon (1753-1821), duchesse d'Orléans, fille de Louis-Jean-Marie de Bourbon et de Marie-Thérèse-Félicité d'Este, épouse (séparée) de Louis-Philippe d'Orléans, dit Philippe Égalité, et mère de Louis-Philippe Ier. Gisant couronné de Jean-Auguste Barre. Son tombeau contient également les restes mortels de sa famille, les Bourbon-Penthièvre (voir plus bas).

Gisants de la chapelle de la Vierge
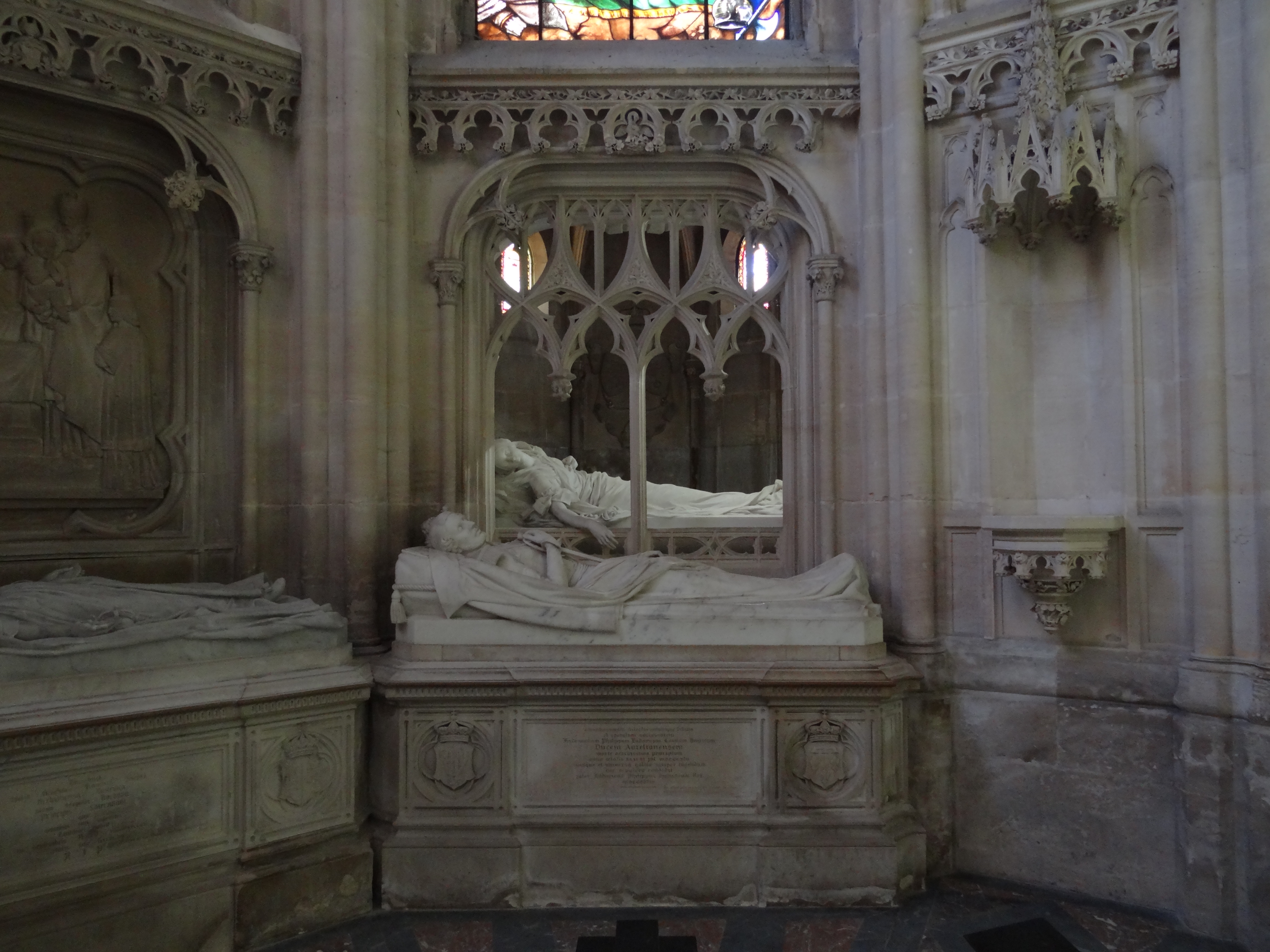
3 et 4Ferdinand-Philippe d'Orléans et Hélène de Mecklembourg-Schwerin, duc et duchesse d'Orléans.
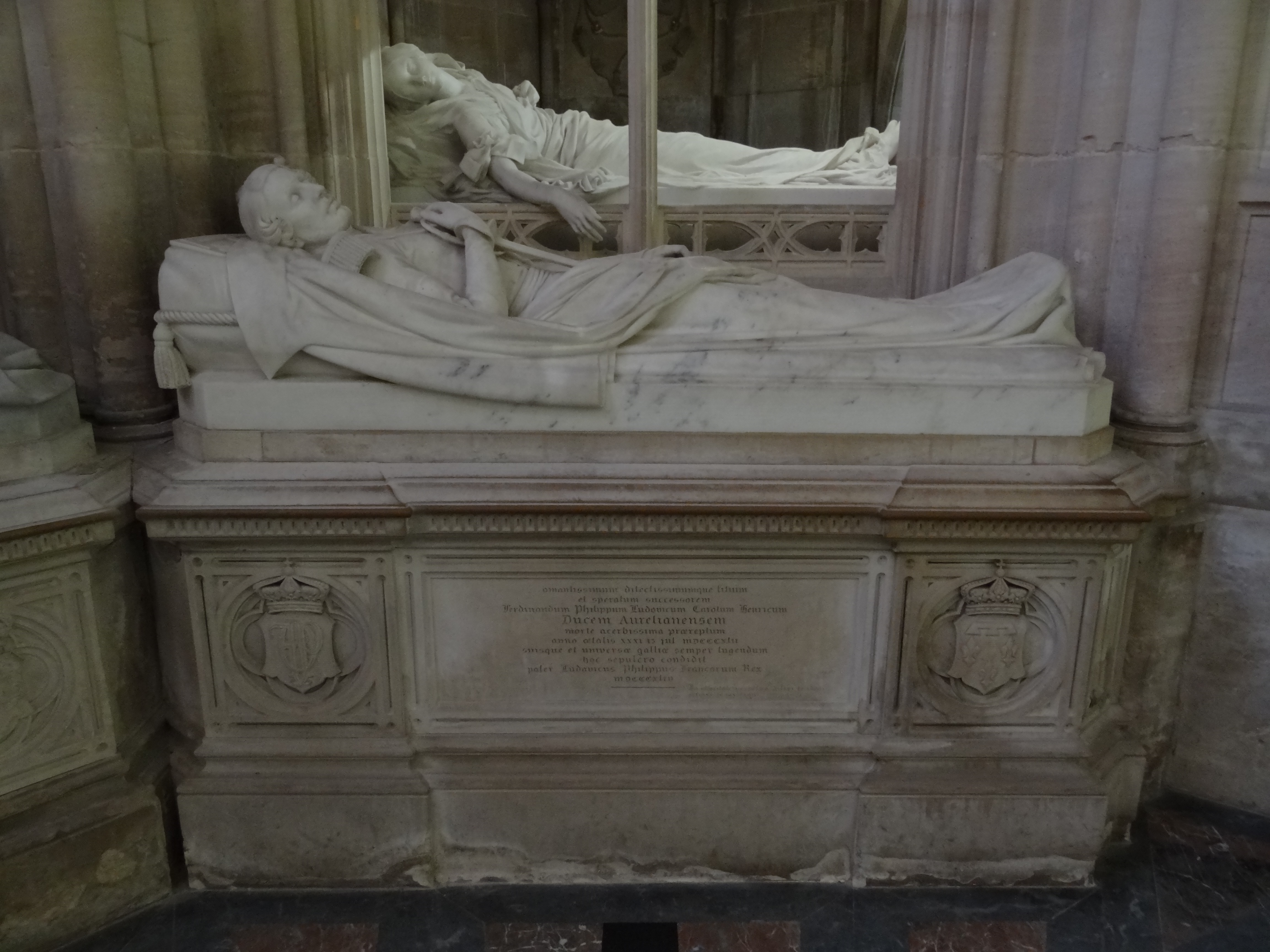
3 et 4Ferdinand-Philippe d'Orléans et Hélène de Mecklembourg-Schwerin, duc et duchesse d'Orléans.
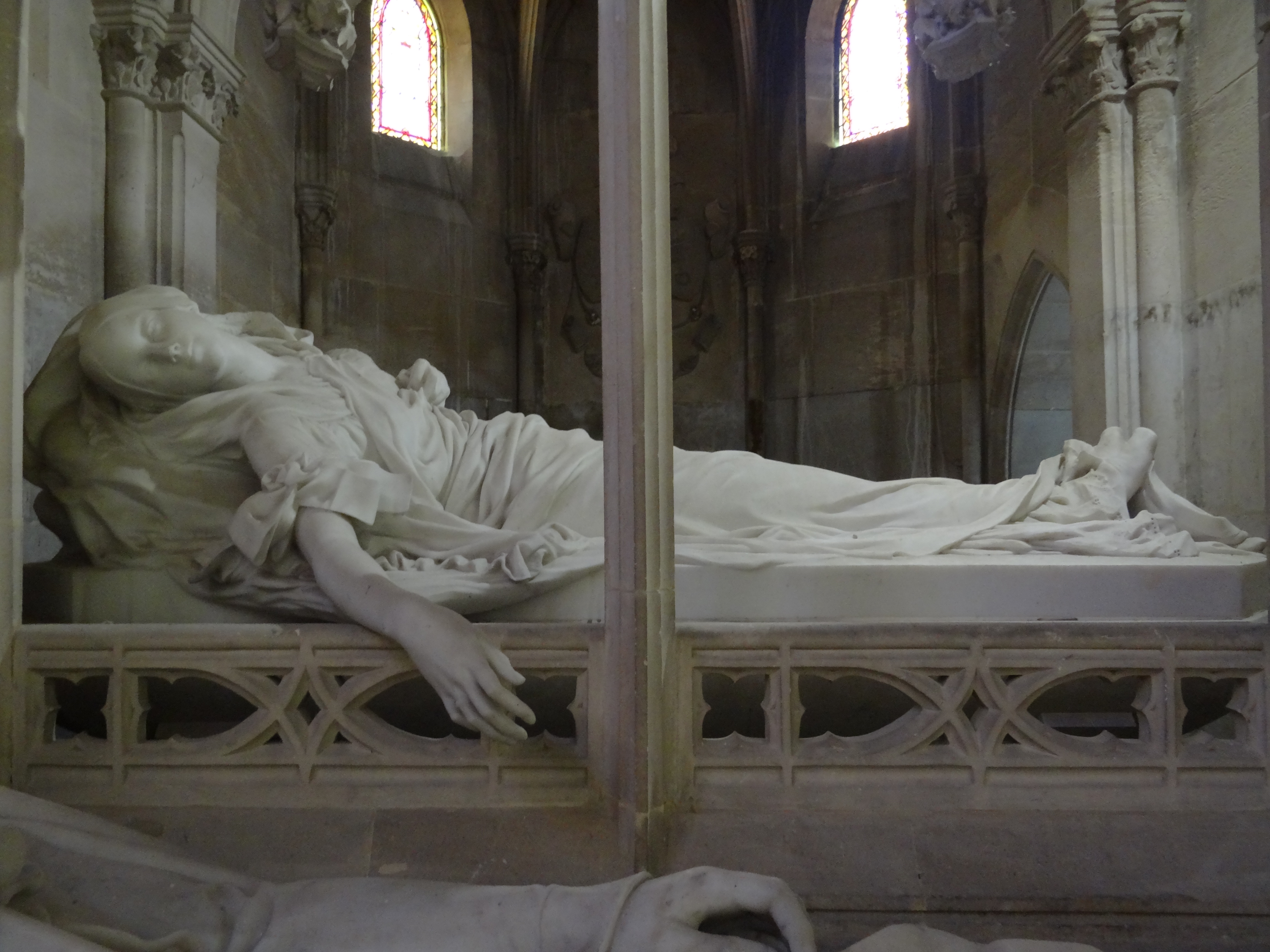
4Hélène de Mecklembourg-Schwerin, duchesse d'Orléans.
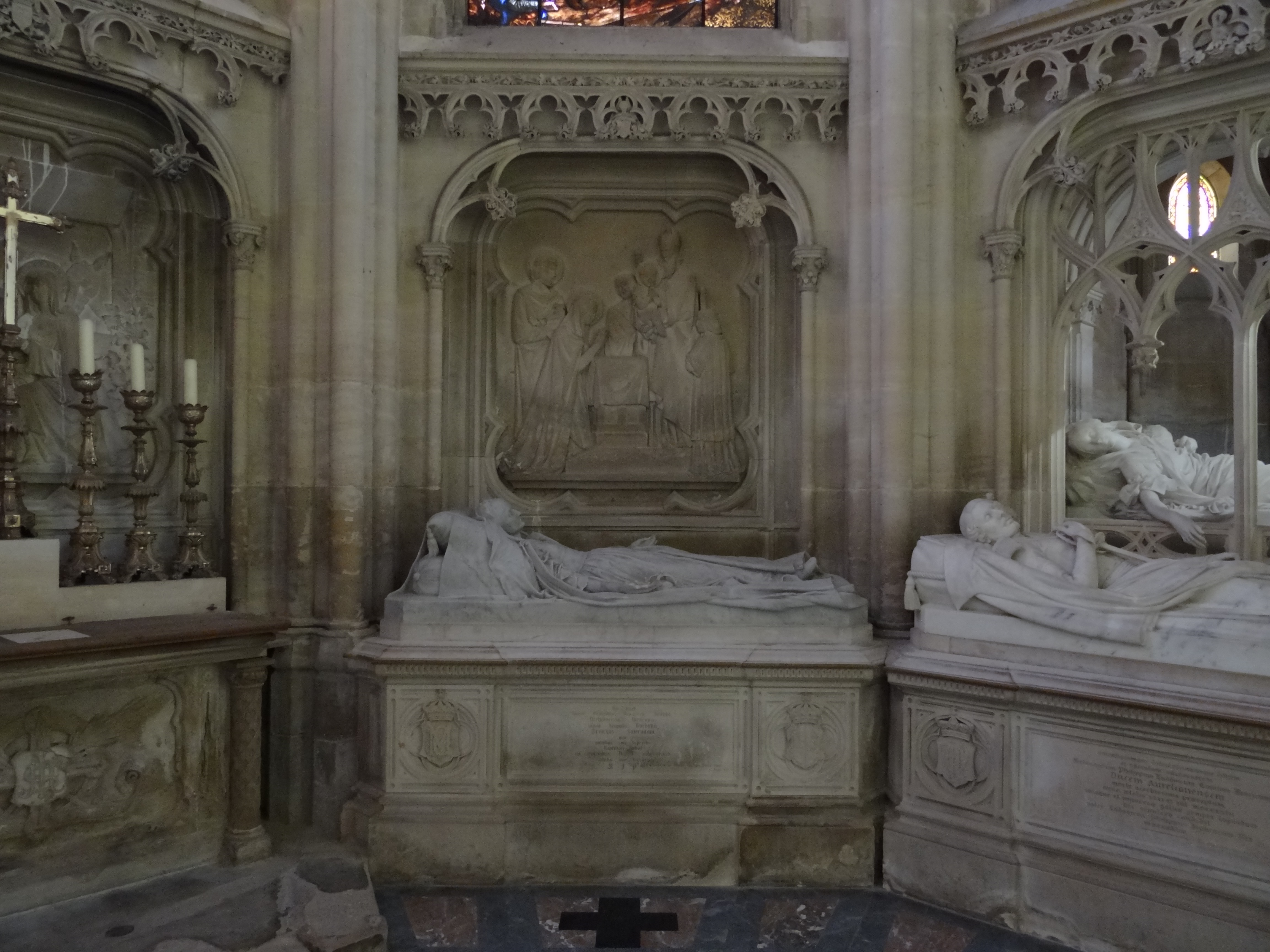
5Marie-Clémentine d'Autriche, princesse de Salerne.
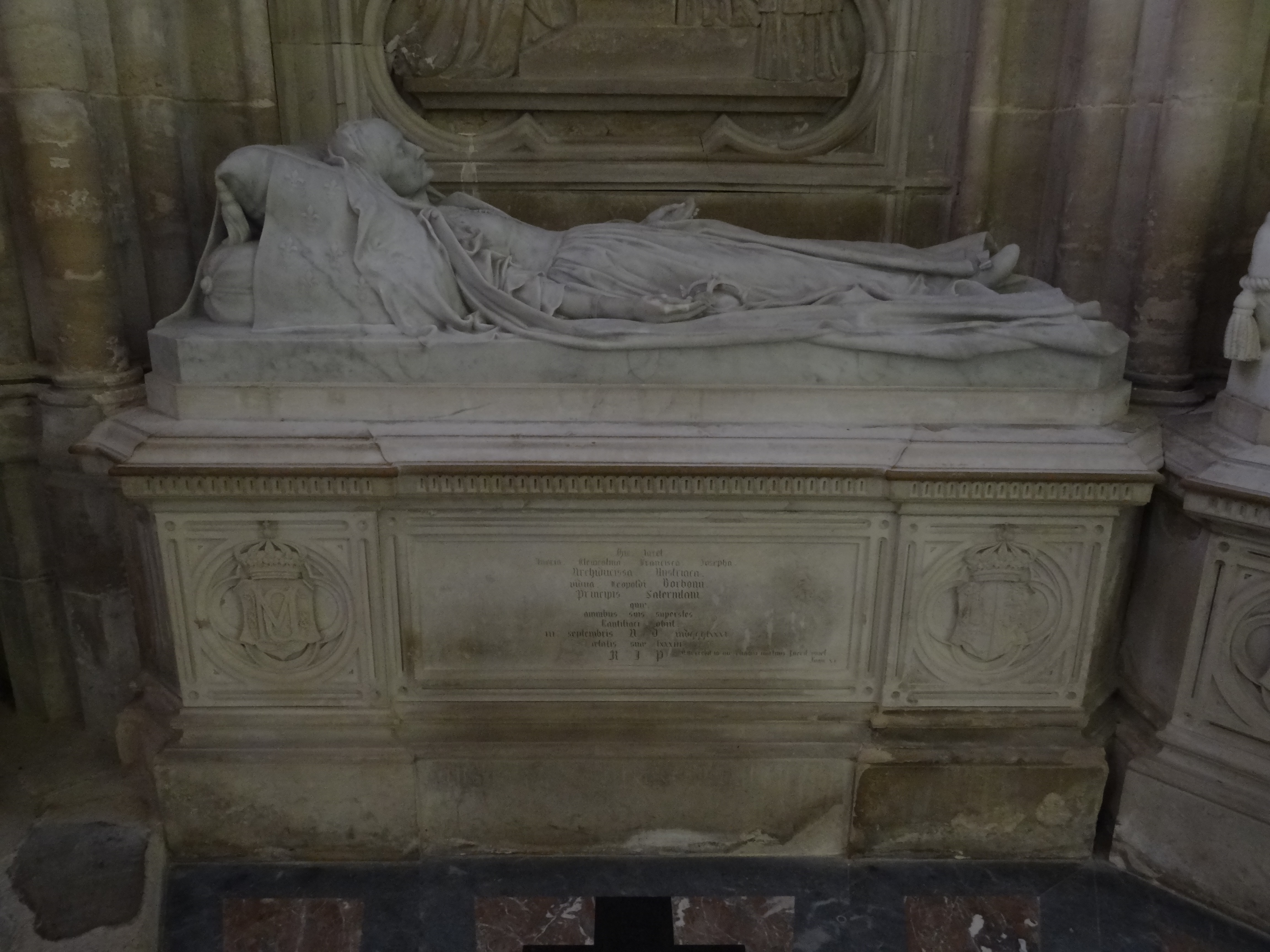
5Marie-Clémentine d'Autriche, princesse de Salerne.
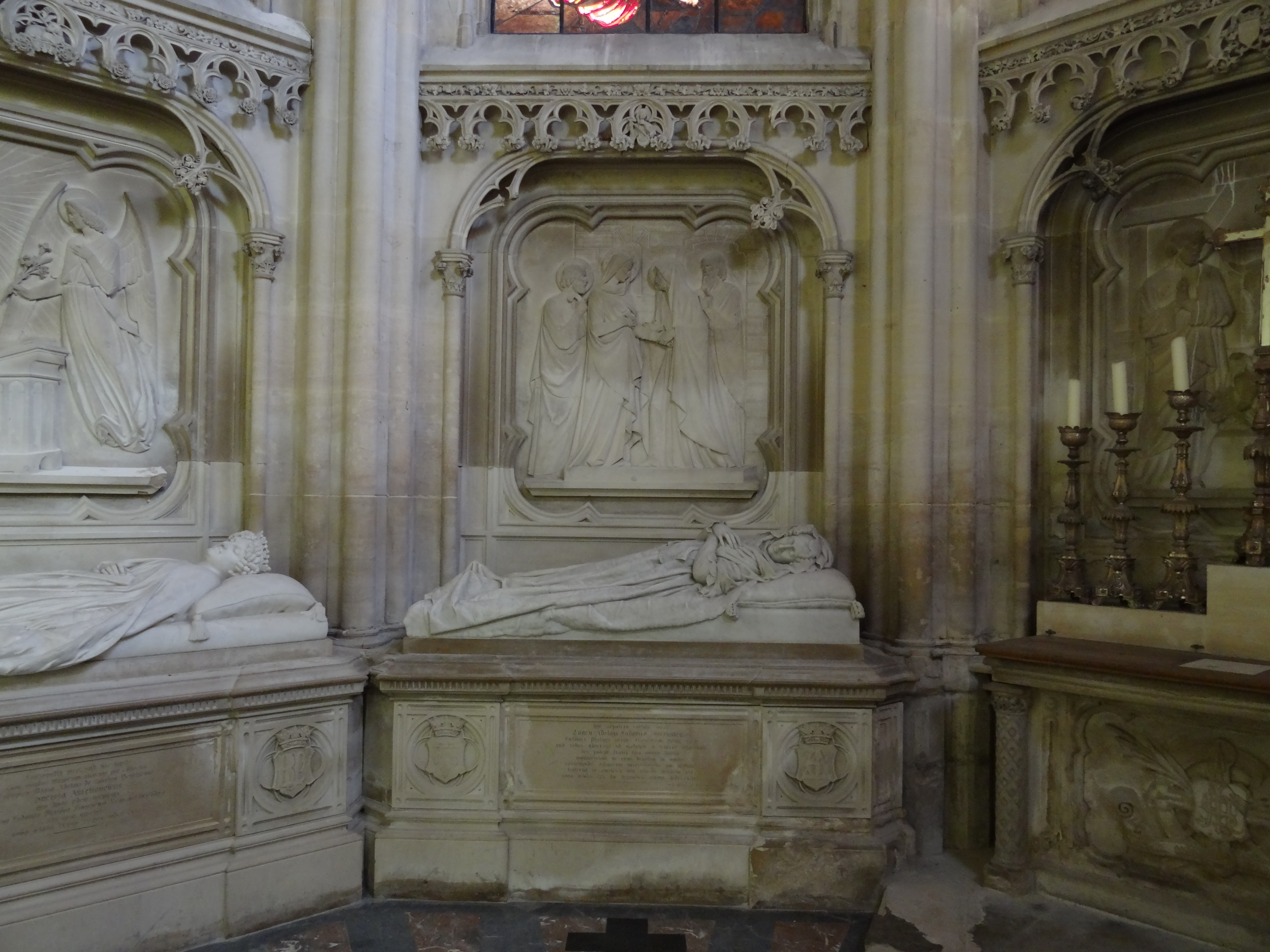
6Adélaïde d'Orléans, sœur du roi Louis-Philippe Ier.
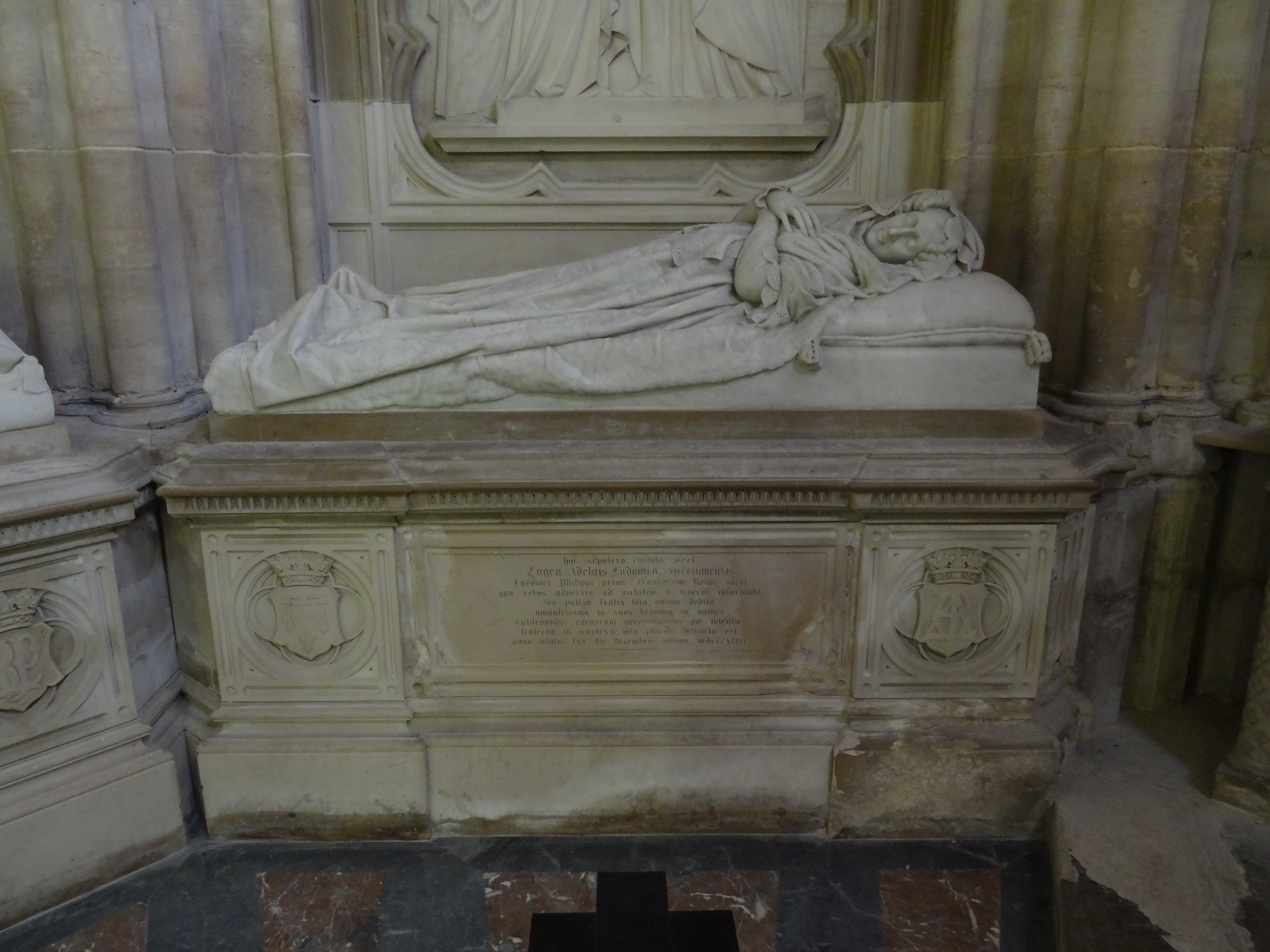
6Adélaïde d'Orléans, sœur du roi Louis-Philippe Ier.
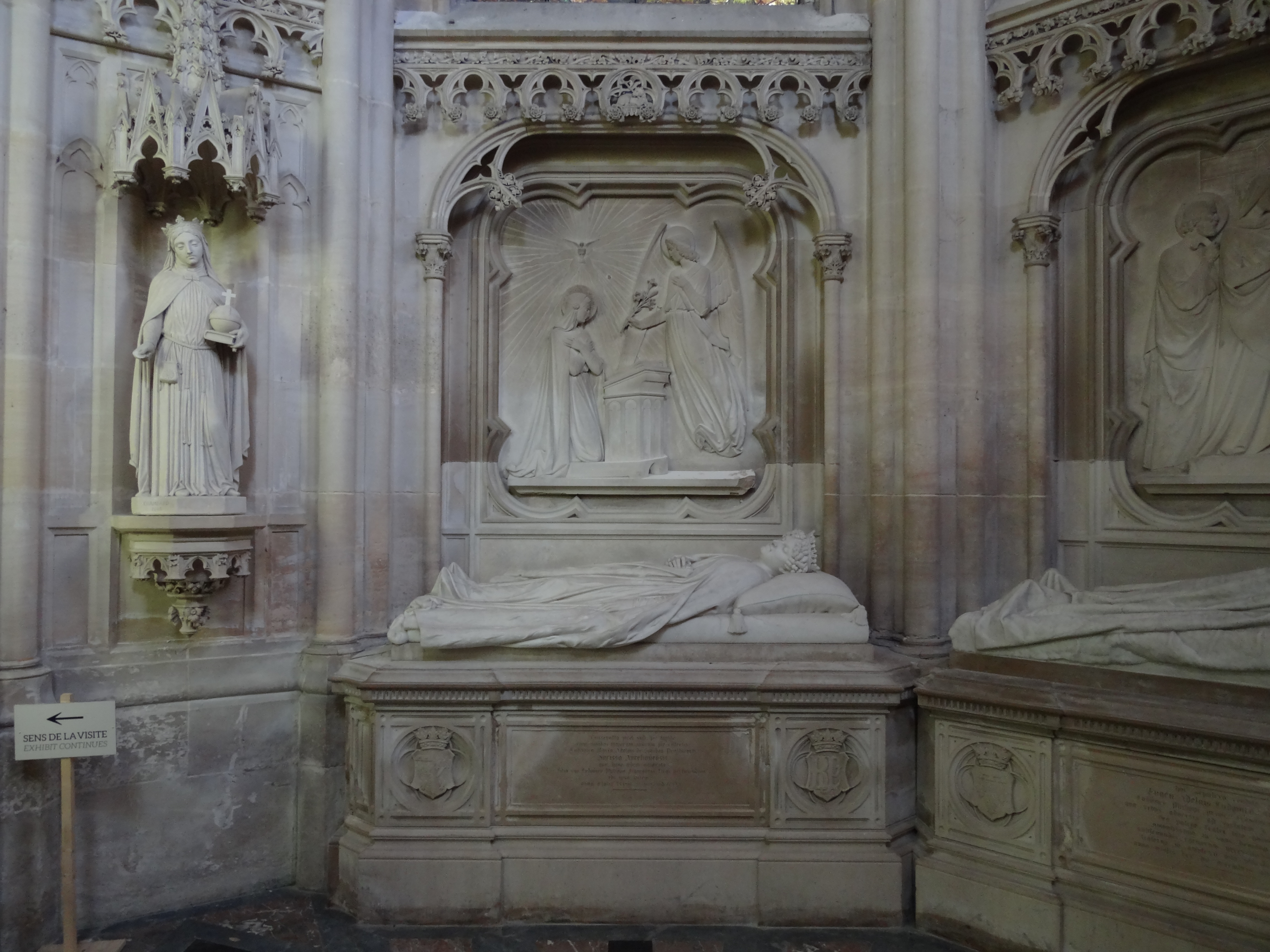
7Marie-Adélaïde de Bourbon, duchesse d'Orléans et de Chartres.
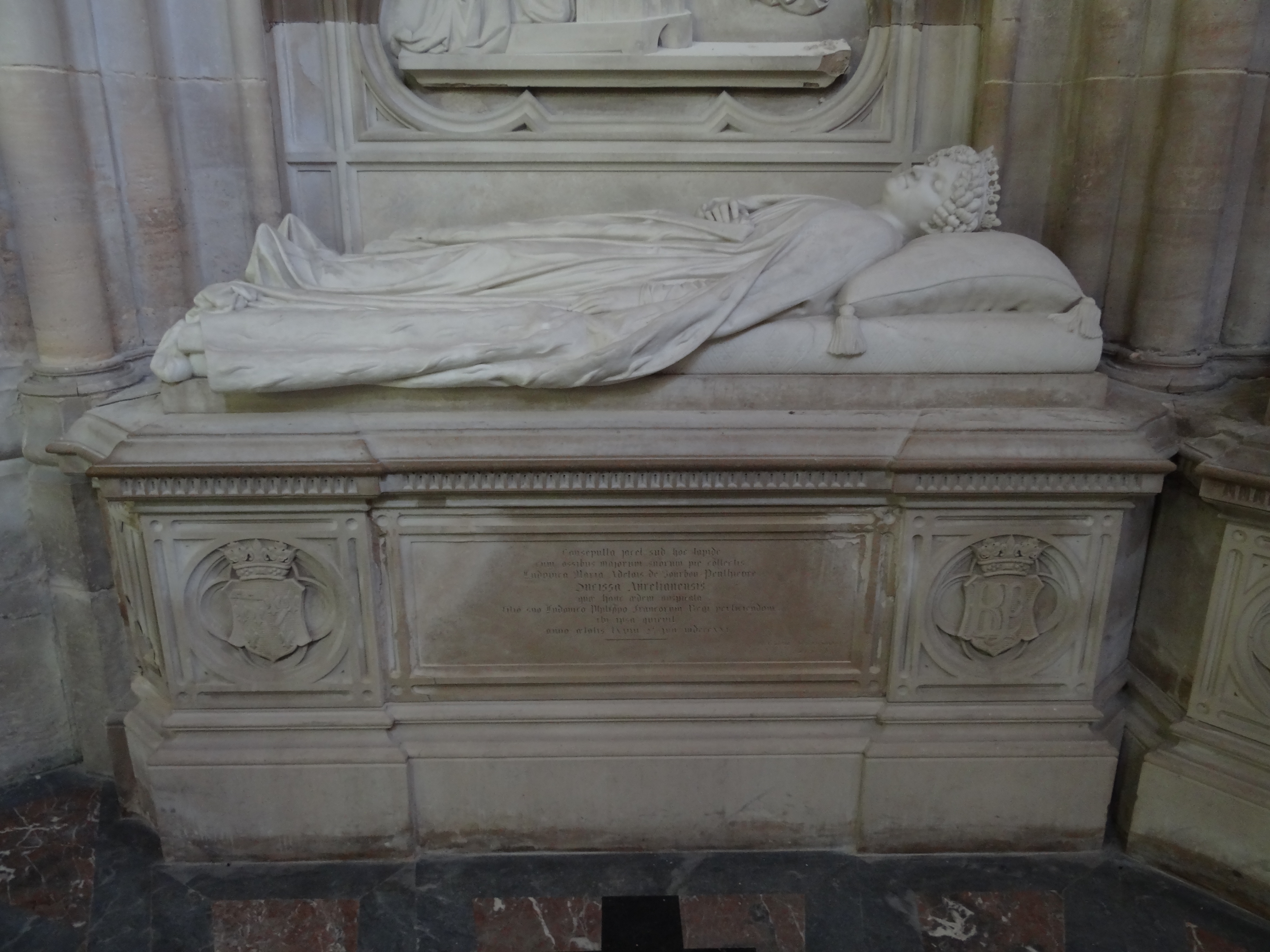
7Marie-Adélaïde de Bourbon, duchesse d'Orléans et de Chartres.

#### Déambulatoire Nord
8 - Bathilde d'Orléans (1750-1822), princesse de Condé, duchesse de Bourbon, dite « citoyenne Vérité » sous la Révolution, sœur de Philippe Égalité et tante de Louis-Philippe Ier. Inhumée, non auprès de son époux le prince de Condé (dont elle était séparée) à Saint-Denis, ni avec son fils le duc d'Enghien, mais dans la nécropole des Orléans, à deux pas de sa belle-sœur la duchesse d'Orléans (qui précède) et de son neveu le roi des Français.
9 et 10 :
- Philippe d'Orléans (1838-1894), comte de Paris, petit-fils aîné de Louis-Philippe Ier, chef de la maison d'Orléans. Contraint à un nouvel exil à partir de 1886, inhumé dans la chapelle Saint-Charles-Borromée à Weybridge, transféré dans la chapelle royale de Dreux le 2 juin 1957.
- Marie-Isabelle d'Orléans (1848-1919), comtesse de Paris, sa femme. Inhumée dans la chapelle Saint-Charles-Borromée à Weybridge, transférée le 8 mai 1957.

11 - Philippe d'Orléans (1869-1926), duc d'Orléans, fils aîné des précédents, chef de la maison d'Orléans. Contraint à l'exil, mort à Palerme en Italie, transféré en 1931. Gisant de Maxime Real del Sarte.
12 - Tombeau resté vide, destiné par les Orléans à la duchesse d'Orléans (épouse du précédent), qui attend toujours la dépouille de cette princesse.
13 - Ferdinand d'Orléans (1884-1924), duc de Montpensier, fils de Philippe d'Orléans, comte de Paris (numéro 9). Il repose ici sans sa veuve (remariée).
14 - Victoire de Saxe-Cobourg-Kohary (1822-1857), duchesse de Nemours, belle-fille de Louis-Philippe Ier. Inhumée dans la chapelle Saint-Charles-Borromée à Weybridge, transférée en 1979 seulement (à l'un des derniers emplacements disponibles dans le déambulatoire). La sépulture de son époux n'est donc pas immédiatement voisine puisque le duc de Nemours repose dans le déambulatoire Sud (tombeau 26).
15 et 16 :
- Henri d'Orléans (1822-1897), duc d'Aumale, fils de Louis-Philippe Ier. Gisant de Paul Dubois, le faisant apparaître en uniforme de général, tenant un sabre et étreignant le drapeau tricolore français.
- Marie-Caroline de Bourbon-Siciles (1822-1869), duchesse d'Aumale, sa femme. Inhumée dans la chapelle Saint-Charles-Borromée à Weybridge, transférée en 1876. Gisant couronné de Charles Joseph Lenoir en marbre de Carrare, au pied duquel sont représentées ses armoiries.

17 - François d'Orléans (1854-1872), duc de Guise, fils (mort jeune) du duc d'Aumale (qui précède). Inhumé dans la chapelle Saint-Charles-Borromée à Weybridge, transféré en 1876.
18 - Louis d'Orléans (1845-1866), prince de Condé, fils (mort célibataire) du duc d'Aumale (numéro 15). Inhumé dans la chapelle Saint-Charles-Borromée à Weybridge, transféré en 1876. Lui et son frère (qui précède) reposent en face de leurs parents, de part et d'autre d'un escalier.
19 et 20 - Dans un tombeau double, les corps de cinq autres enfants du duc d'Aumale (numéro 15) : Henri (1847-1847), une fille (1849-1849), deux enfants mort-nés en 1861 et 1864, et François-Paul (1852-1852). Inhumés dans la chapelle Saint-Charles-Borromée à Weybridge, transférés en 1876.
21 - Ferdinand d'Orléans (1859-1873) et son frère Louis d'Orléans (1867-1874), infants d'Espagne, fils du duc de Montpensier (devenu infant d'Espagne par mariage et auteur de la branche espagnole de la famille d'Orléans ou maison d'Orléans-Galliera) et petits-fils de Louis-Philippe Ier. Décédés en France pendant l'exil de leur père de son pays d'adoption, inhumés à Dreux — et non dans le Panthéon des infants au monastère espagnol de l'Escurial. Sur la sépulture commune, gisant par Aimé Millet de Ferdinand tenant un livre.
22 - Voisin de sa tombe, sur un socle, le cénotaphe de Louis d'Orléans (1867-1874), enterré avec son frère (numéro 21). Ce jeune prince a inspiré à Aimé Millet la figure célèbre de L'Enfant voilé (sous son linceul).
23 - Derrière le cénotaphe (numéro 22) et en face des sépultures de leurs parents, petit tombeau commun à Charles d'Orléans (1875-1875) et à Jacques d'Orléans (1880-1881), enfants de Philippe d'Orléans, comte de Paris (numéro 9). Statue les représentant tels des angelots au pied de la Croix de Jules Franceschi.
24 - Charles d'Orléans (1820-1828), duc de Penthièvre, enfant de Louis-Philippe Ier. Gisant de James Pradier, au pied de l'escalier menant au chœur et derrière le tombeau monumental de ses parents, le figurant avec une couronne princière fleurdelisée.

Gisants et tombeaux dans le déambulatoire nord
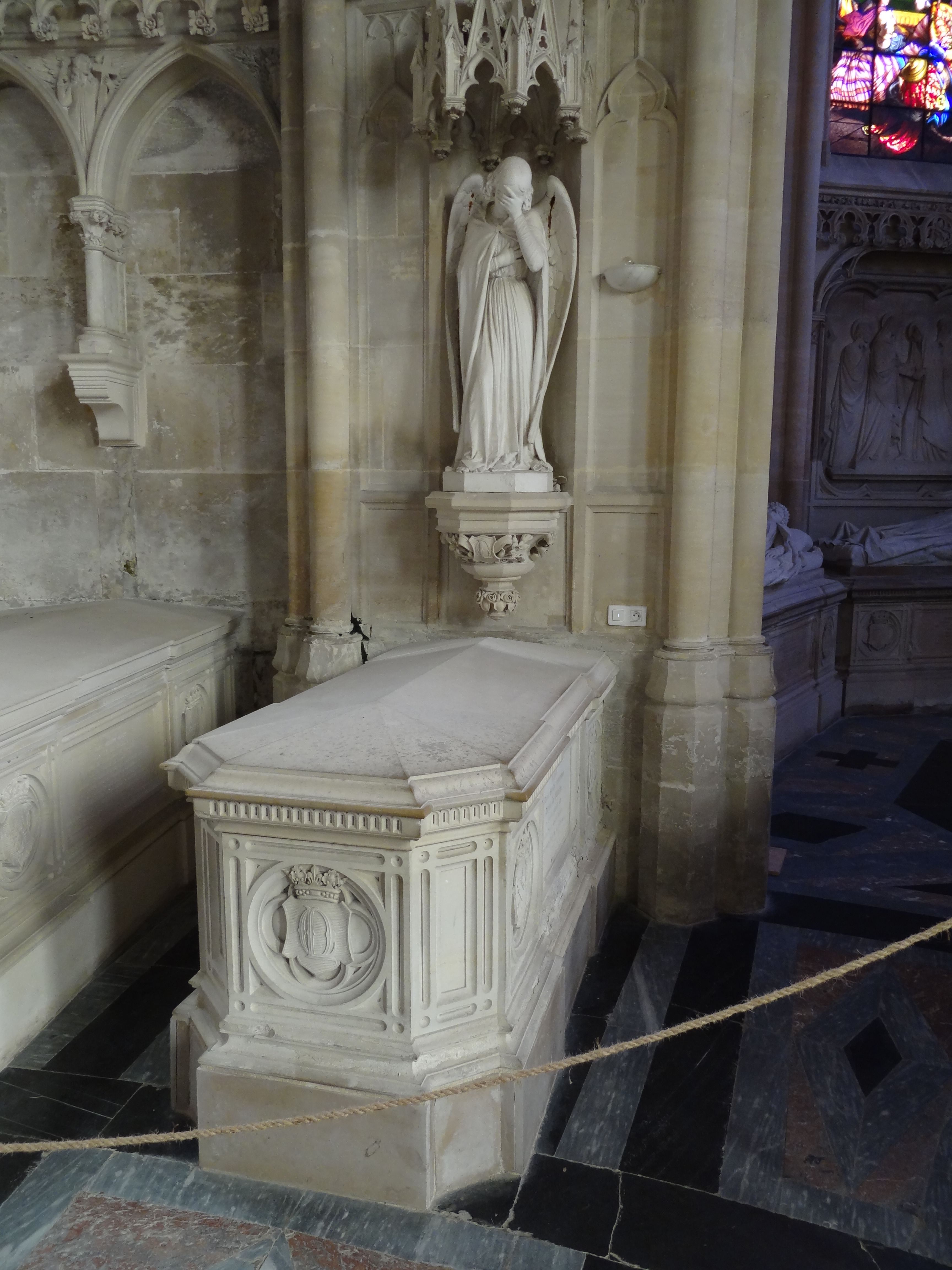
8Bathilde d'Orléans, princesse de Condé.
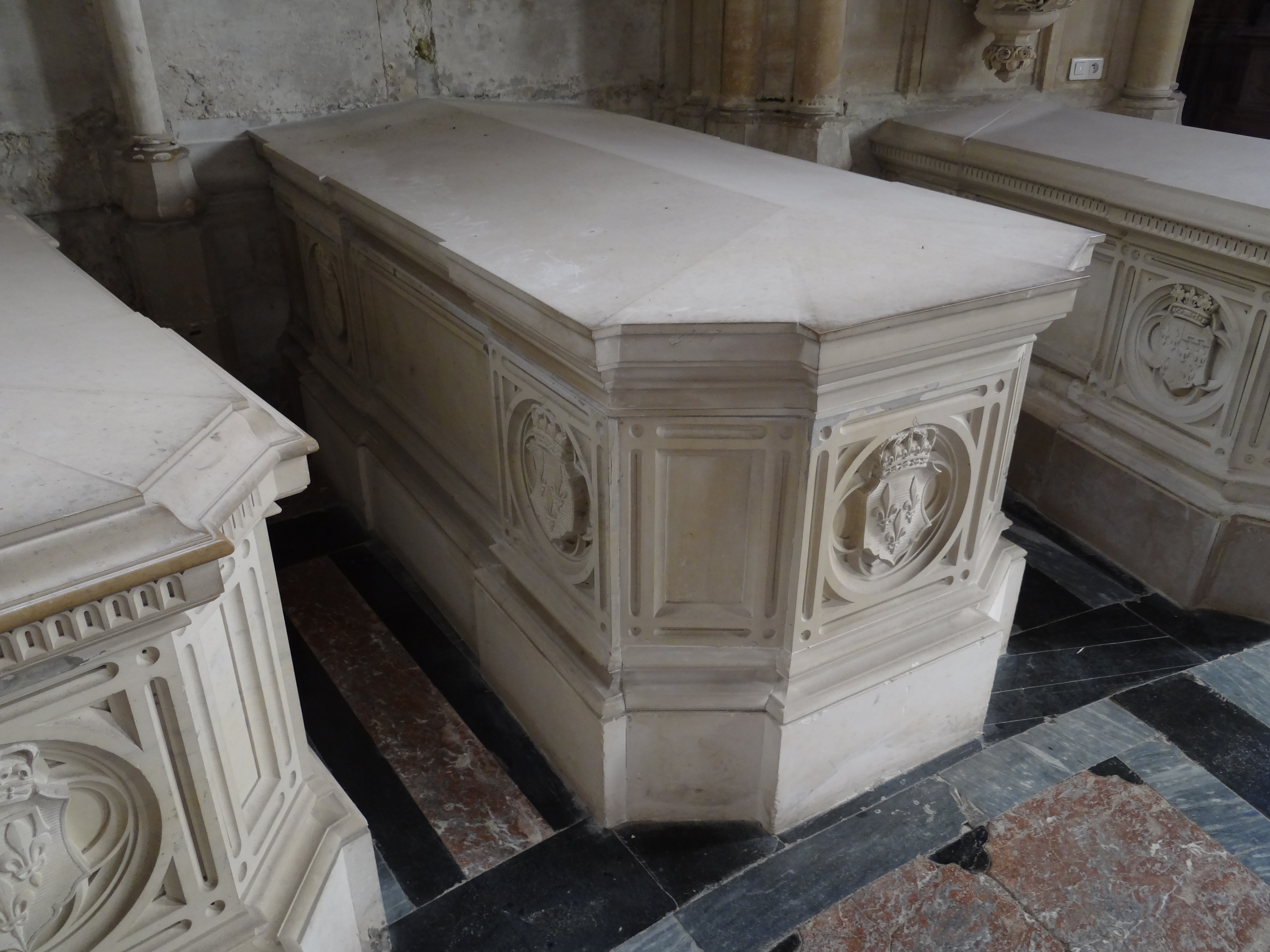
9Philippe d'Orléans, comte de Paris.
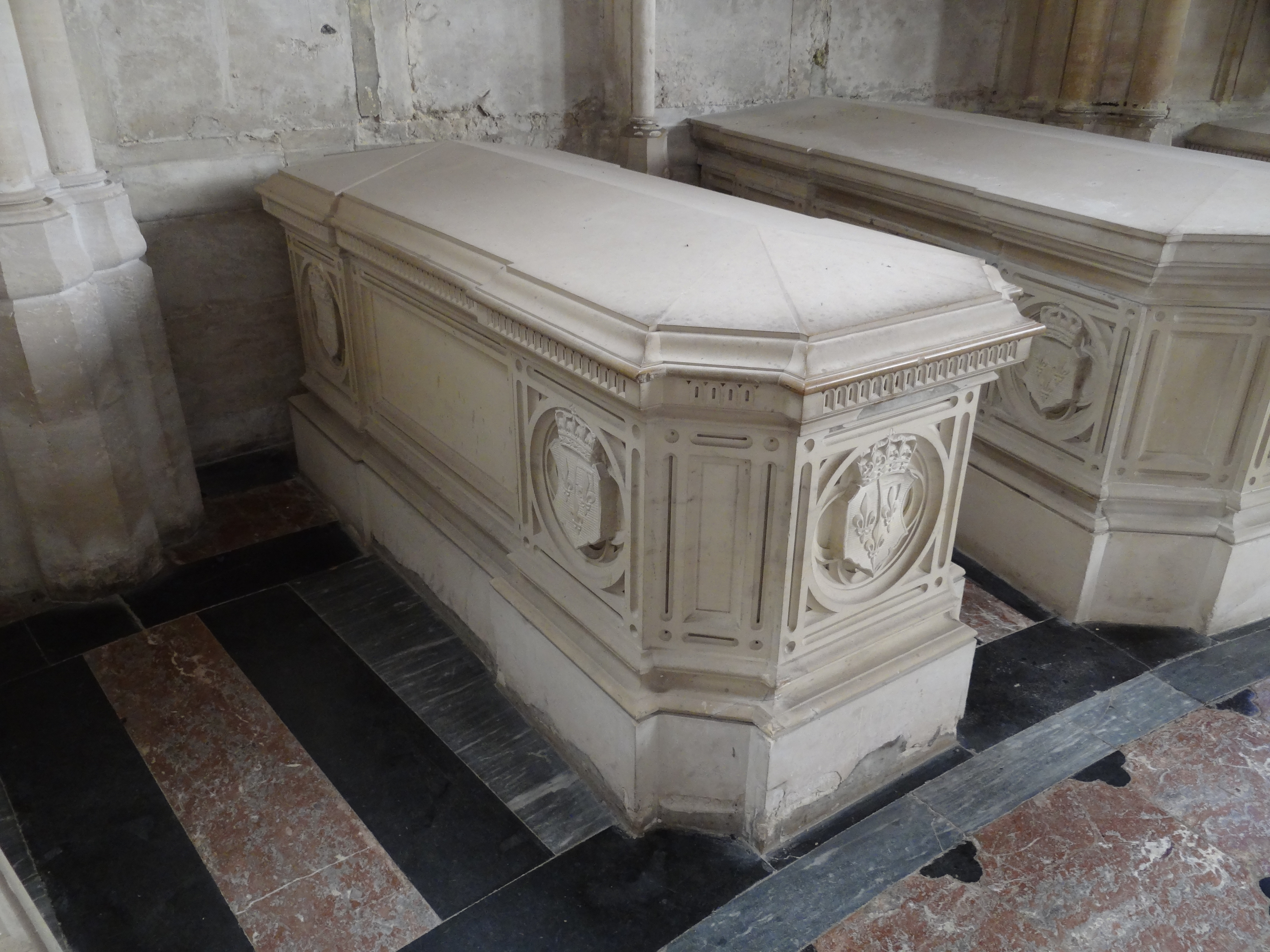
10Marie-Isabelle d'Orléans, comtesse de Paris.
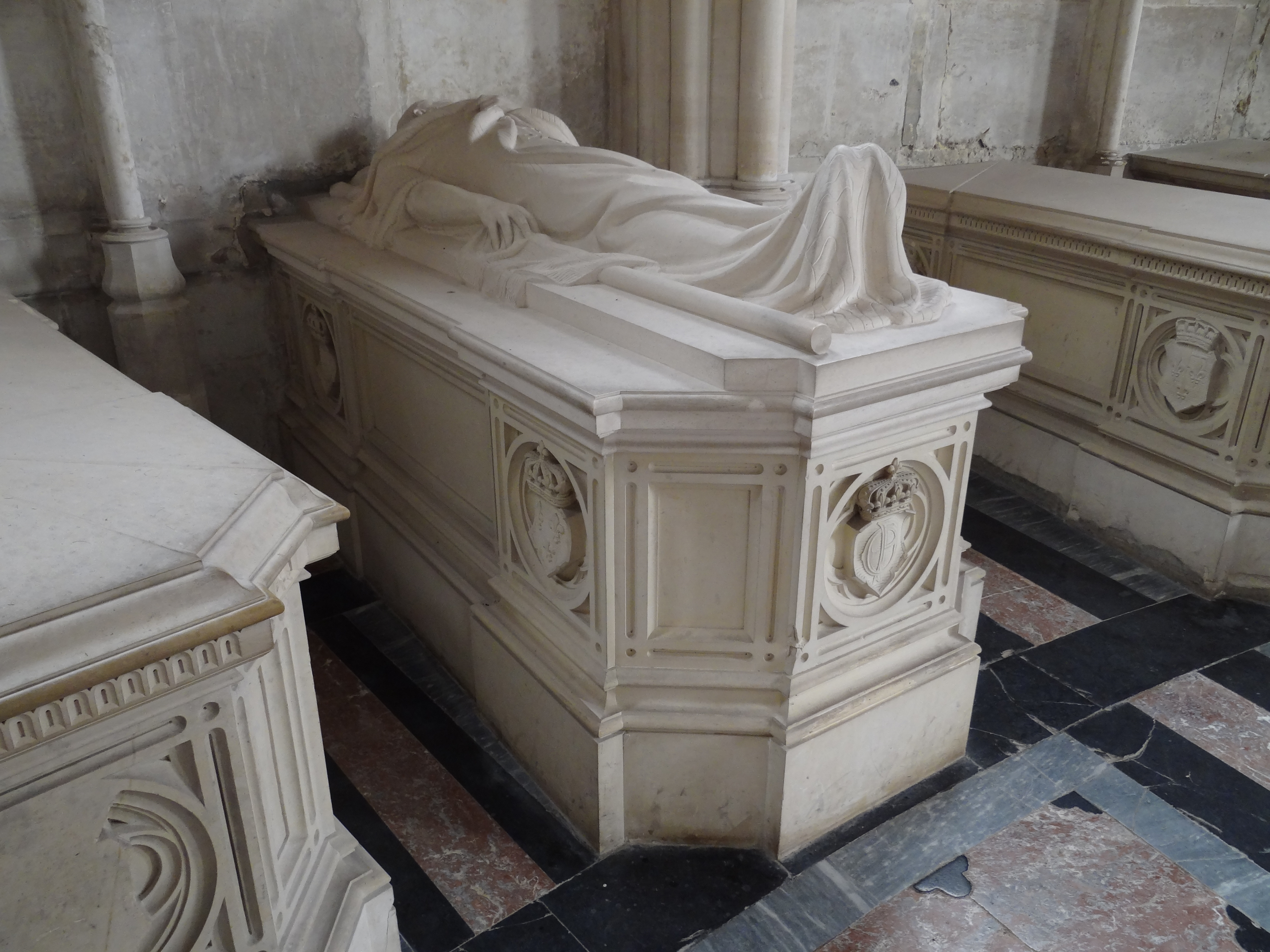
11Philippe d'Orléans, duc d'Orléans.
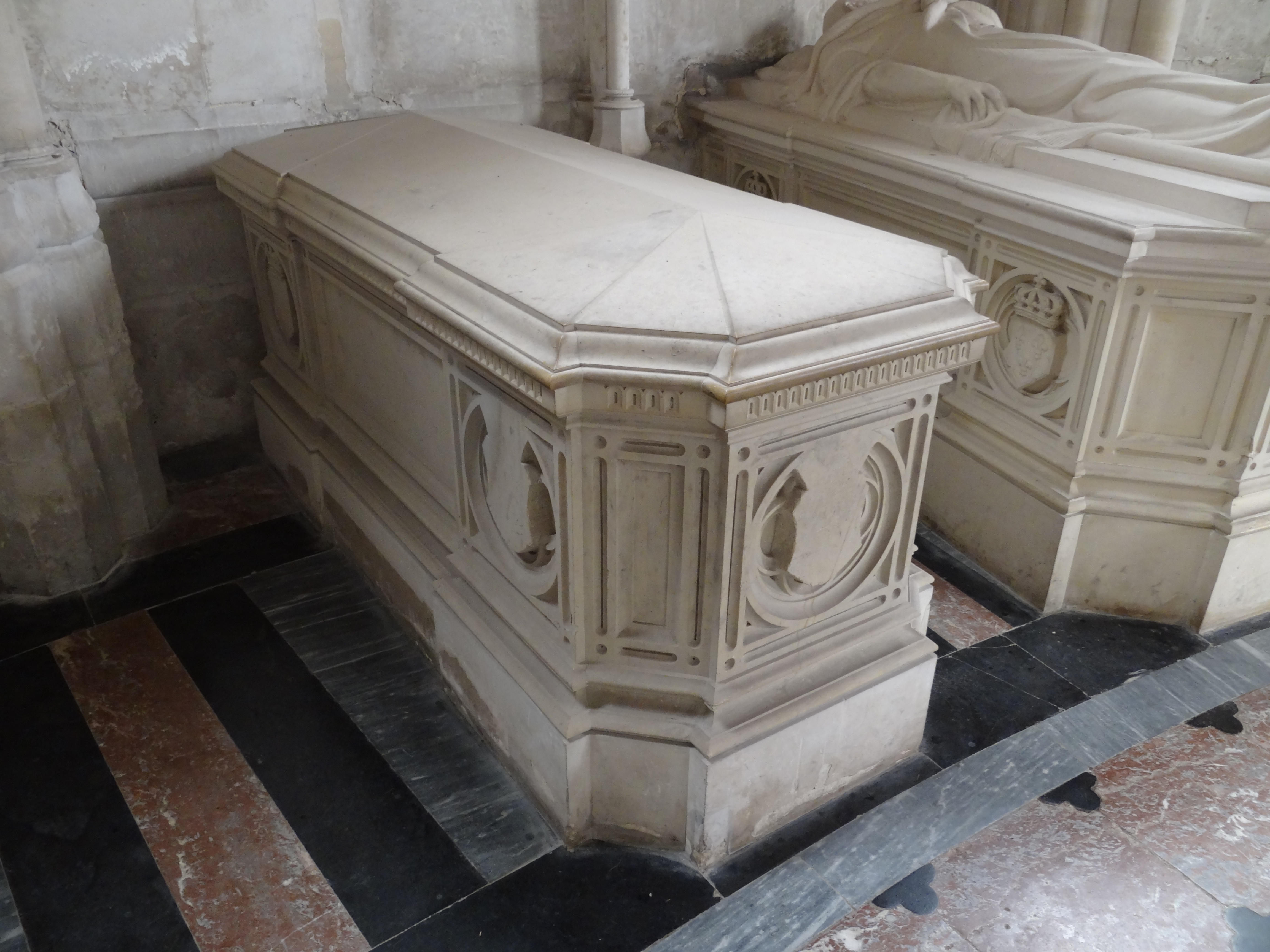
12Marie-Dorothée de Habsbourg-Hongrie, duchesse d'Orléans (Tombeau vide).
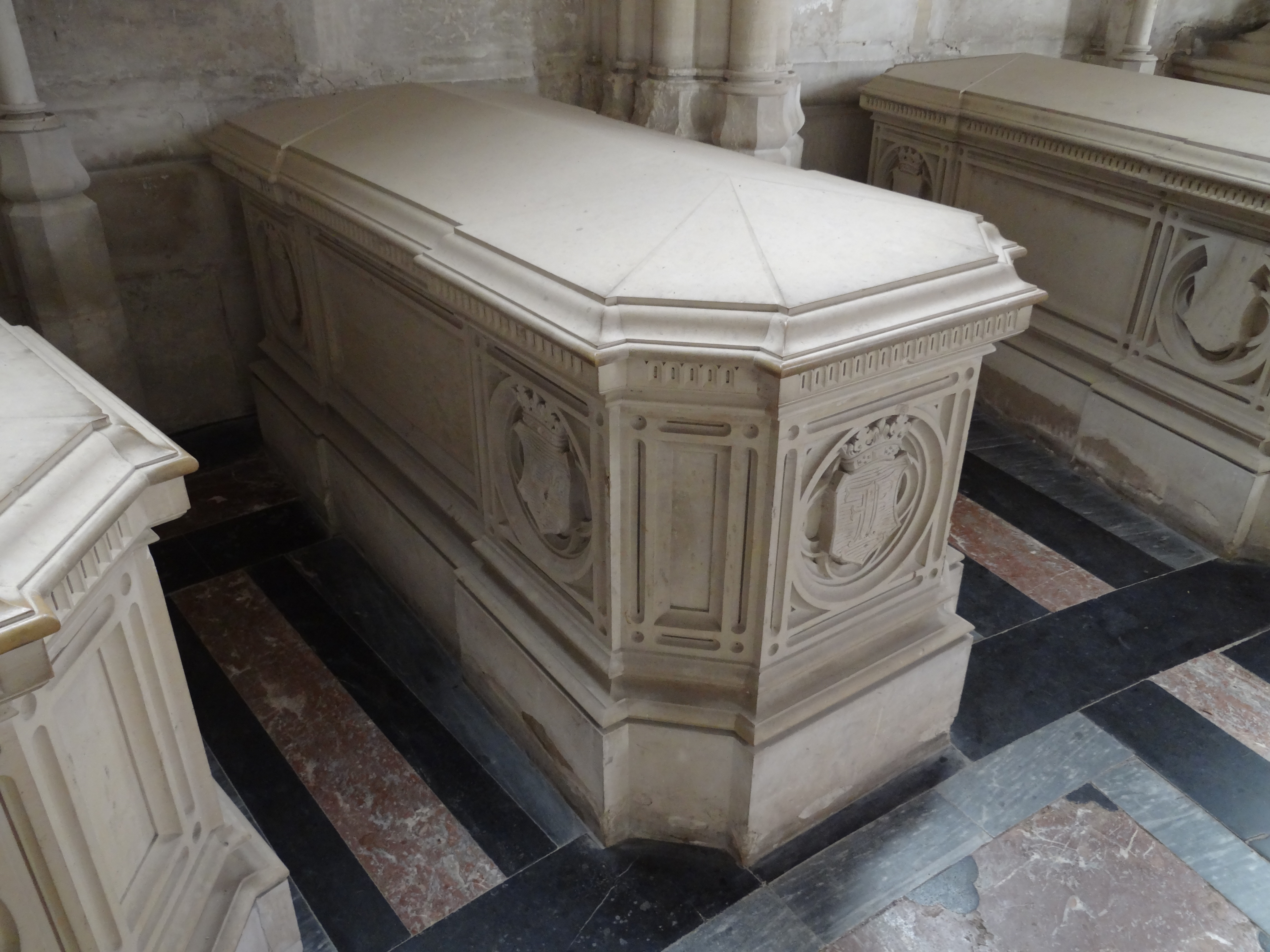
13Ferdinand d'Orléans, duc de Montpensier.
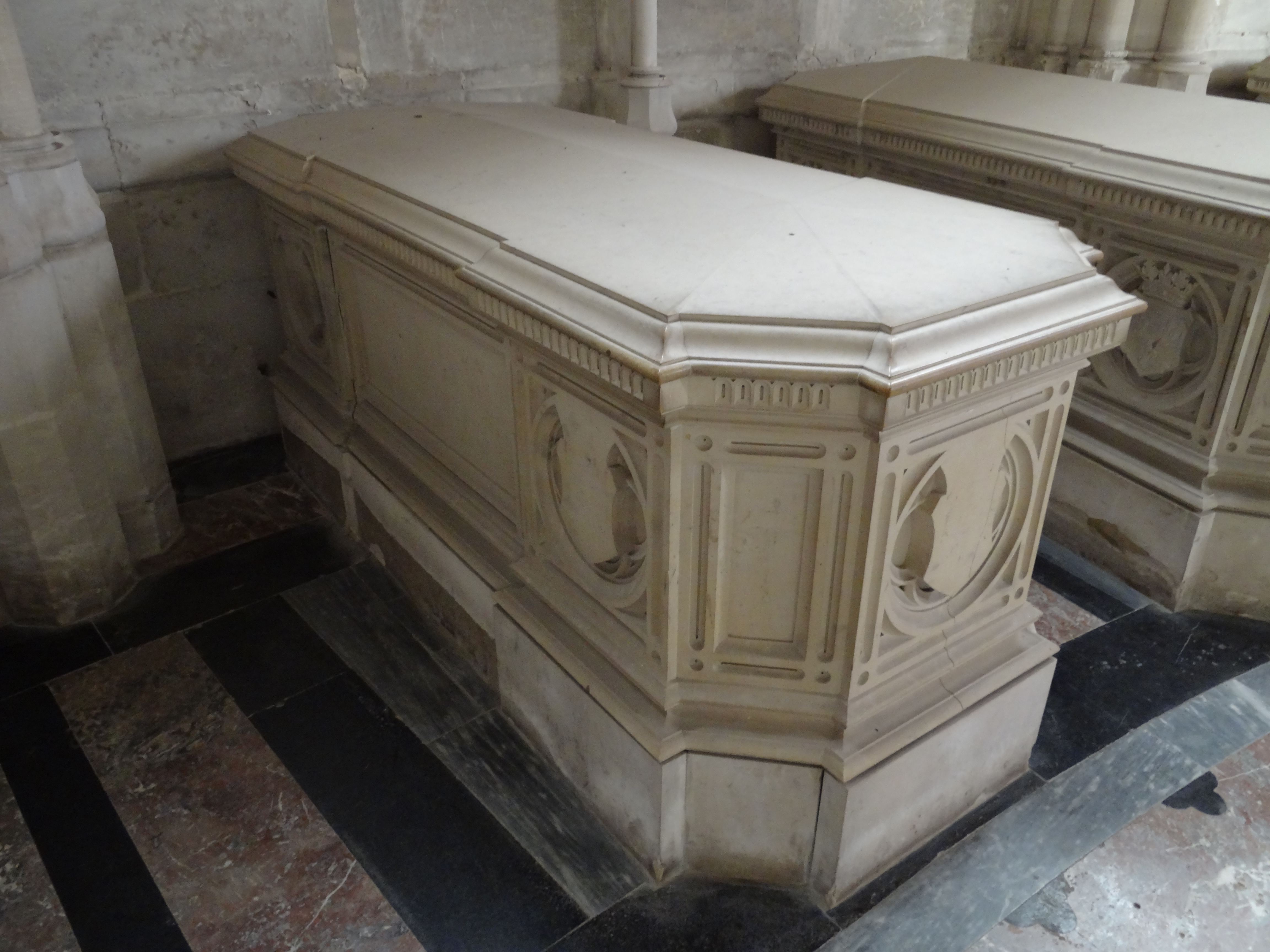
14Victoire de Saxe-Cobourg-Kohary, duchesse de Nemours.
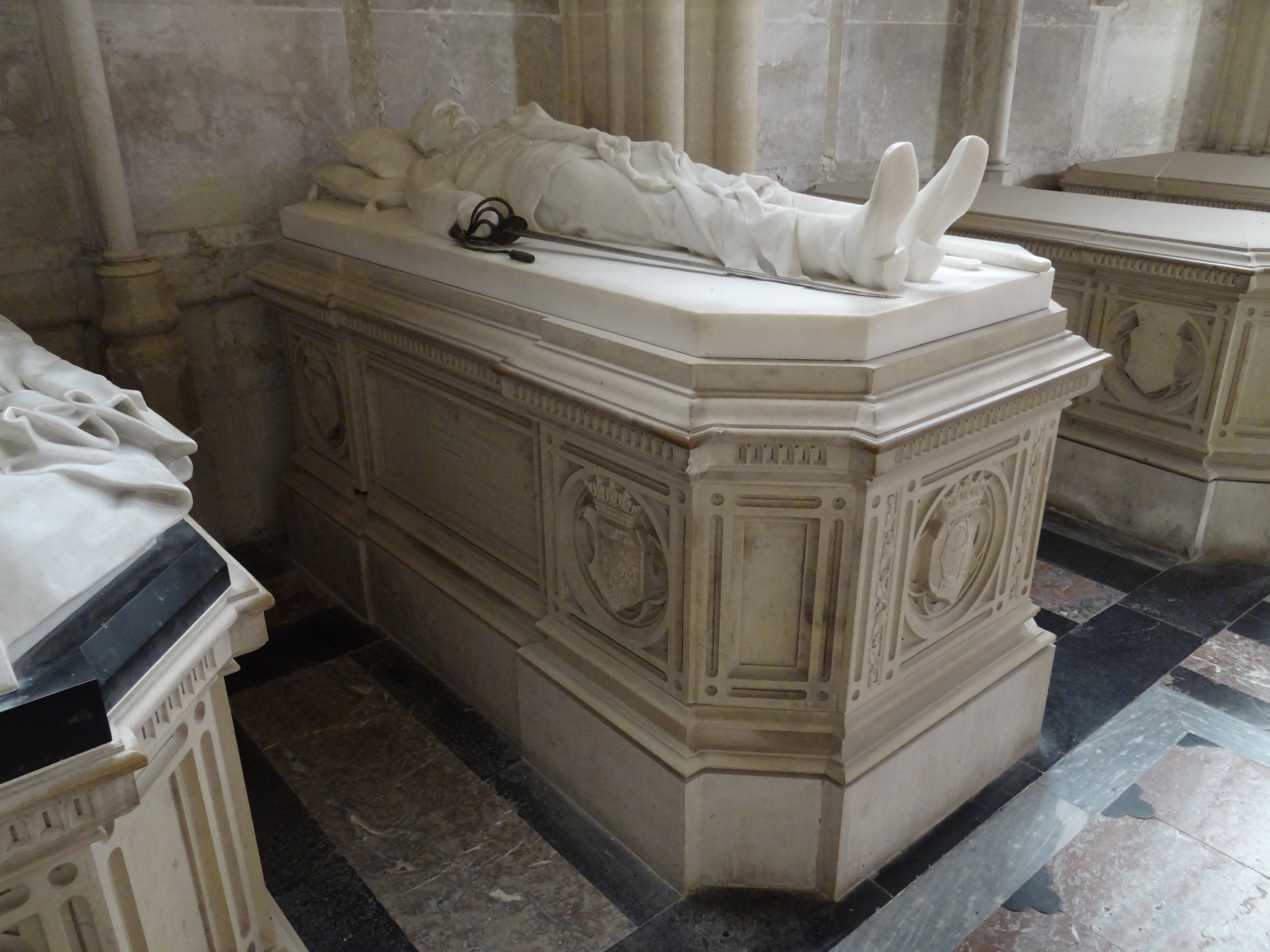
15Henri d'Orléans, duc d'Aumale.
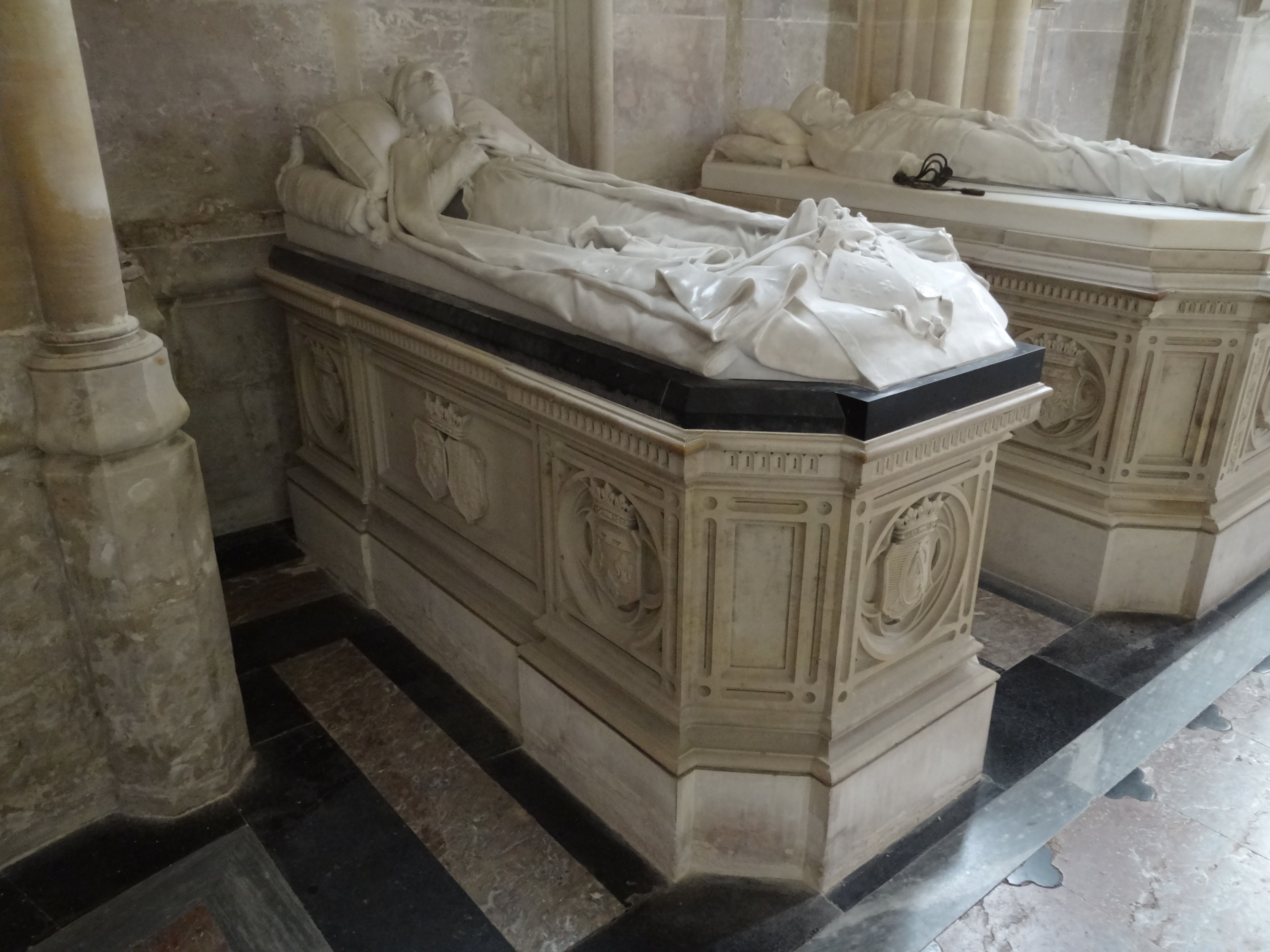
16Marie-Caroline de Bourbon-Siciles, duchesse d’Aumale.
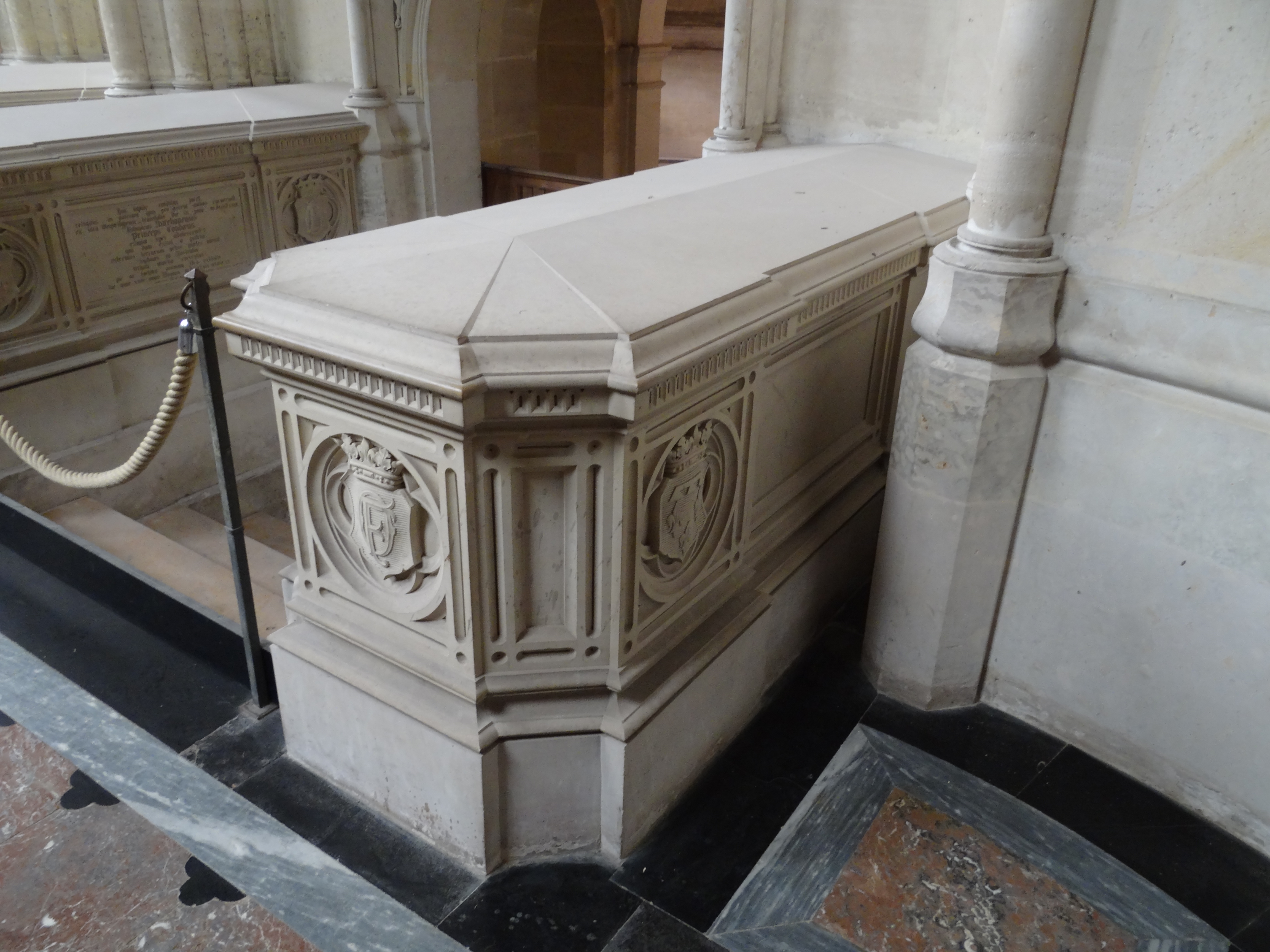
17François d'Orléans, duc de Guise.
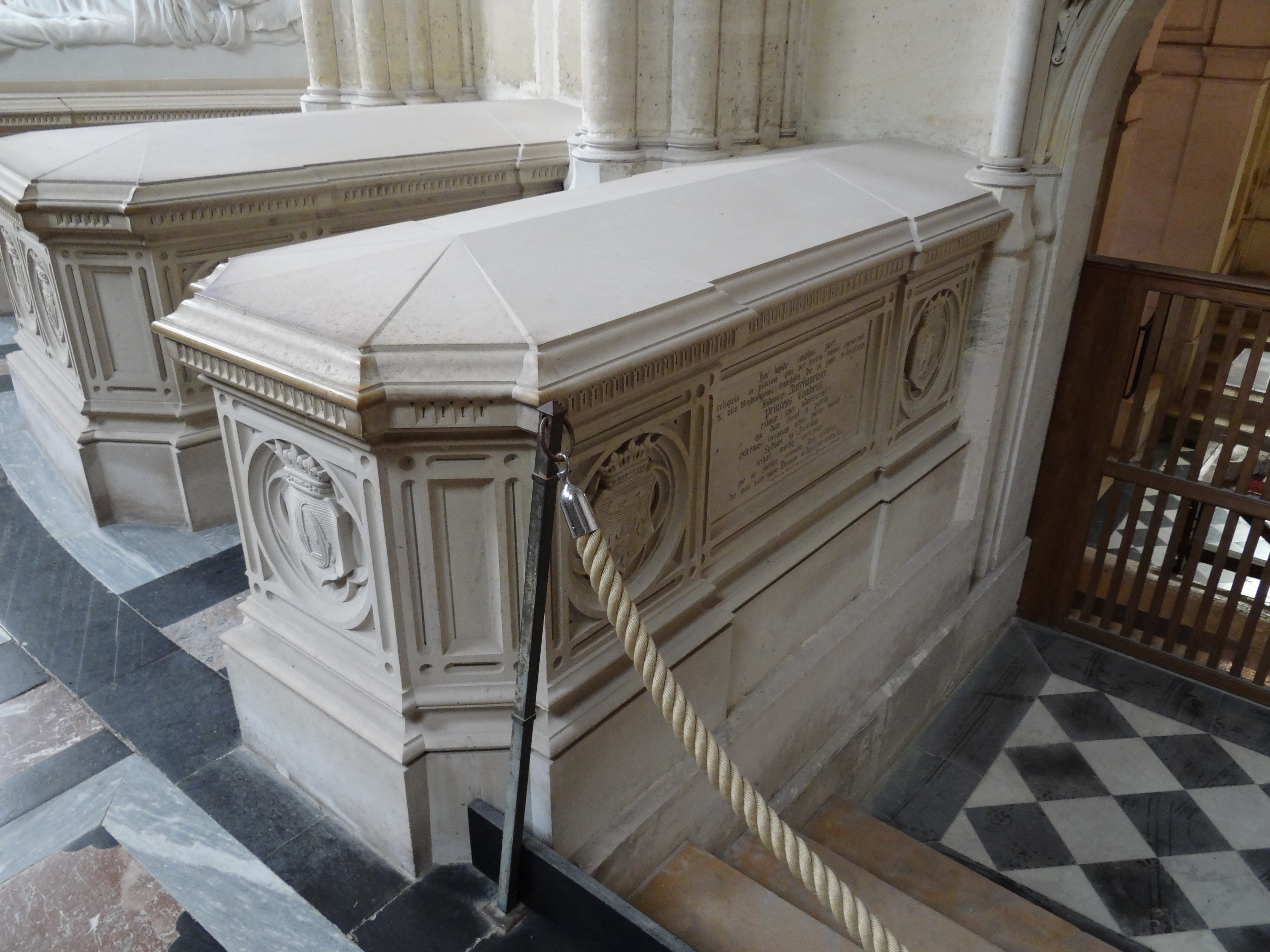
18Louis d'Orléans, prince de Condé.
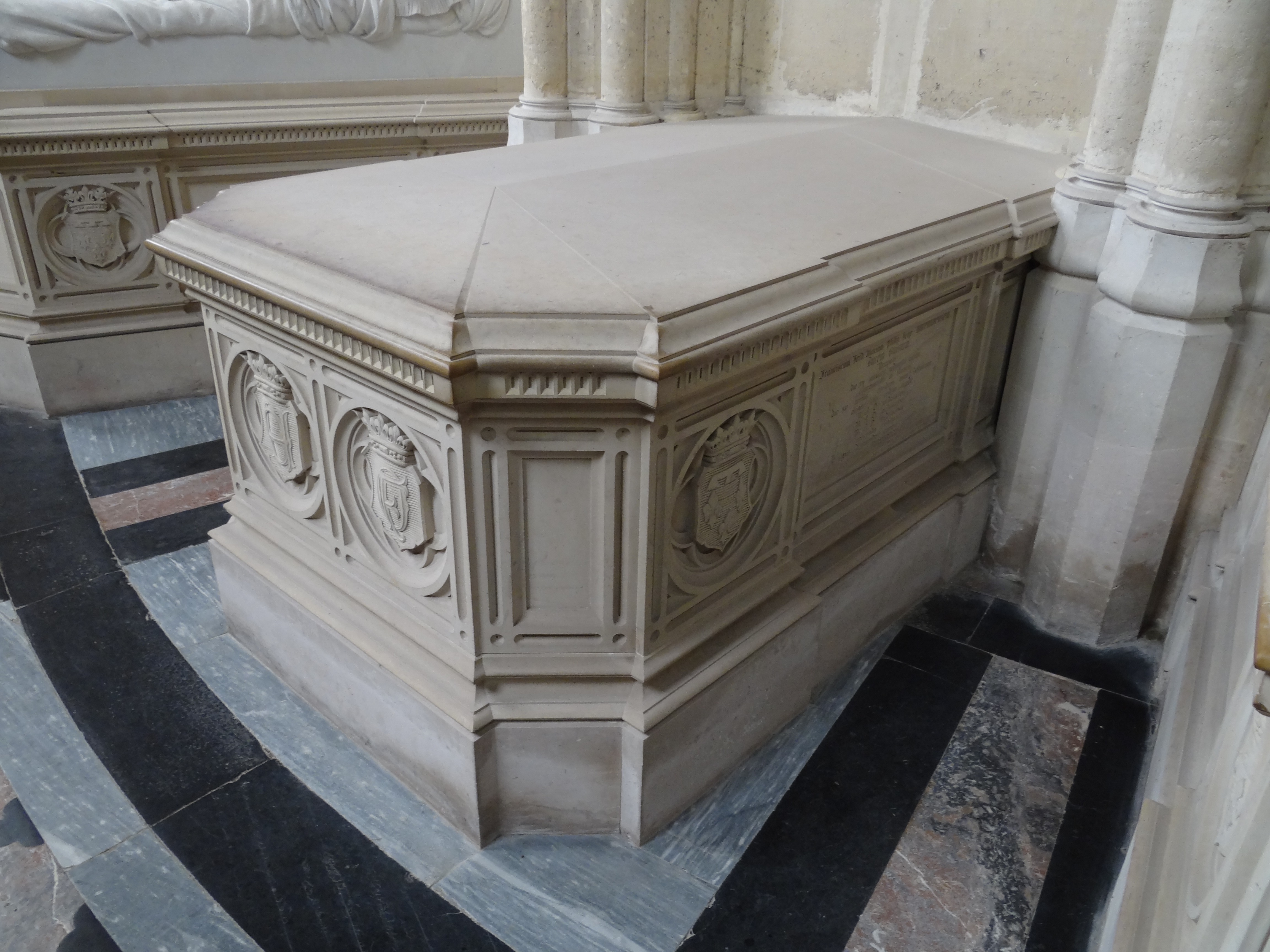
19 et 20Enfants du duc d'Aumale.
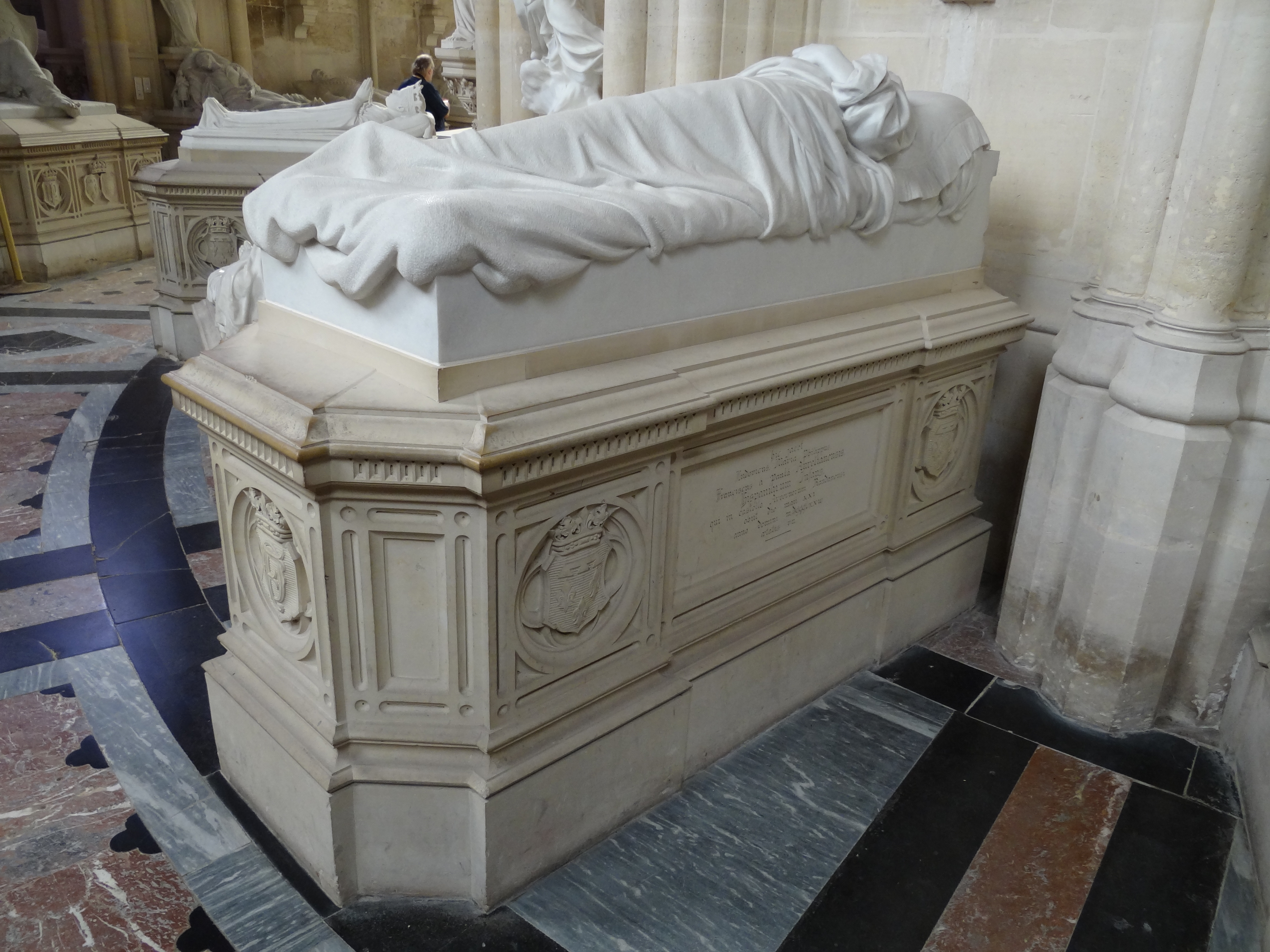
21Ferdinand d’Orléans et Louis d’Orléans, infants d'Espagne.
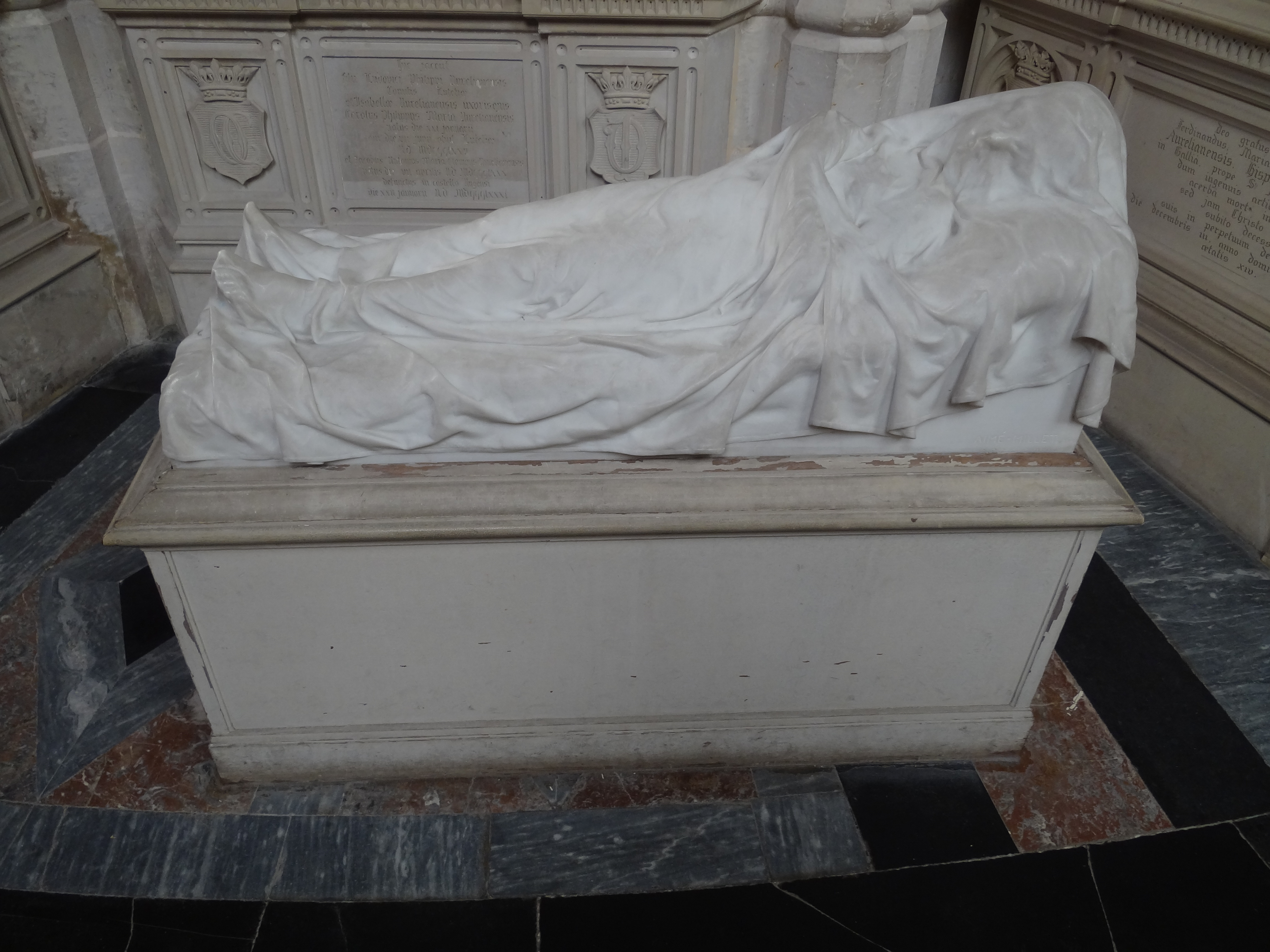
22Louis d'Orléans, L'Enfant voilé.
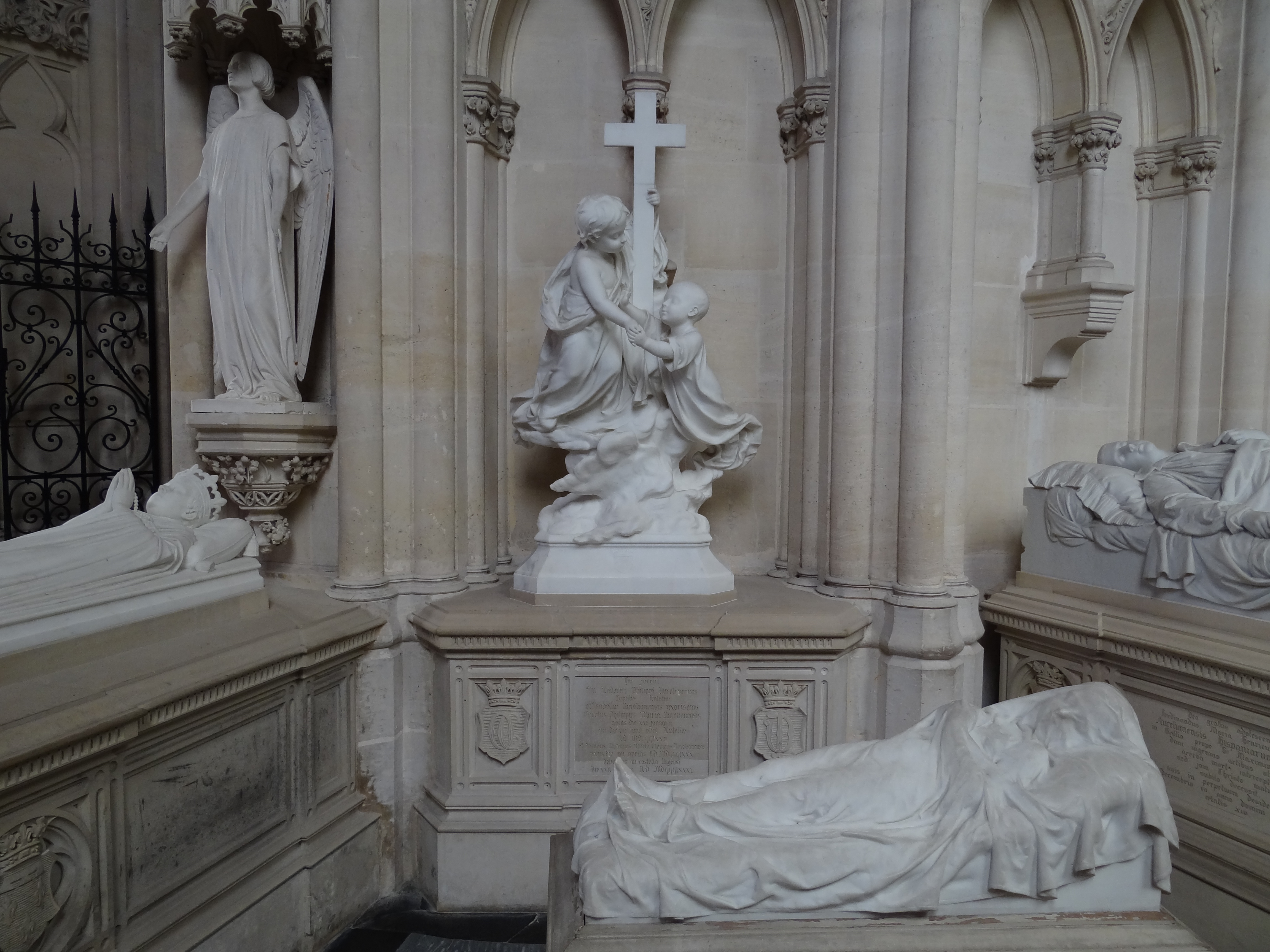
23Charles d'Orléans et Jacques d'Orléans.
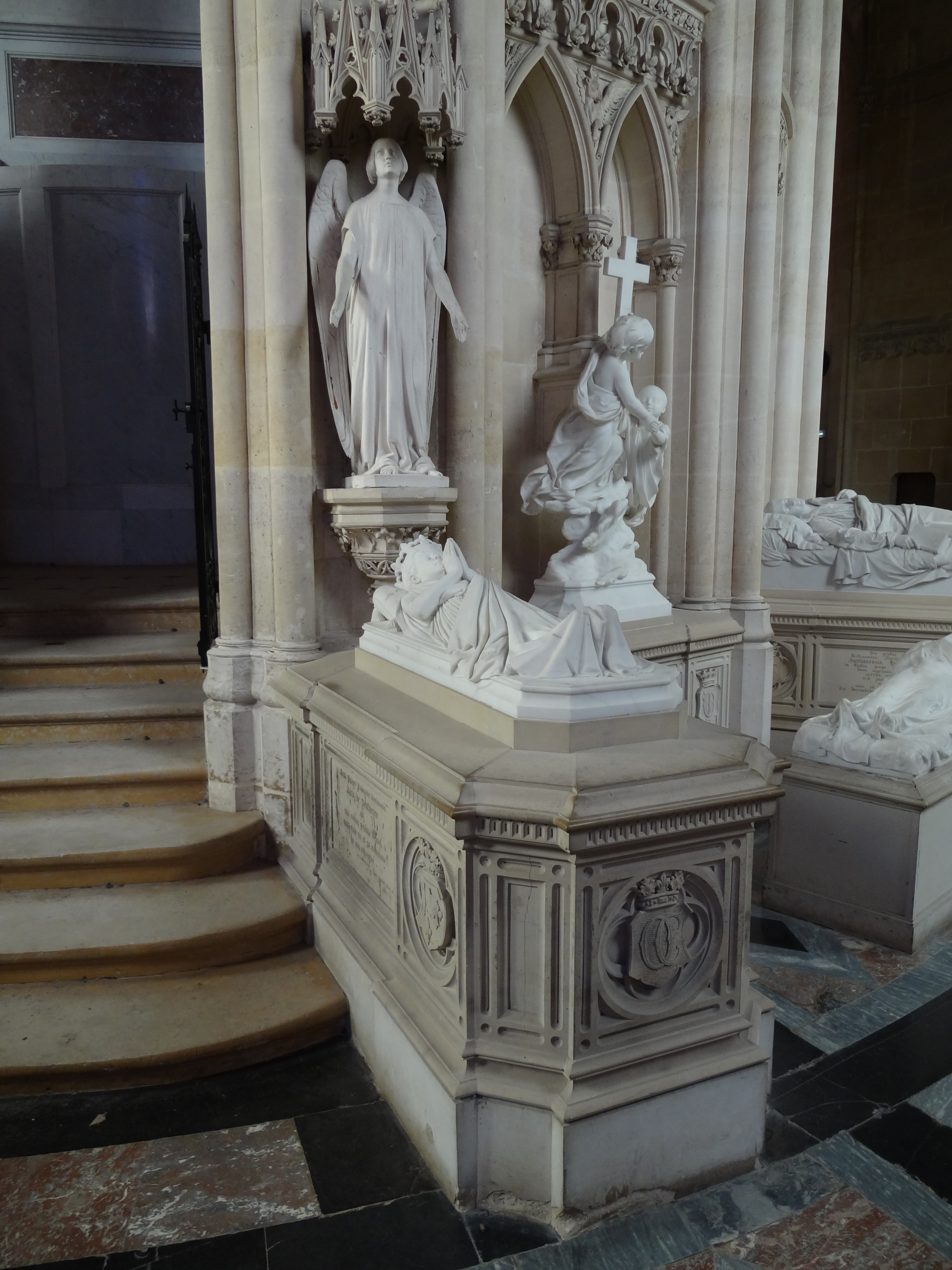
24Charles d'Orléans, duc de Penthièvre.

#### Déambulatoire Sud
25 - Françoise d'Orléans (1816-1818), mademoiselle de Montpensier, fille (morte en bas âge) de Louis-Philippe Ier. Petit gisant de James Pradier, au pied de l'escalier menant au chœur et derrière le tombeau monumental de ses parents.
26 - Louis d'Orléans (1814-1896), duc de Nemours, fils de Louis-Philippe Ier. Gisant de Daniel Campagne, qui le fait apparaître en uniforme. La sépulture de son épouse (transférée à Dreux en 1979 seulement) n'est pas immédiatement voisine puisque la duchesse de Nemours repose dans le déambulatoire Nord (tombeau 14).
27 et 28 :
- Sophie-Charlotte en Bavière (1847-1897), duchesse d'Alençon (belle-fille du précédent et épouse de Ferdinand, qui suit). Morte tragiquement dans l'incendie du bazar de la Charité. Gisant de Charles-Albert Walhain[Note 12],[11].
- Ferdinand d'Orléans (1844-1910), duc d'Alençon, petit-fils de Louis-Philippe Ier. Gisant de Charles-Albert Walhain le représentant dans la tenue des tertiaires de Saint-François.

29 et 30 :
- François d'Orléans (1818-1900), prince de Joinville, fils de Louis-Philippe Ier. Gisant d'Antonin Mercié, qui le figure en uniforme d'amiral.
- Françoise du Brésil (1824-1898), princesse de Joinville, sa femme. Pas de gisant, contrairement à son époux, dont la tombe est séparée par un escalier.

31 - Petit tombeau commun à un fils mort en bas âge du prince et de la princesse de Joinville (qui précèdent) et à un fils mort en bas âge du duc et de la duchesse de Chartres (numéros 40 et 41). Inhumés dans la chapelle Saint-Charles-Borromée à Weybridge, transférés en 1876, à l'extrémité du déambulatoire Sud.
32 et 33 - Dans un tombeau double :
- Jean d'Orléans (1874-1940), duc de Guise, fils du duc de Chartres (numéro 41). Chef de la maison d'Orléans, contraint à l'exil, mort et inhumé à Larache au Maroc, avant transfert de sa dépouille à Dreux le 8 mai 1957.
- Isabelle d'Orléans (1878-1961), duchesse de Guise, sa femme.

34 - Pierre d'Orléans (1845-1919), duc de Penthièvre, petit-fils (jamais marié) de Louis-Philippe Ier, qui repose en face de son père le prince de Joinville (numéro 29).
35 - Sophie d'Orléans (1898-1928), fille (morte célibataire) du duc de Vendôme (qui suit). Gisant de Charles-Albert Walhain.
36 et 37 - Dans un tombeau double :
- Emmanuel d'Orléans (1872-1931), duc de Vendôme, fils du duc d'Alençon (numéro 28), en face duquel il repose.
- Henriette de Belgique (1870-1948), duchesse de Vendôme, sa femme.
- Bien que son nom ne figure pas sur le tombeau, serait également inhumée dans la sépulture de ses parents : Geneviève d'Orléans, marquise de Chaponay (1901-1983)[12]

38 - Robert d'Orléans (1866-1885), fils (handicapé) du duc et de la duchesse de Chartres (numéros 40 et 41).
39 - Henri d'Orléans (1867-1901), frère du précédent et  fils (mort célibataire) du duc et de la duchesse de Chartres (qui suivent). Gisant d'Antonin Mercié, qui le représente la main posée sur une carte géographique.
40 et 41 :
- Françoise d'Orléans (1844-1925), duchesse de Chartres (épouse de Robert, qui suit). Gisant couronné de Paul Gasq.
- Robert d'Orléans (1840-1910), duc de Chartres, petit-fils de Louis-Philippe Ier. Gisant d'Antonin Mercié, qui le figure vêtu de son uniforme.

42 - Marie d'Orléans (1813-1839), duchesse de Wurtemberg, fille de Louis-Philippe Ier. Morte à Pise et enterrée, non auprès de son mari, le duc de Wurtemberg, mais dans la nécropole des Orléans, tout à côté de ses parents. Gisant d'Hector Lemaire, qui a représenté à sa droite l'une de ses œuvres, sa Jeanne d'Arc. Elle a sculpté L'Ange de la résignation qui surplombe son tombeau.

Gisants et tombeaux dans le déambulatoire sud
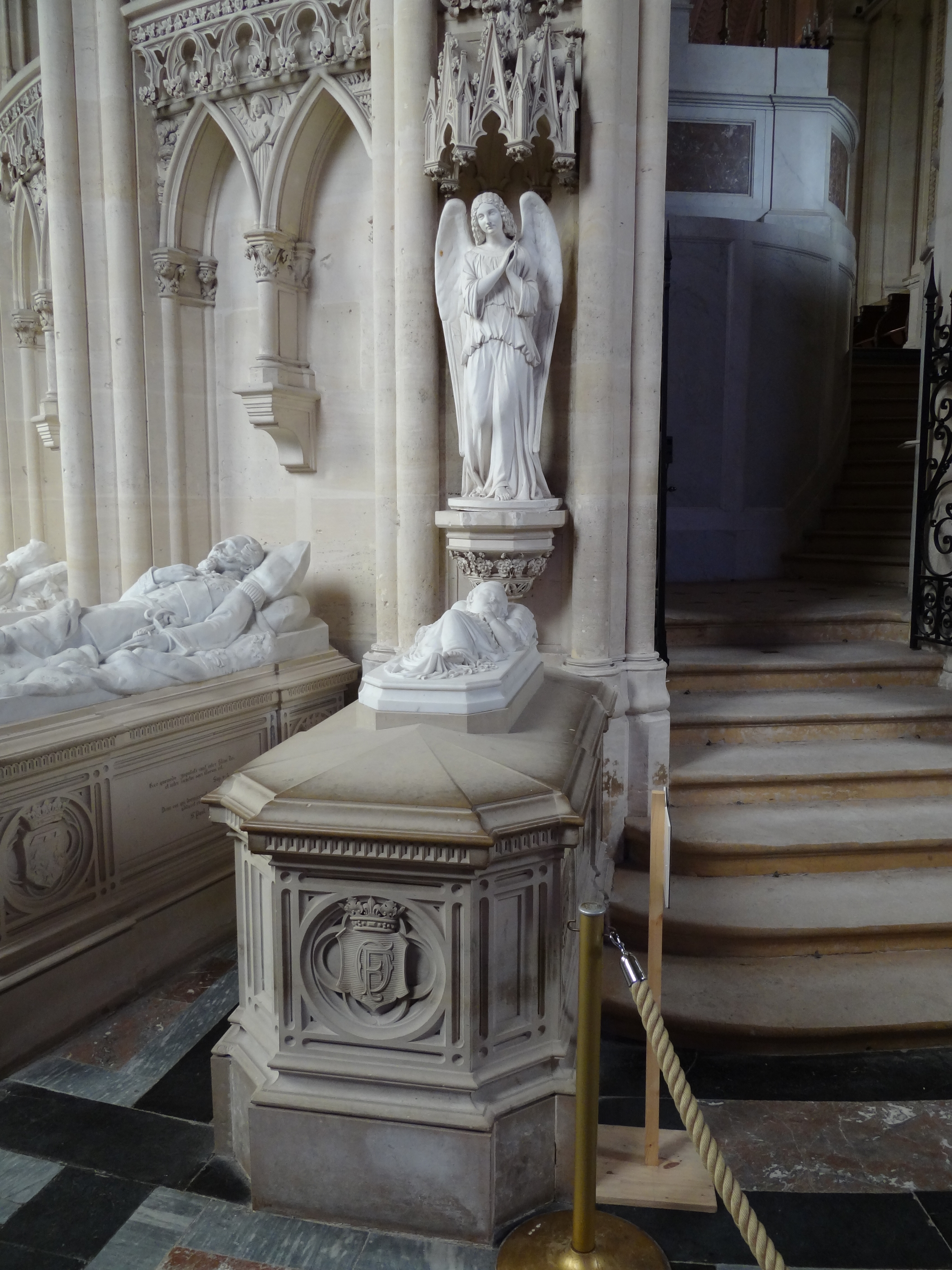
25Françoise d'Orléans, mademoiselle de Montpensier.
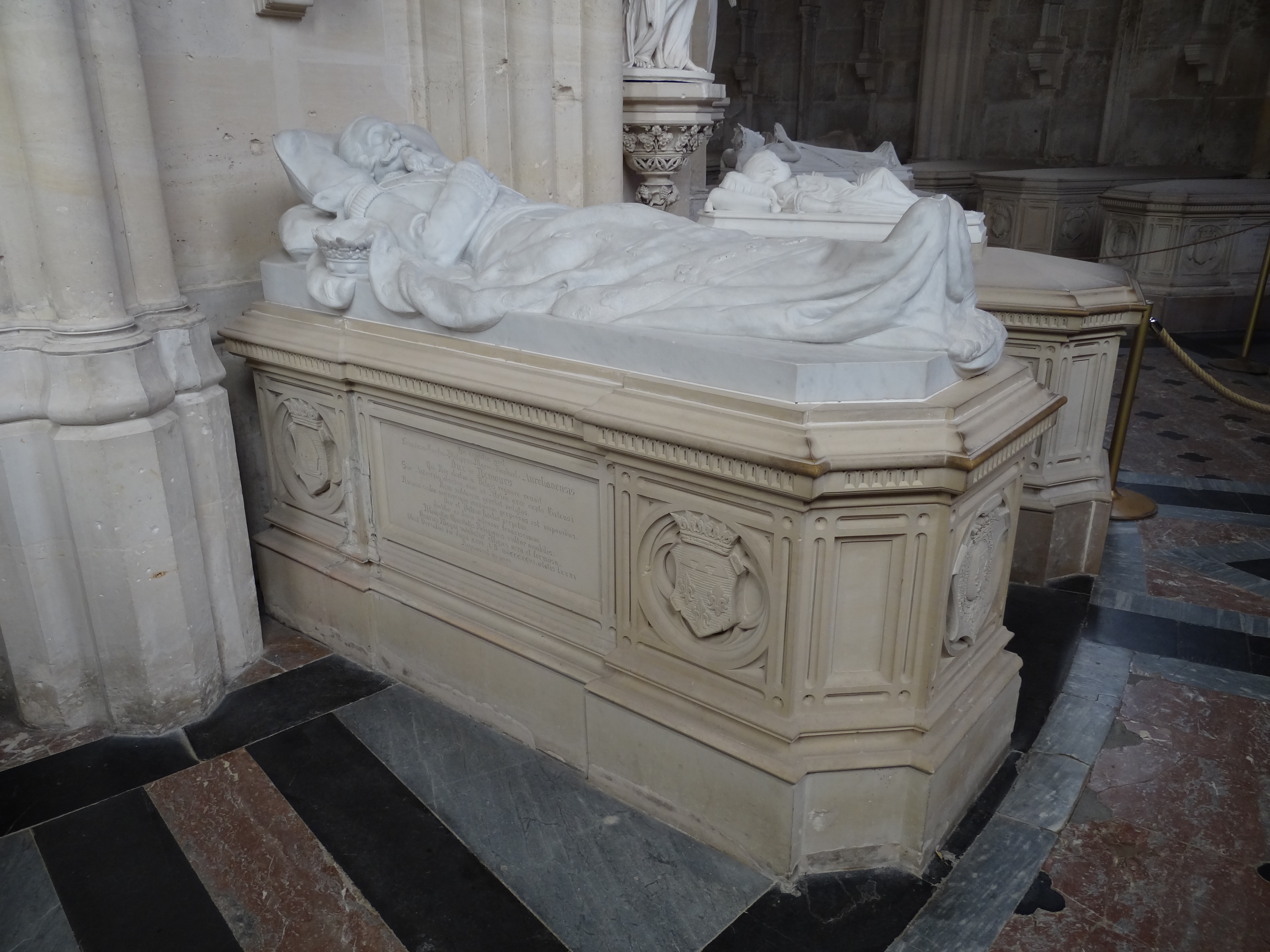
26Louis d'Orléans, duc de Nemours.
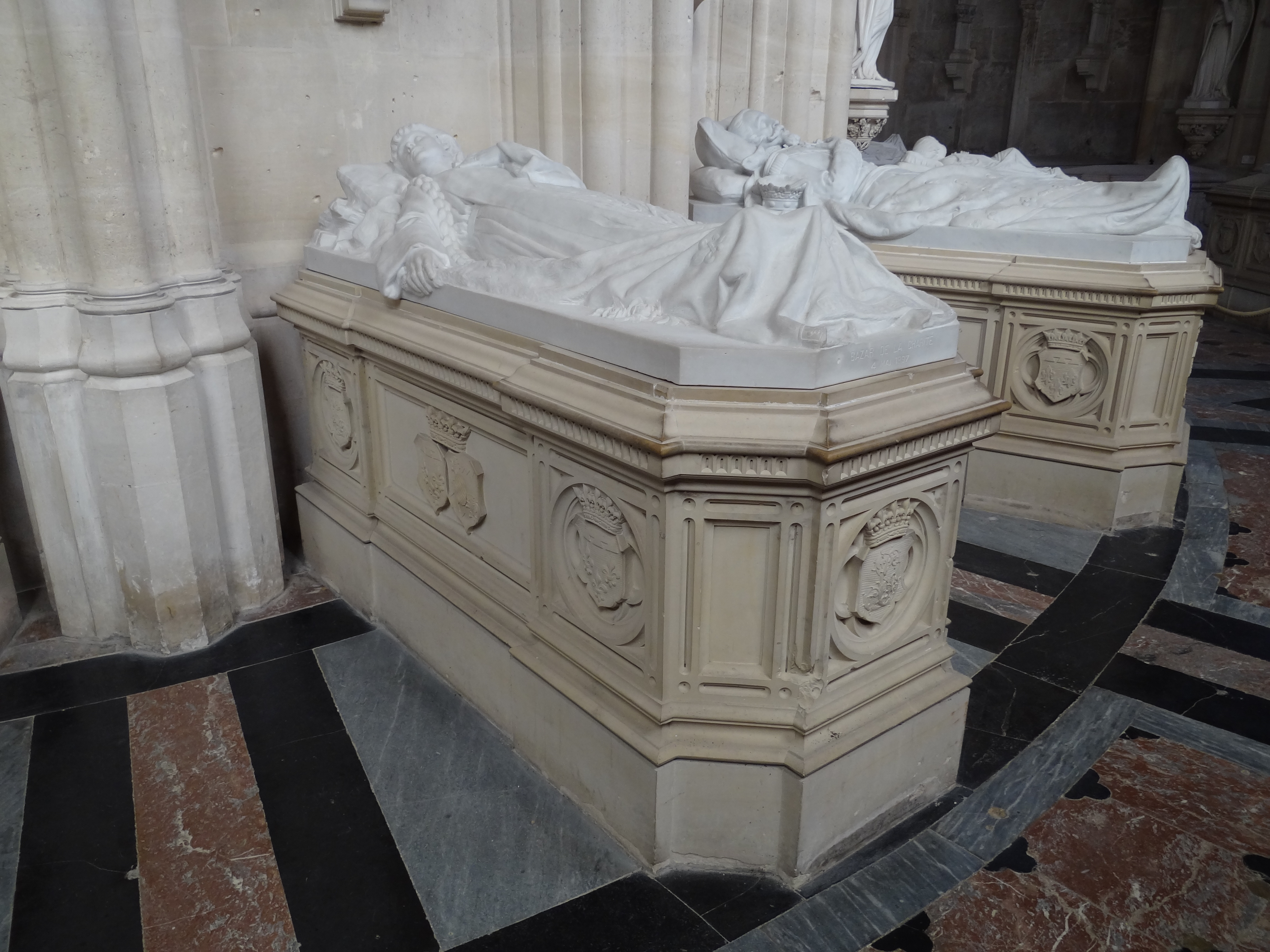
27Sophie-Charlotte en Bavière, duchesse d'Alençon.
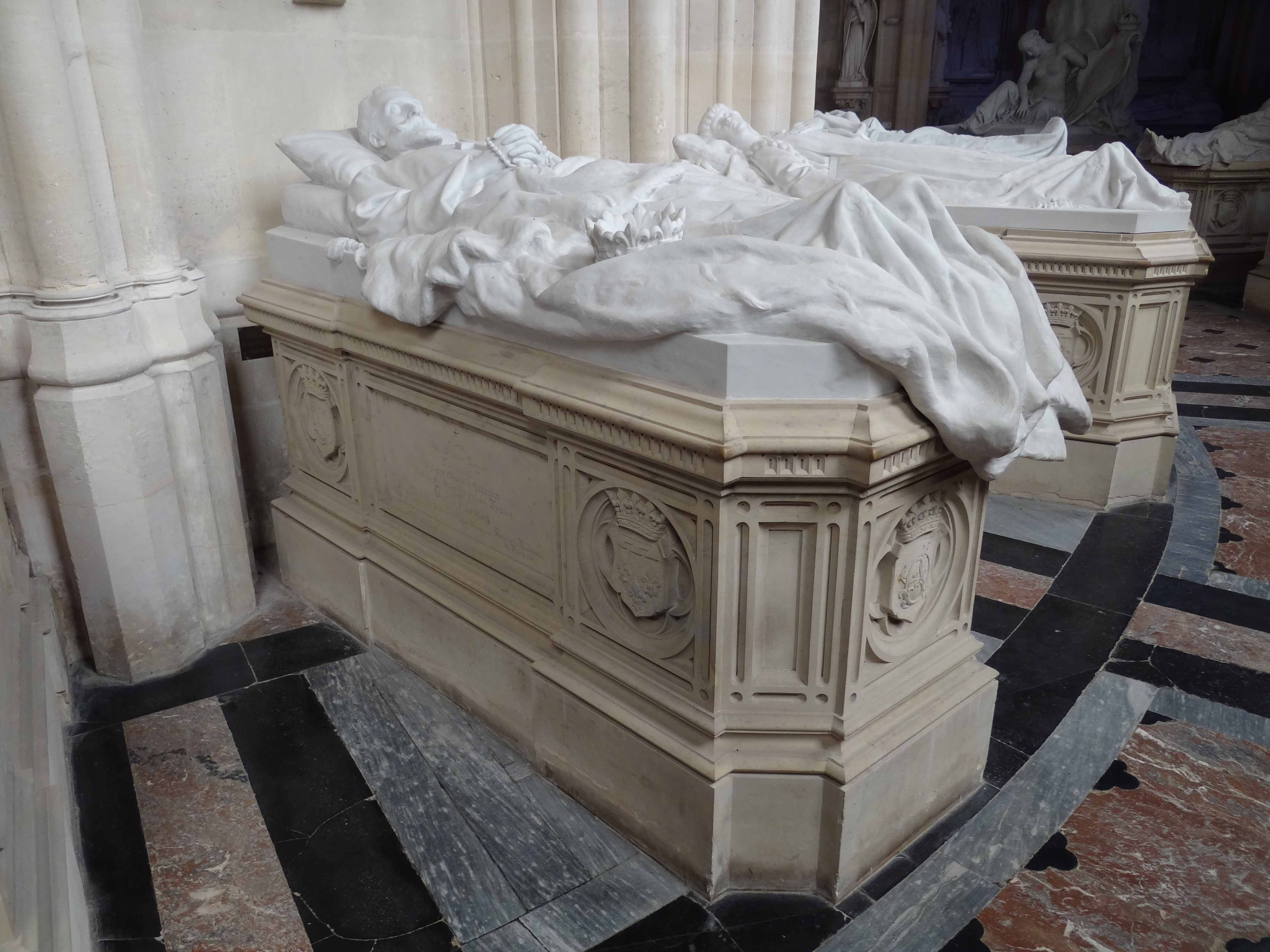
28Ferdinand d'Orléans, duc d'Alençon.
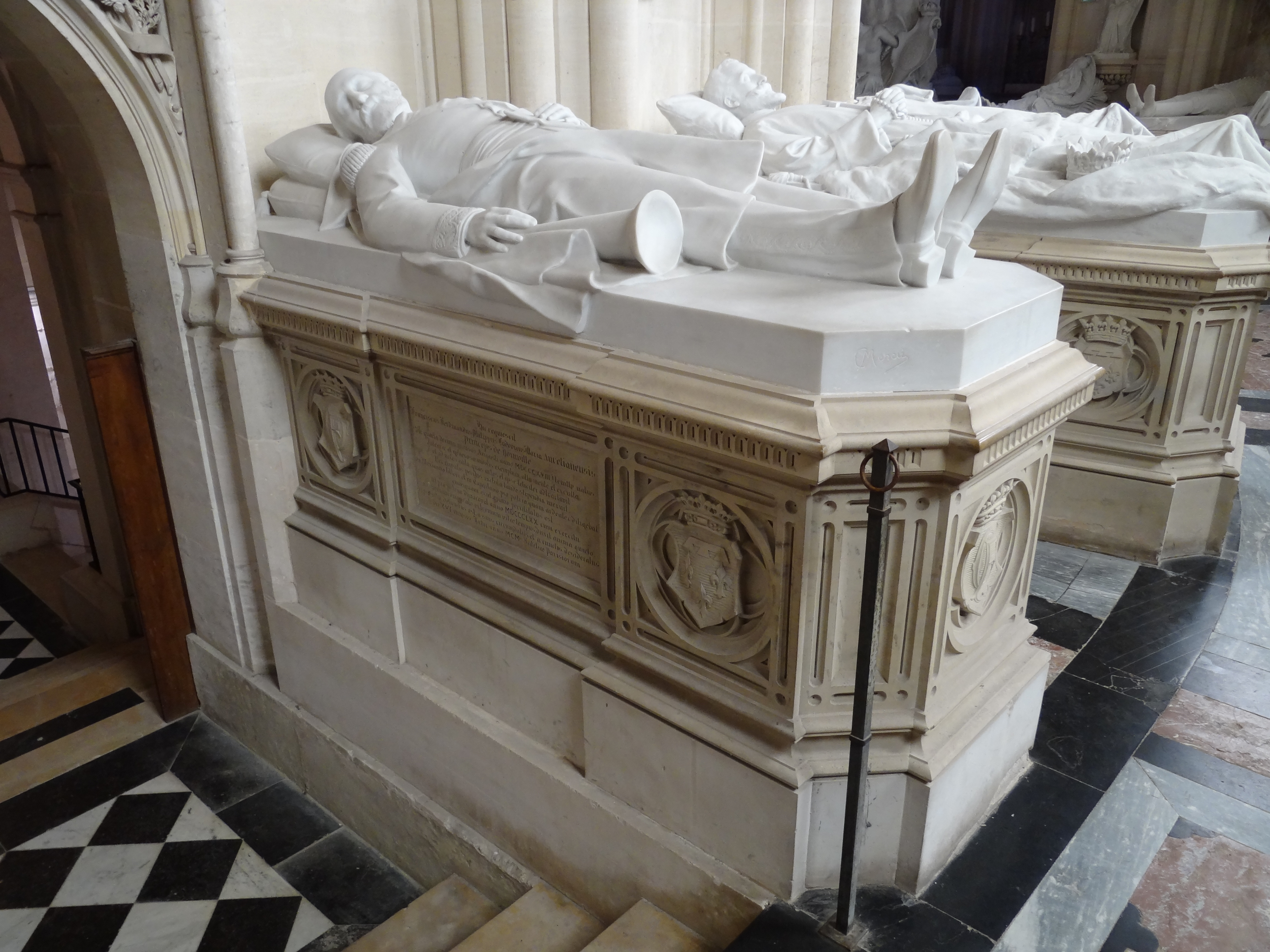
29François d'Orléans, prince de Joinville.
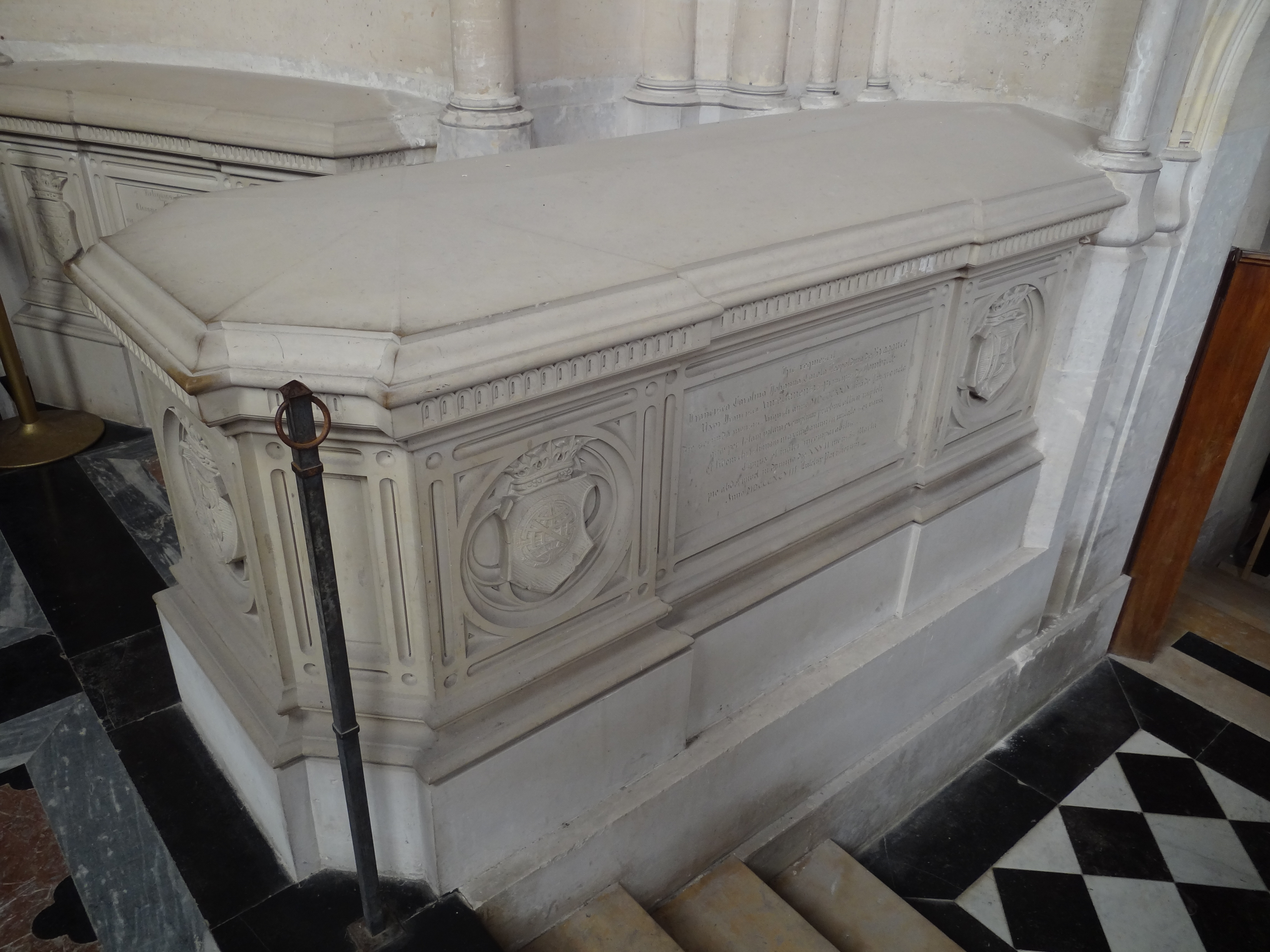
30Françoise du Brésil, princesse de Joinville.
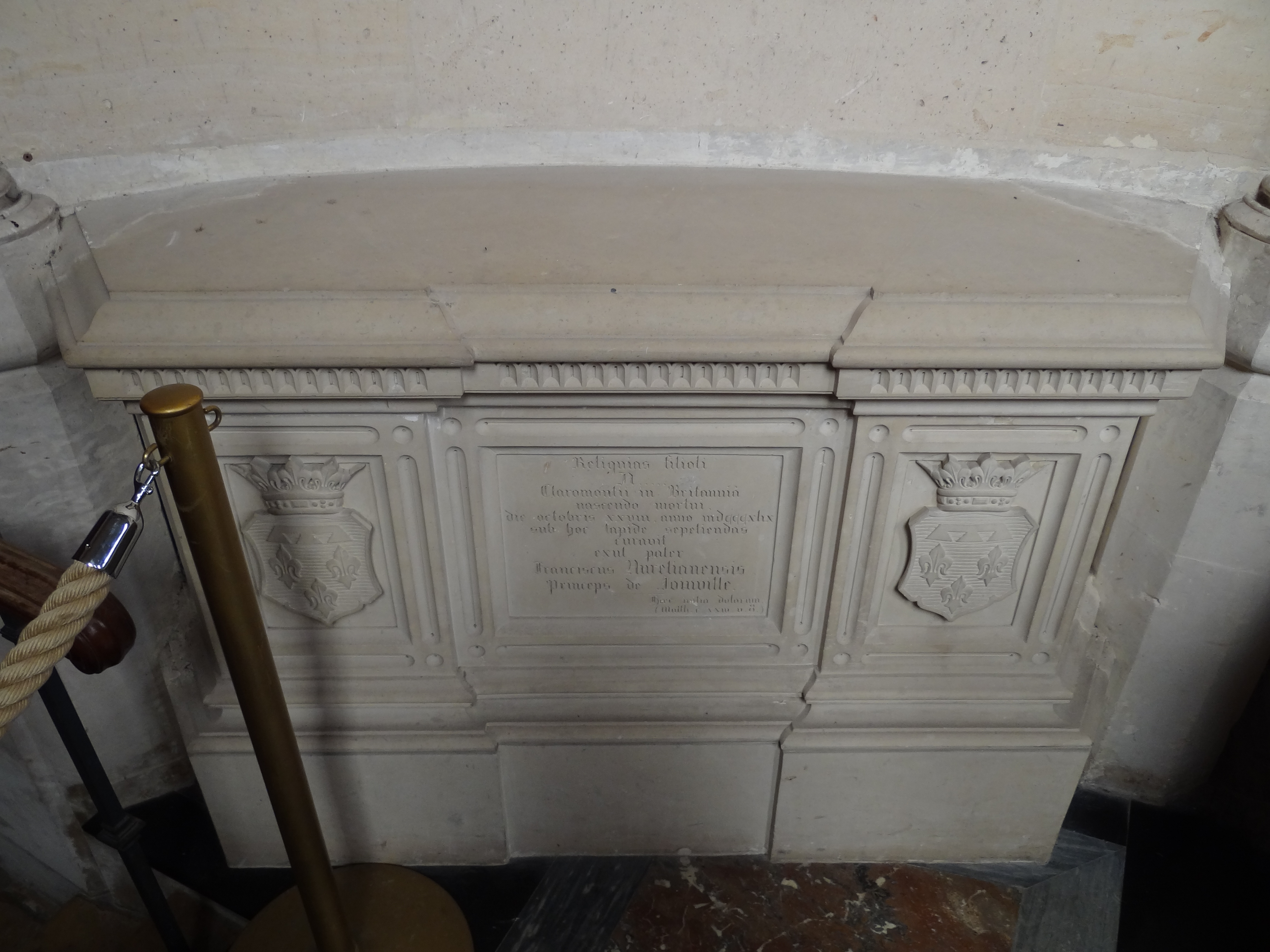
31Fils du prince Joinville et fils du duc de Chartres.
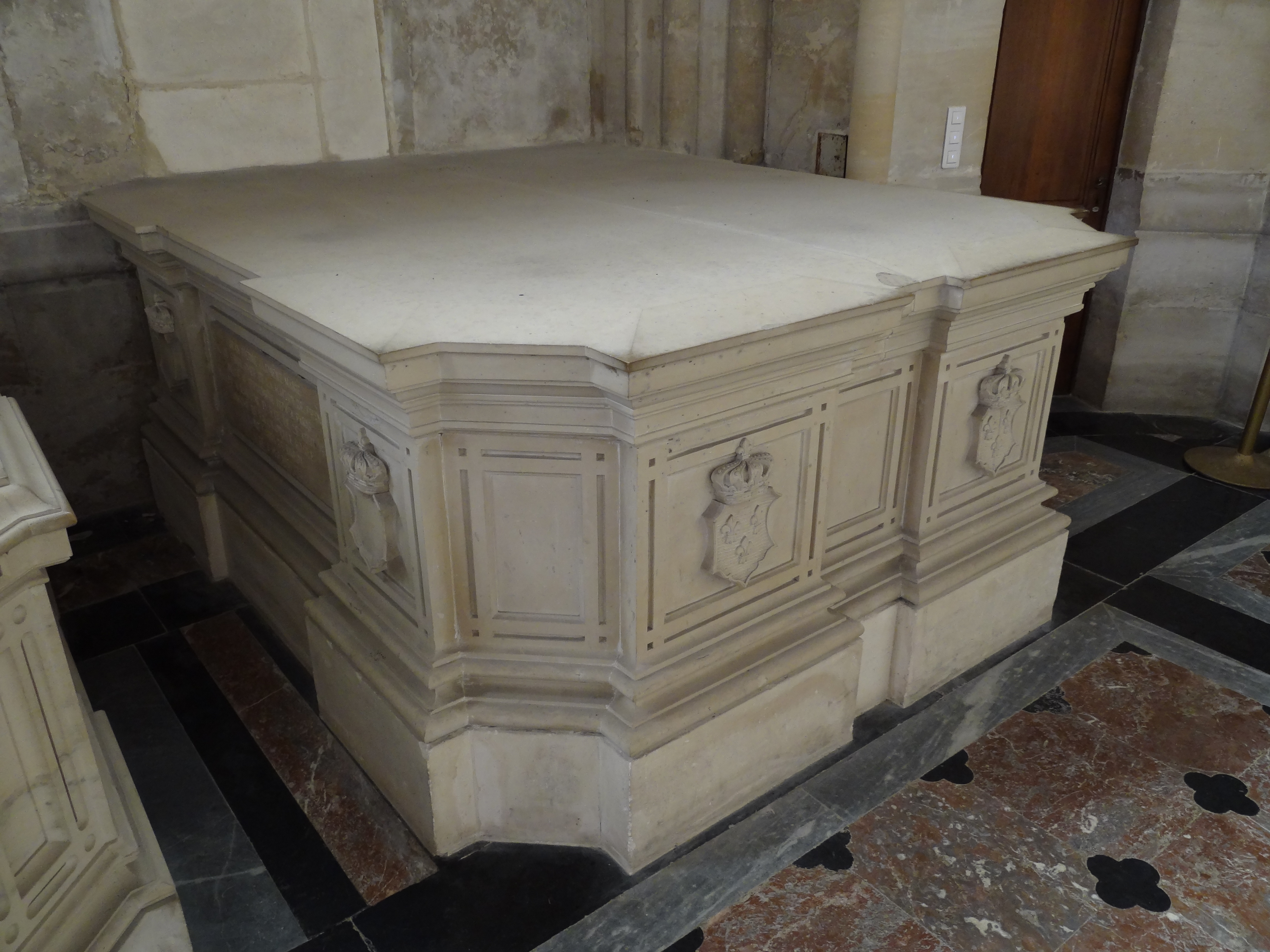
32 et 33Jean d'Orléans Isabelle d'Orléans, duc et duchesse de Guise.
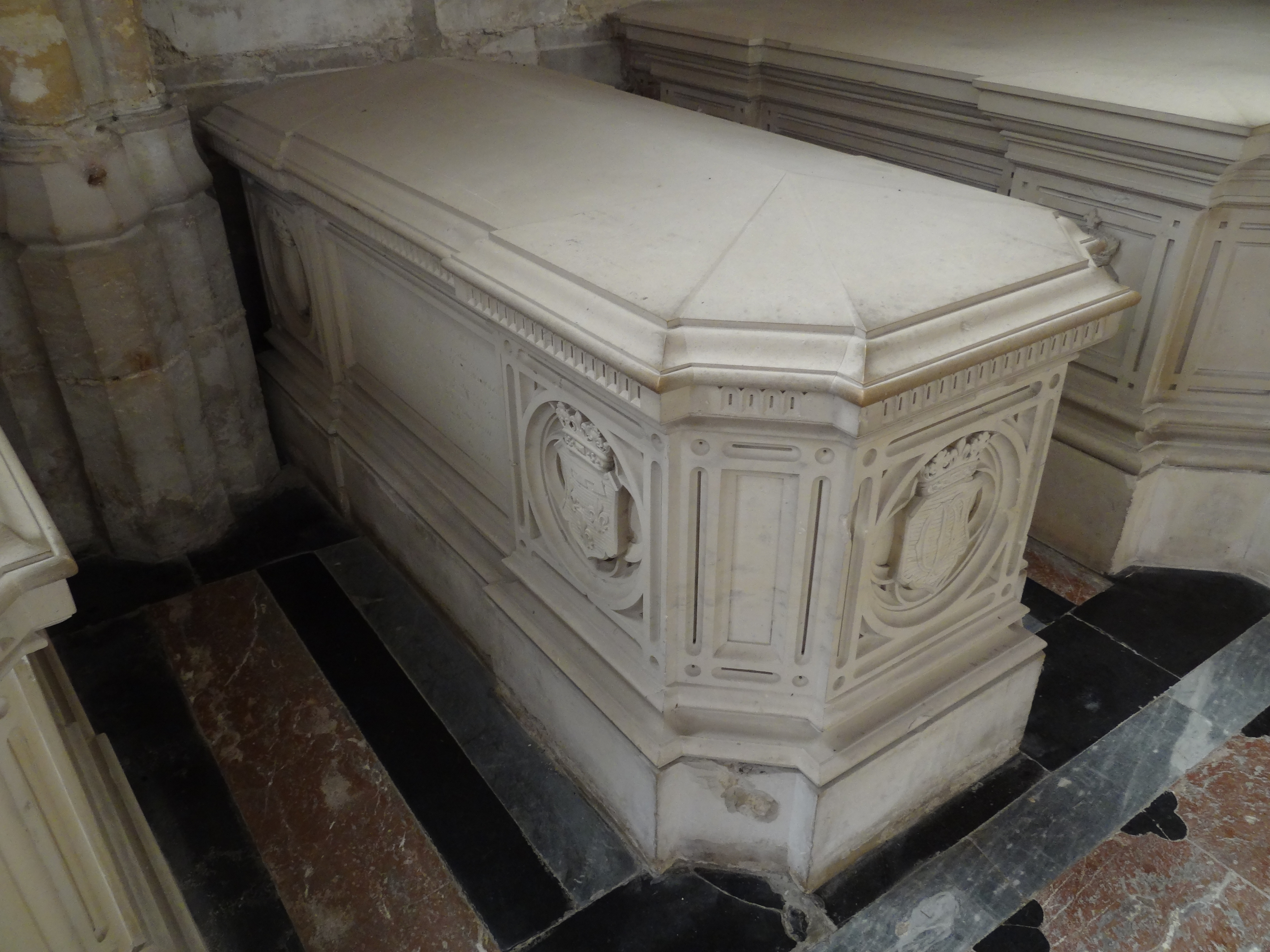
34Pierre d'Orléans, duc de Penthièvre.
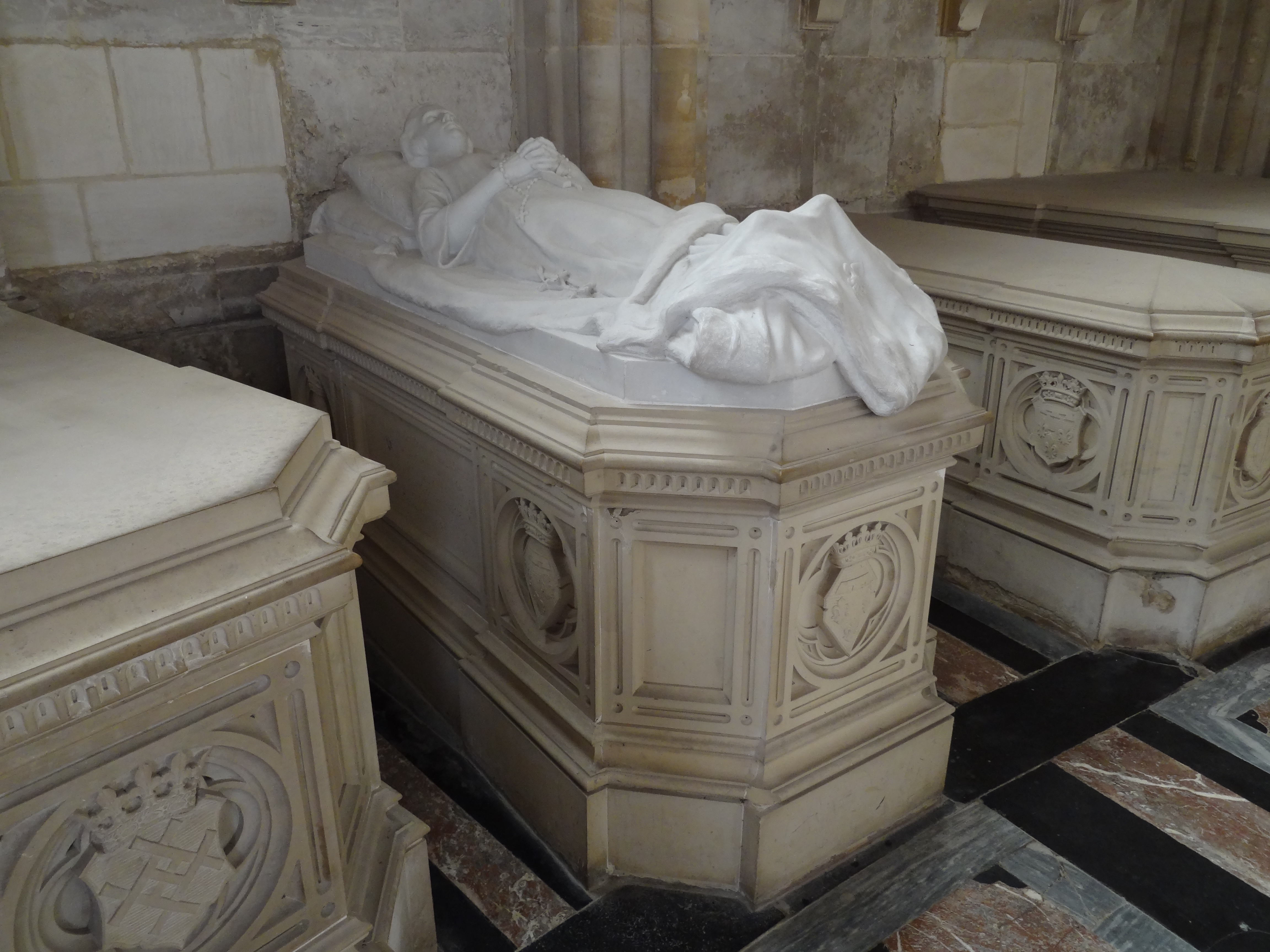
35Sophie d'Orléans, fille du duc de Vendôme.
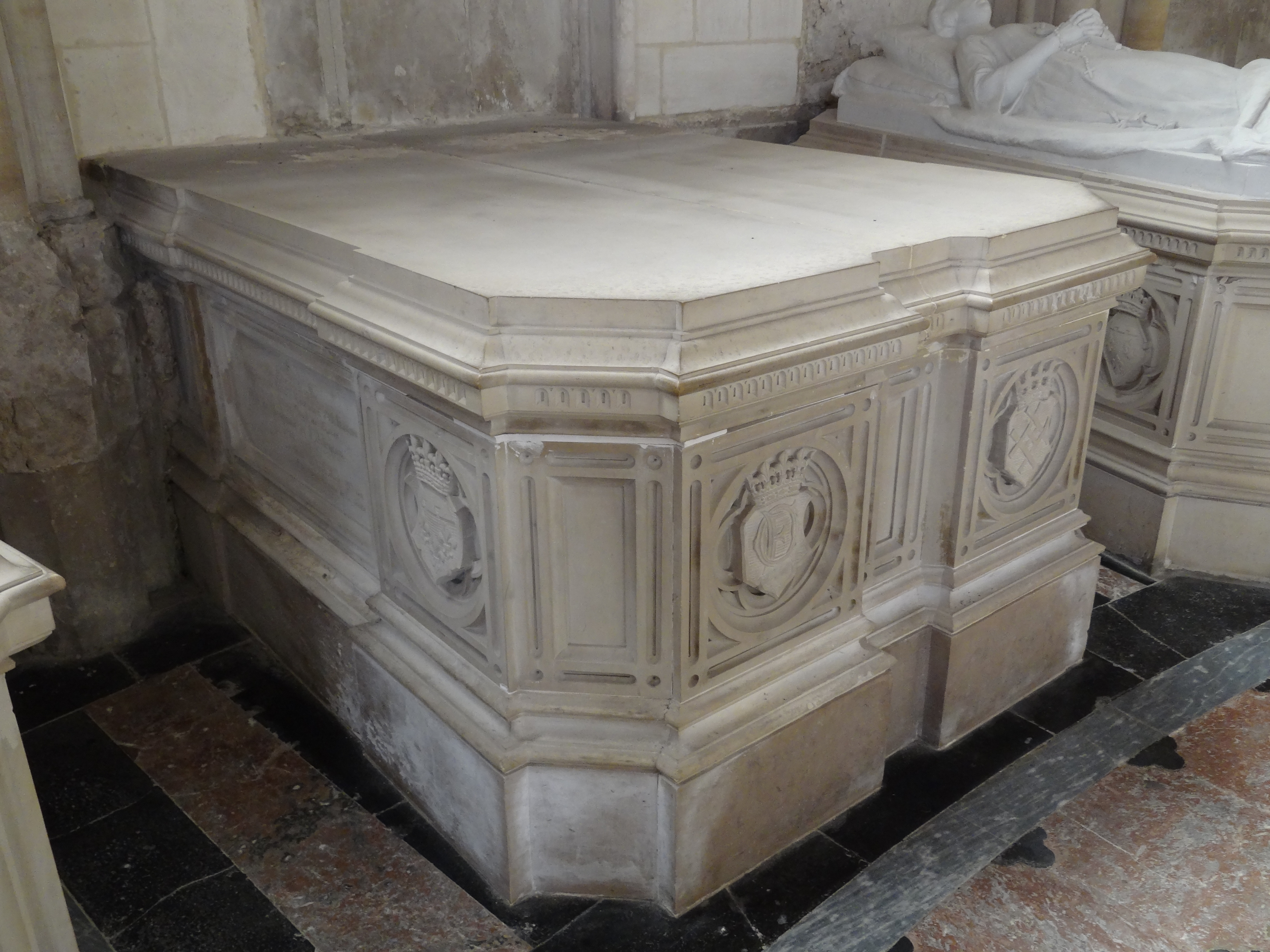
36 et 37Emmanuel d'Orléans et Henriette de Belgique, duc et duchesse de Vendôme et d’Alençon.
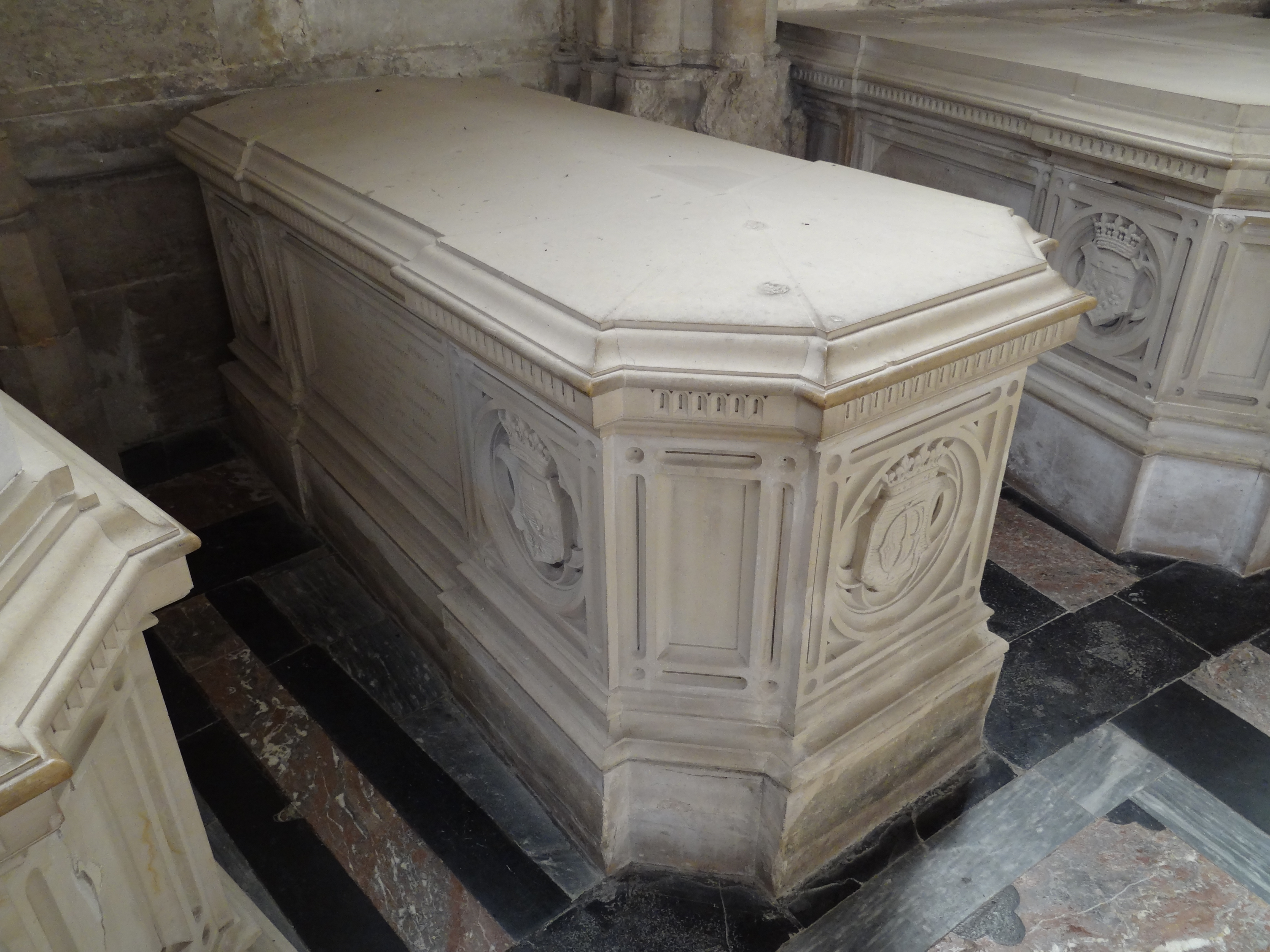
38Robert d'Orléans, fils du duc de Chartres.
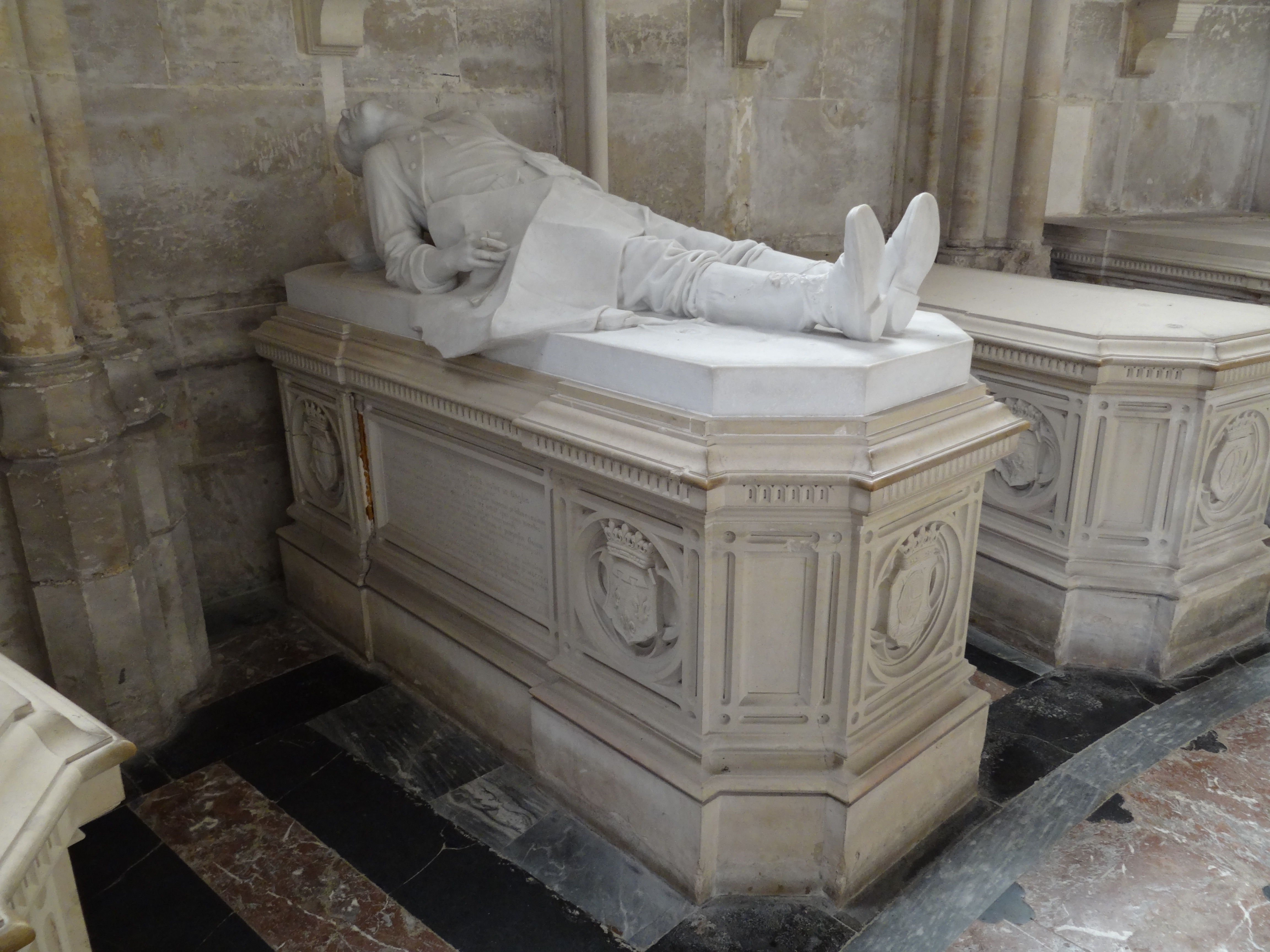
39Henri d'Orléans, fils du duc de Chartres.
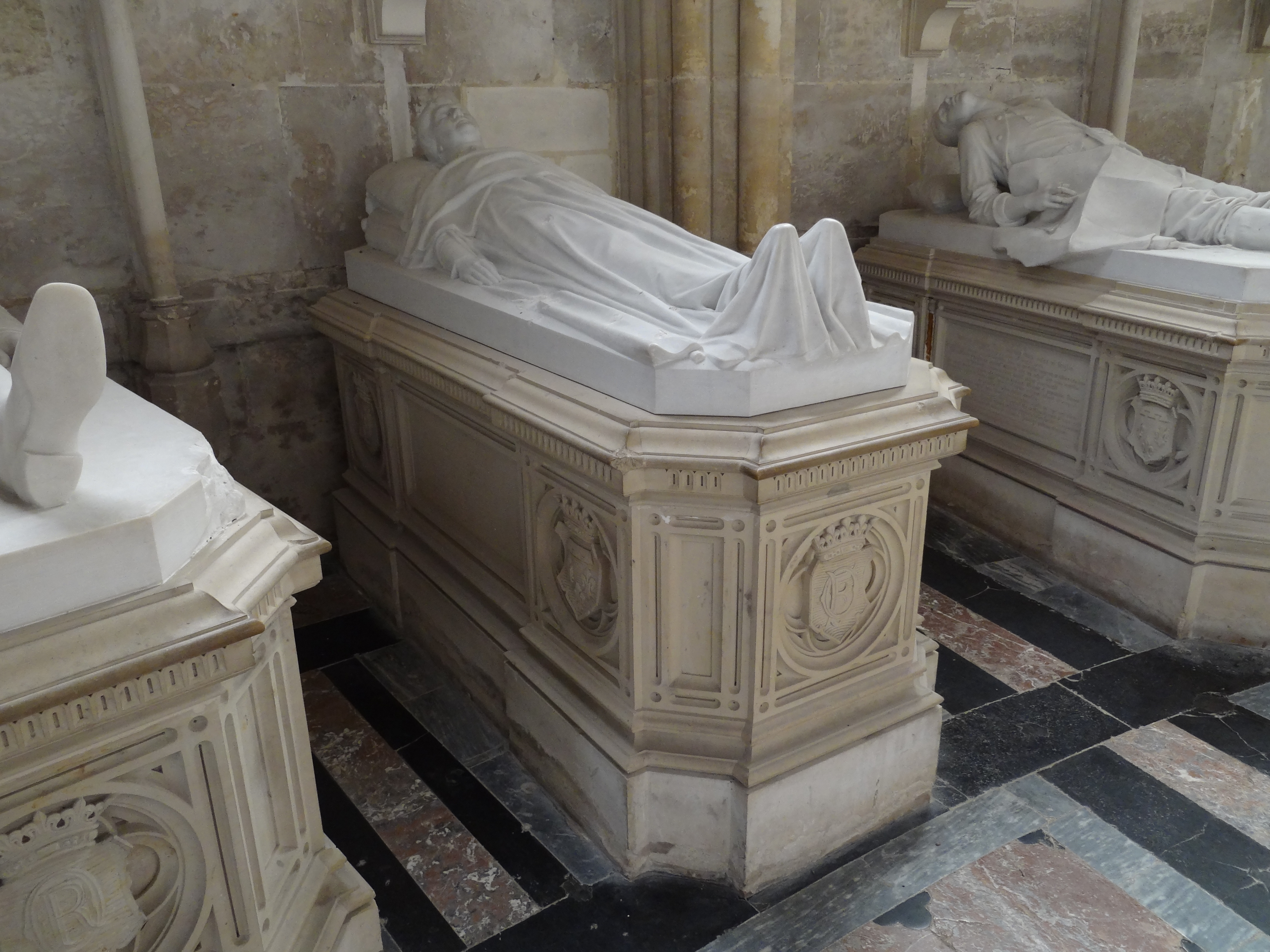
40Françoise d'Orléans, duchesse de Chartres.
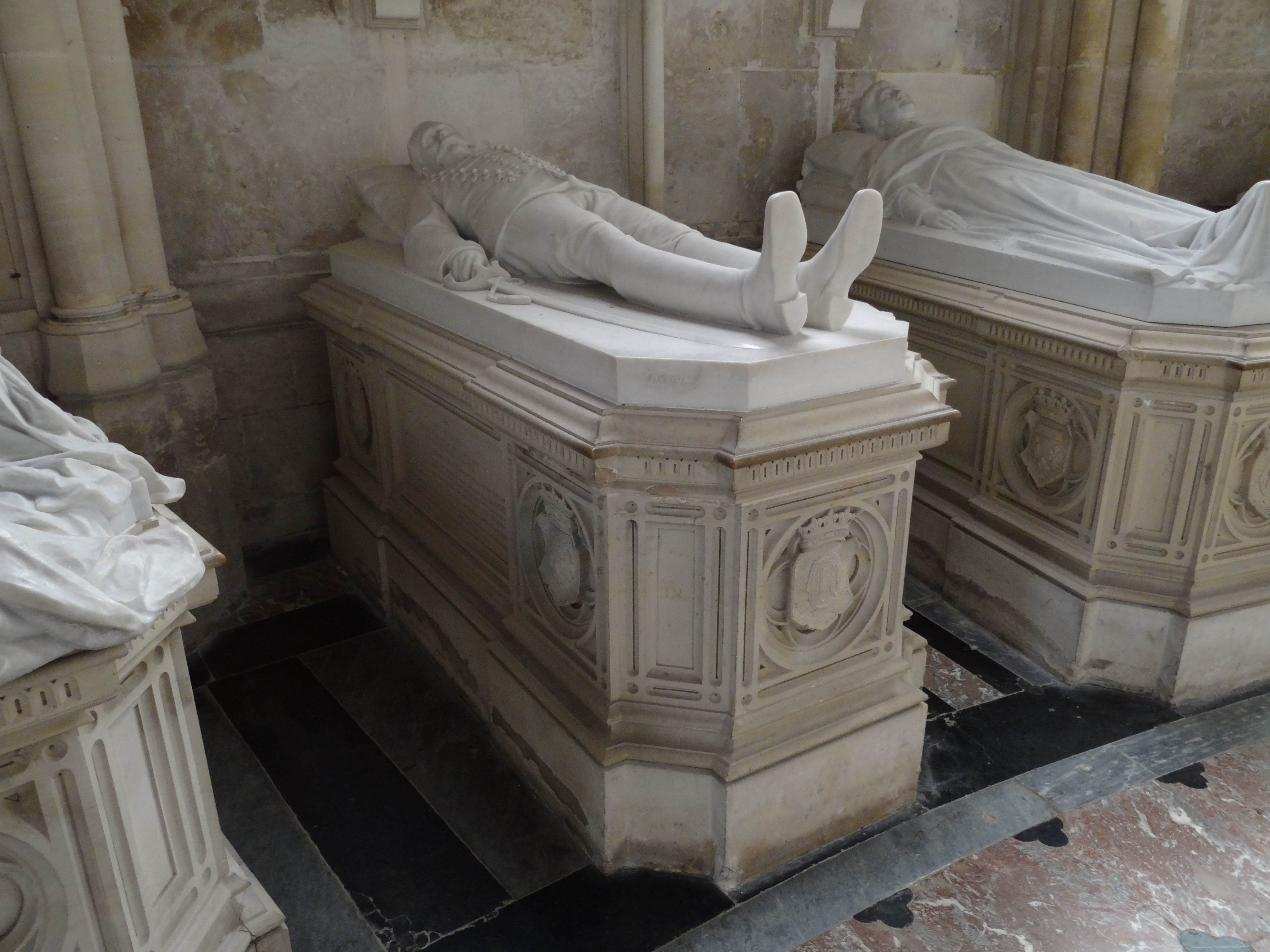
41Robert d'Orléans, duc de Chartres.
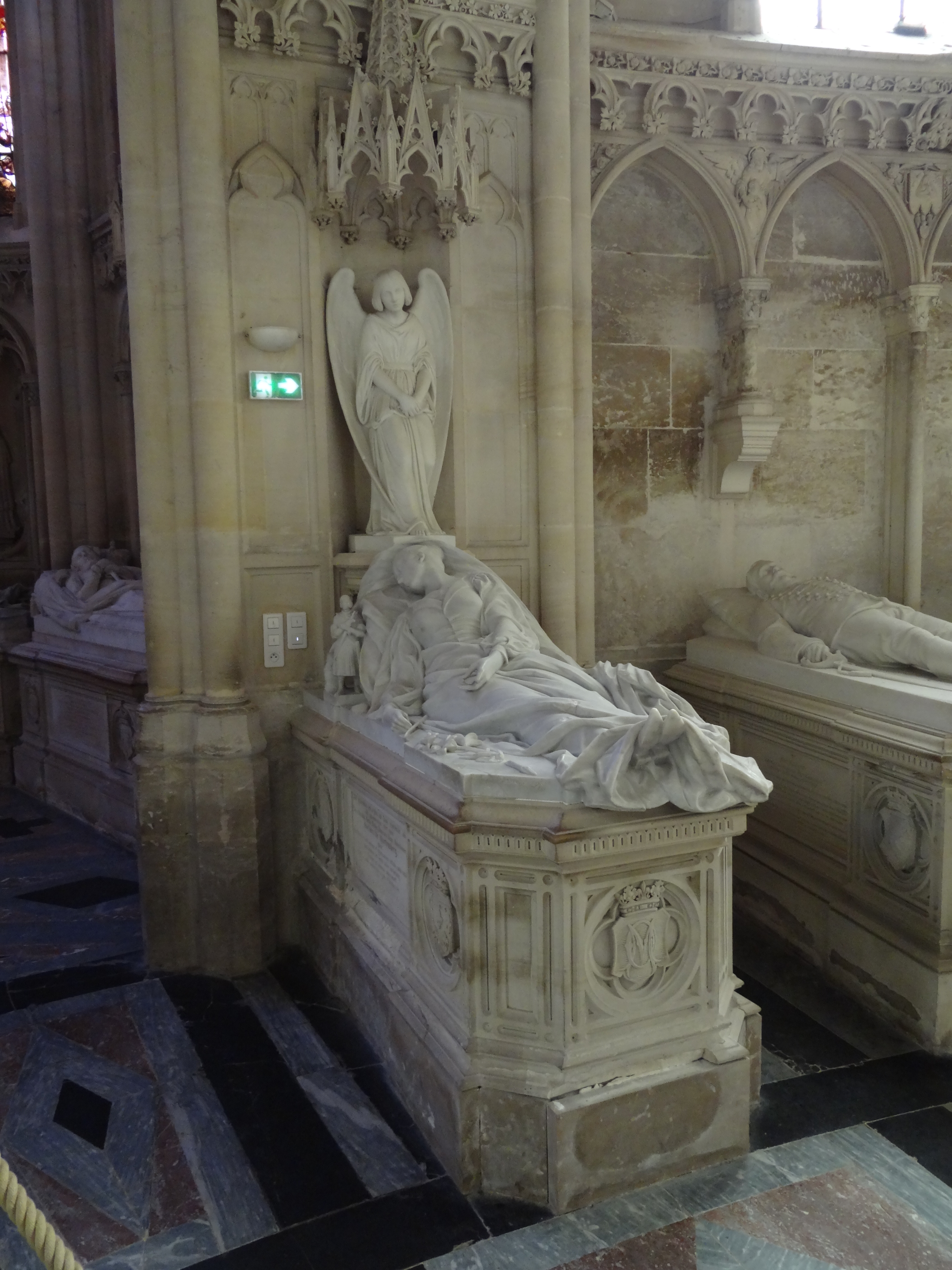
42Marie d'Orléans, duchesse de Wurtemberg.

### Crypte (niveau -2)
En raison de la saturation du déambulatoire de la chapelle royale, c'est désormais dans la crypte exclusivement que sont inhumés les membres de la famille d'Orléans. Elle se divise en trois salles, dont une circulaire, reliées par des galeries. La crypte peut encore accueillir quelques sépultures.

#### Crypte circulaire centrale
La grande salle circulaire, la plus vaste, a été réaménagée dans les années 1950 et affectée par Henri d'Orléans (1908-1999), comte de Paris, aîné des Orléans et chef de maison (fils et successeur du duc de Guise, numéro 32 dans le déambulatoire), à la sépulture de ses descendants.
Face à l'entrée de la crypte circulaire (au milieu de la galerie occidentale, dans une niche située sous la nef) :
43 - Tombeau moderne en pierre de Thibaut d'Orléans (1948-1983), comte de la Marche, fils d'Henri d'Orléans (1908-1999), comte de Paris (numéro 50). Mort mystérieusement à Bangui en République centrafricaine.
Située sous le transept, la crypte circulaire elle-même abrite douze tombeaux individuels modernes en marbre, disposés en cercle, dont sept libres. Dos à la galerie occidentale, de gauche à droite :
44, 45, 46, 47, 48 : inoccupés.
49 - François d'Orléans (1961-2017), dauphin de France, comte de Clermont, petit-fils aîné (handicapé) d'Henri d'Orléans (1908-1999), comte de Paris (qui suit). Mort des suites d'un accident.
50 - Henri d'Orléans (1908-1999), comte de Paris, chef de la maison d'Orléans, à l'origine de la Fondation Saint-Louis, aujourd'hui propriétaire de la chapelle royale du même nom à Dreux.
51 - François d'Orléans (1935-1960), duc d'Orléans, fils du précédent. Mort pour la France.
52 - Isabelle d'Orléans-Bragance (1911-2003), comtesse de Paris, épouse d'Henri d'Orléans (1908-1999), comte de Paris (numéro 50).
53 - Henri d'Orléans (1933-2019), comte de Paris, duc de France, fils aîné de la précédente et d'Henri d'Orléans (1908-1999), comte de Paris (numéro 50), chef de la maison d'Orléans.
54, 55 : inoccupés.

Tombeaux dans la crypte circulaire centrale
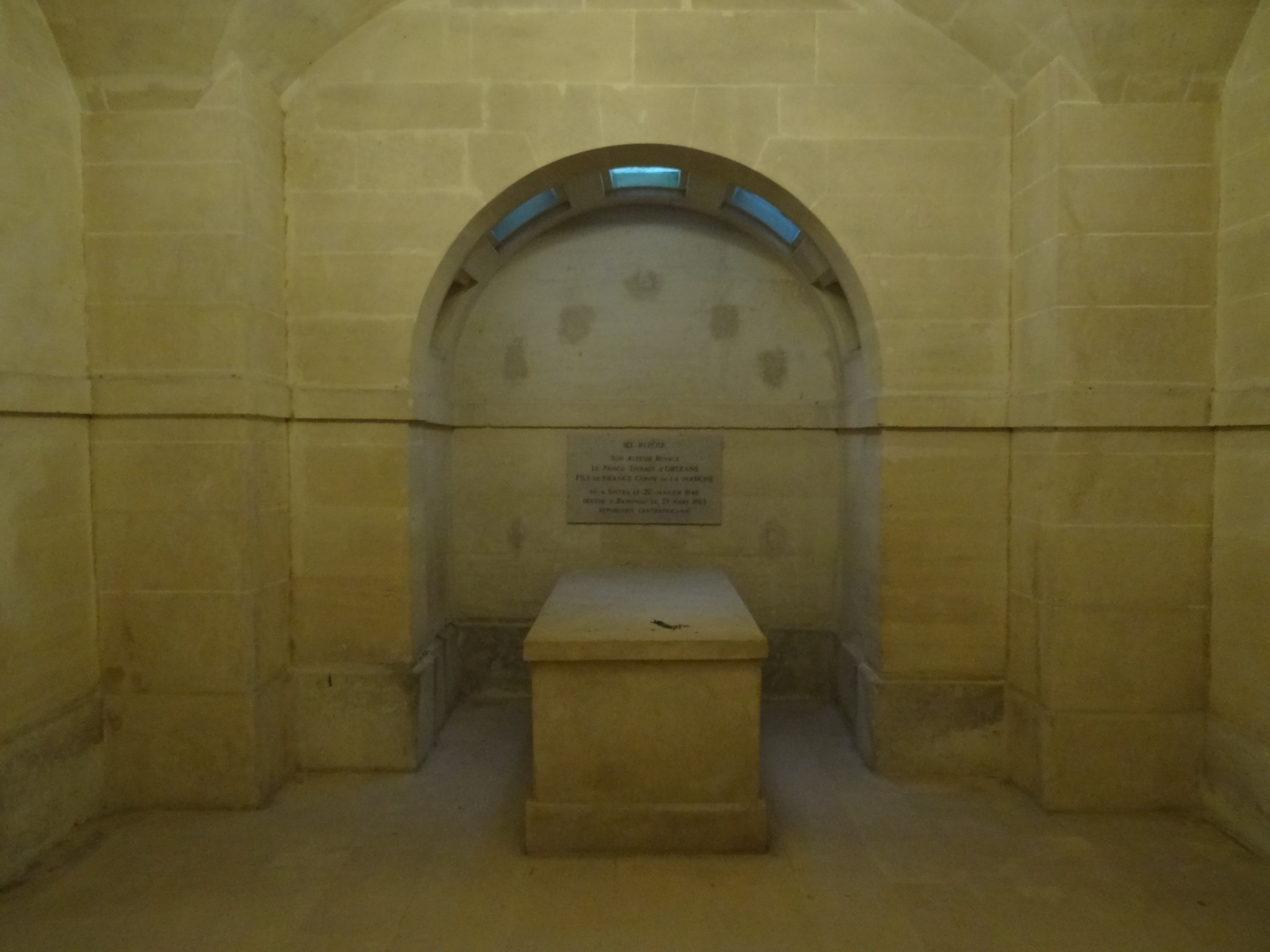
43Thibaut d'Orléans, comte de la Marche.
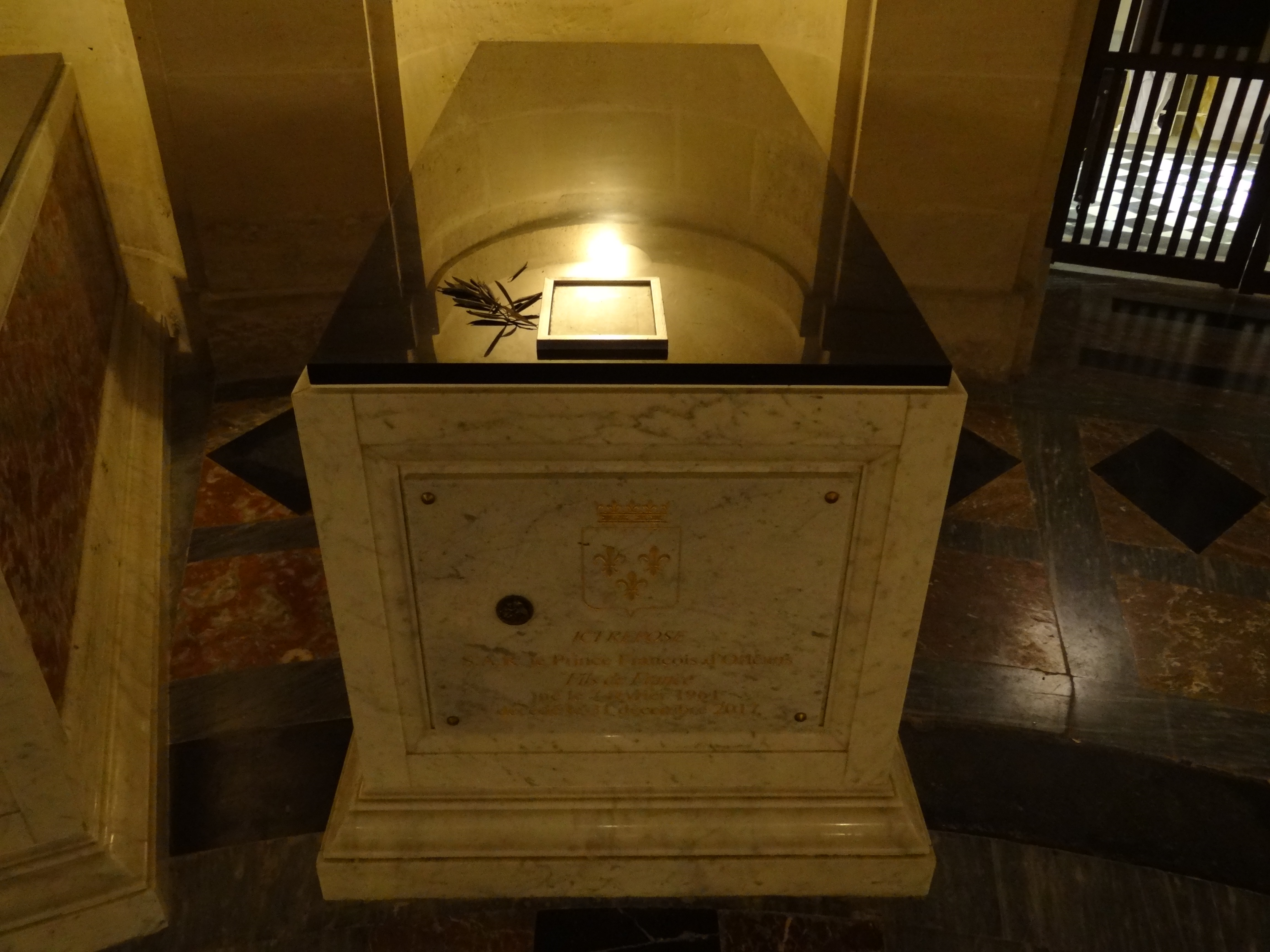
49François d'Orléans, dauphin de France et comte de Clermont.
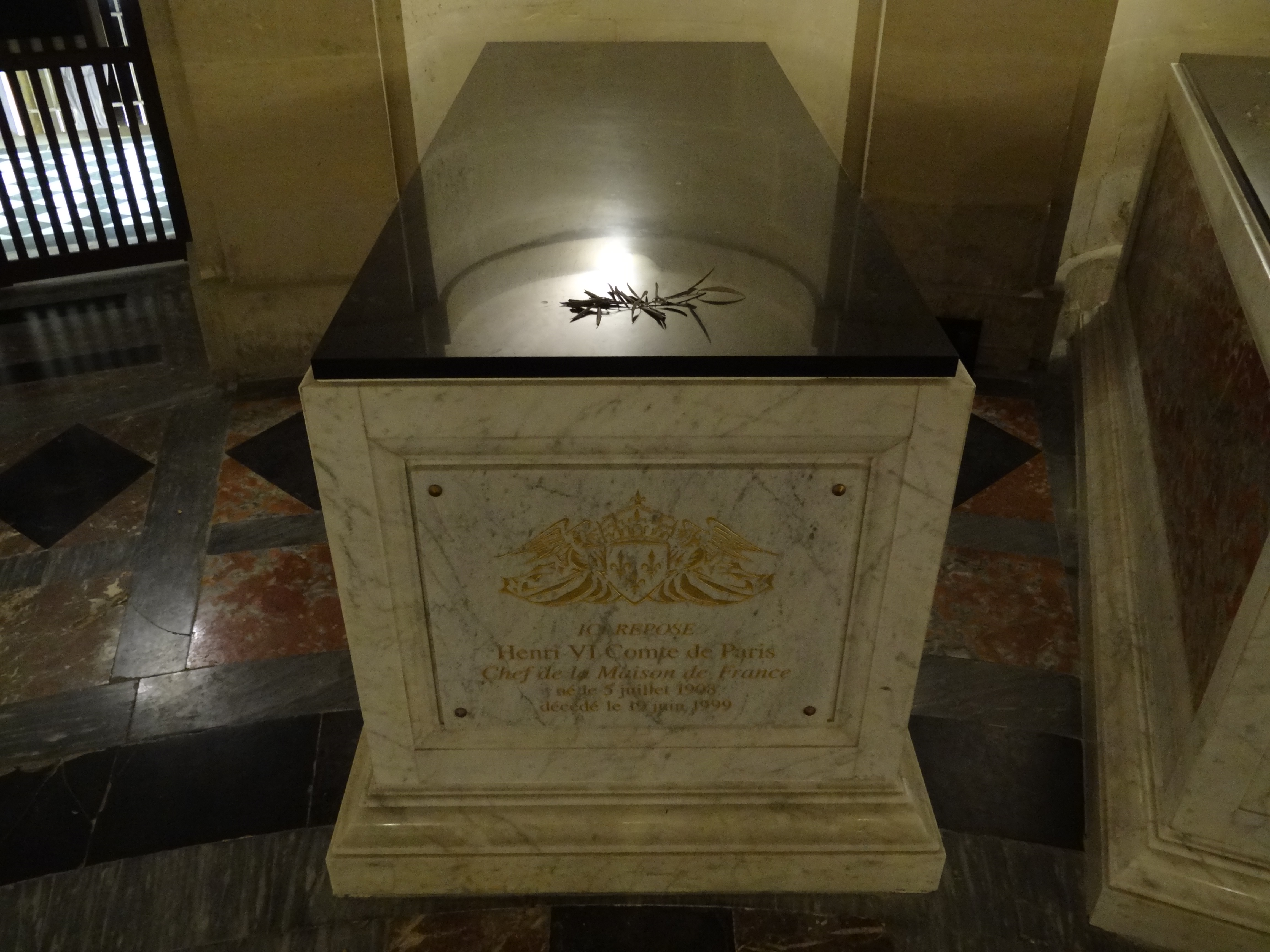
50Henri d'Orléans, comte de Paris.
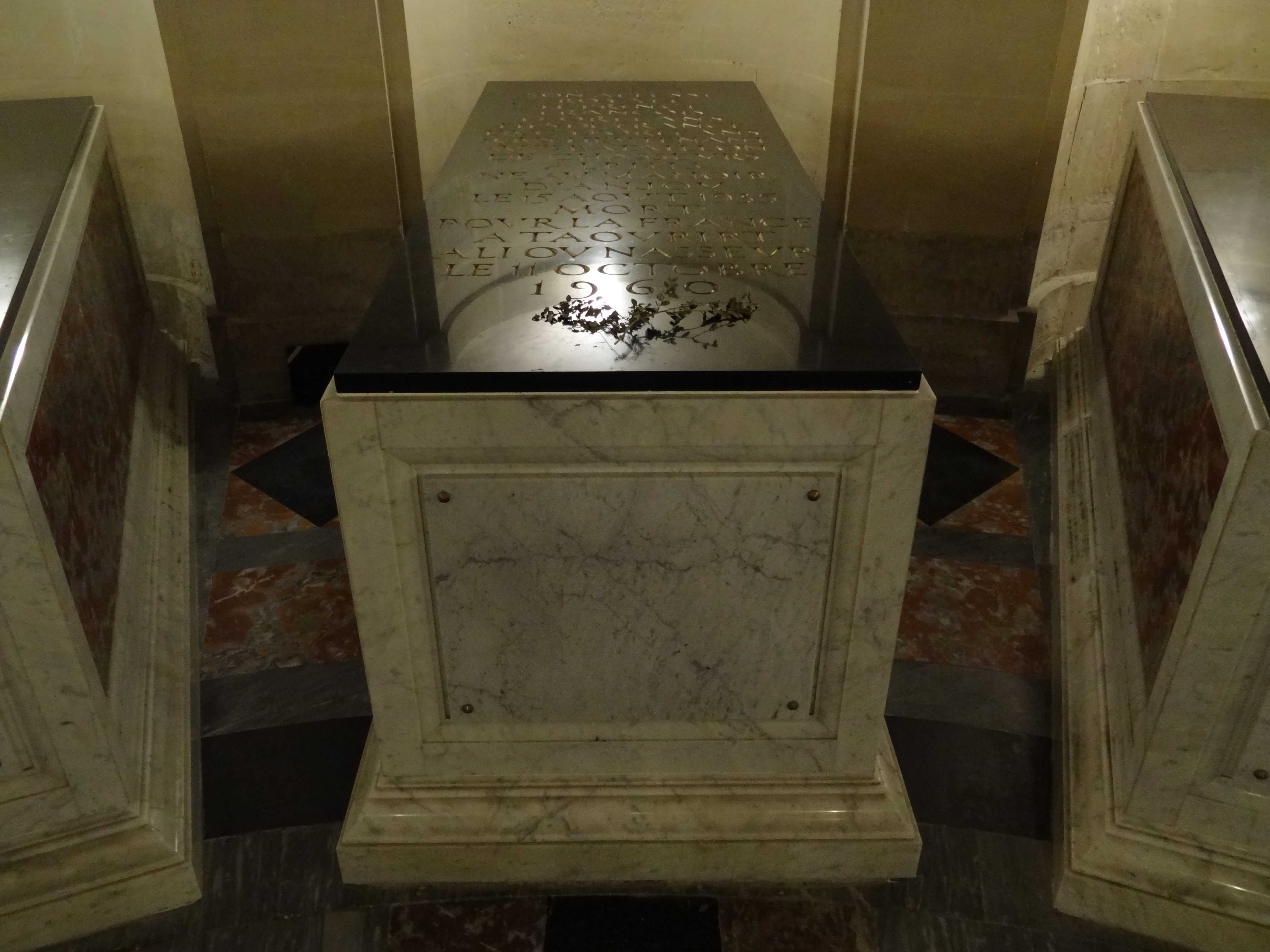
51François d'Orléans, duc d'Orléans.
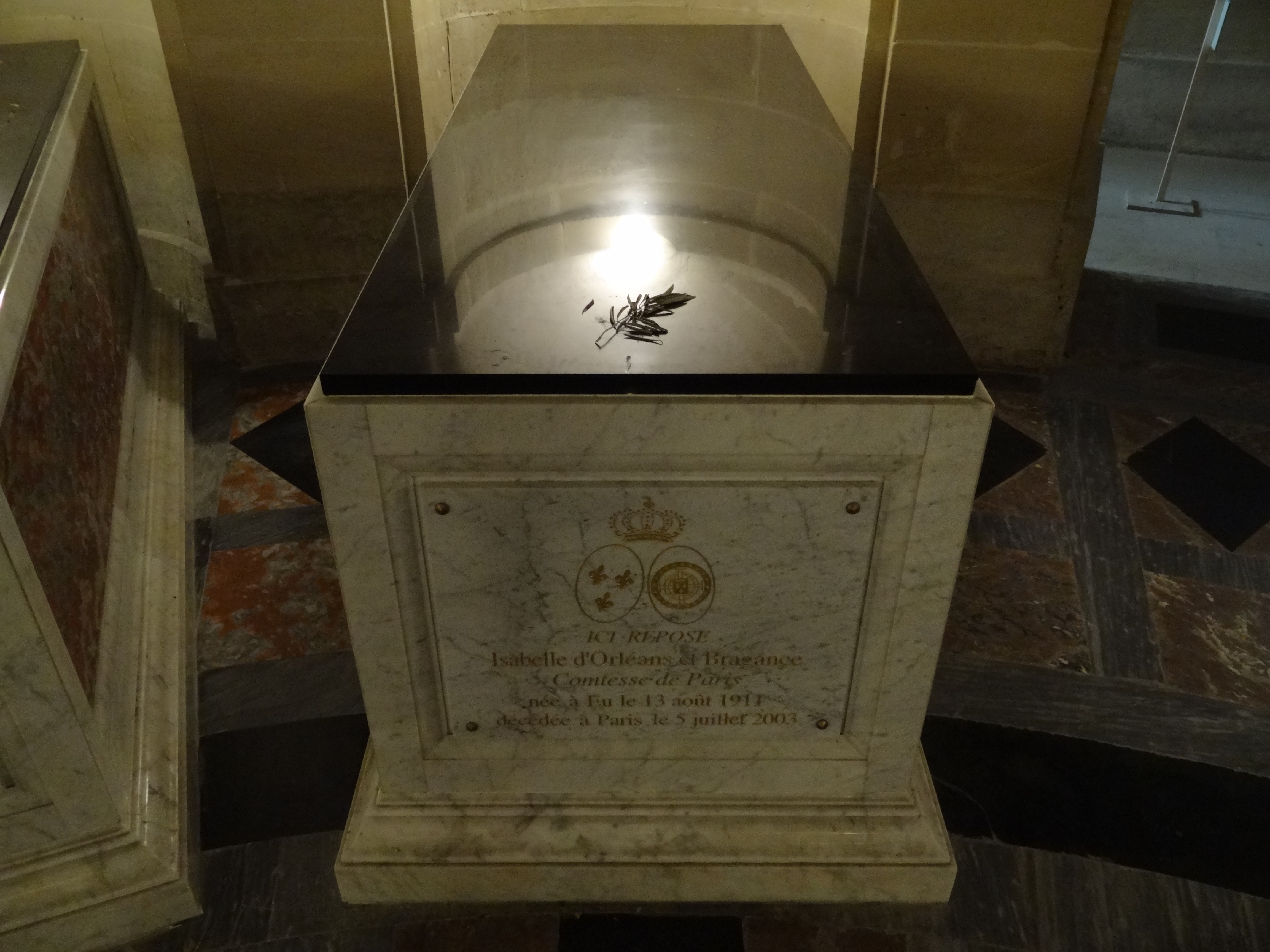
52Isabelle d'Orléans-Bragance, comtesse de Paris.
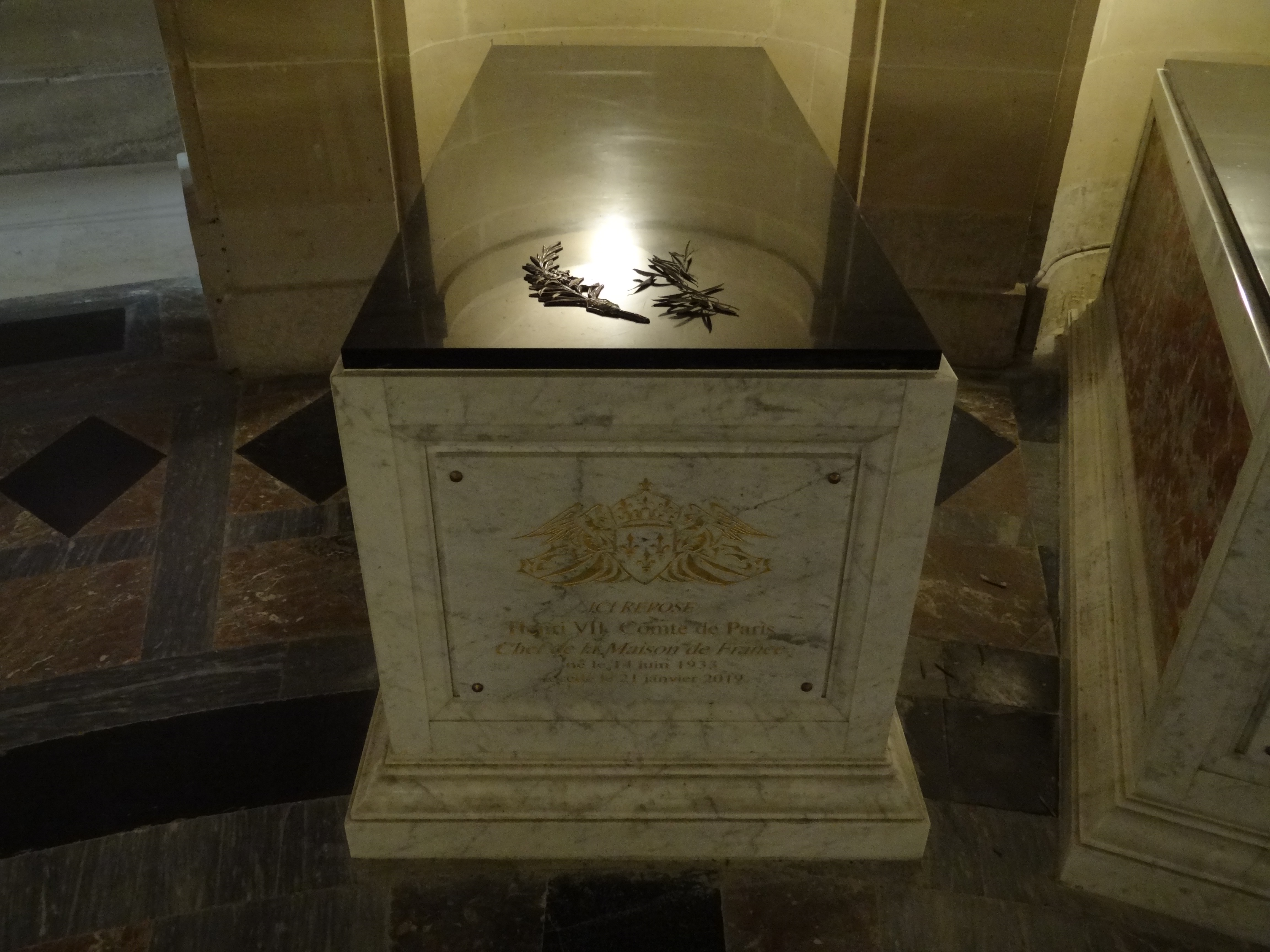
53Henri d'Orléans, comte de Paris et duc de France.

#### Petite crypte Nord
Au Nord de la galerie occidentale, cette petite salle se situe sous la chapelle Sainte-Adélaïde. Elle a d'abord été affectée, après leur exil, à la sépulture de membres de la famille d'Orléans-Bragance, branche cadette et brésilienne de la maison d'Orléans issue de Gaston d'Orléans (1842-1922), comte d'Eu devenu prince brésilien, époux de la princesse Isabelle du Brésil (1846-1921) et petit-fils de Louis-Philippe Ier. Les tombes sont sculptées sur le modèle de celles du déambulatoire. Depuis 1986, la crypte Nord abrite le cénotaphe du frère cadet du roi des Français.
56 - Au centre, sur un socle de marbre, cénotaphe d'Antoine d'Orléans (1775-1807), duc de Montpensier, frère de Louis-Philippe Ier. Exilé avec la Révolution, inhumé dans l'abbaye de Westminster pendant l'Empire. Copie par Trouchaud du gisant de Westmacott ramenée du château de Versailles pour être placée dans la chapelle en 1986,, qui le fait apparaître avec une couronne fleurdelisée de prince du sang de France.
57 - À gauche du vitrail, Antoine d'Orléans-Bragance (1881-1918), fils de l'ancienne princesse régente Isabelle du Brésil et de Gaston d'Orléans, comte d'Eu. Prince brésilien mort en exil en Europe, en servant dans l'armée anglaise.
58 et 59 - Sous le vitrail aux armes d'Orléans, dans un tombeau double :
- Louis d'Orléans-Bragance (1878-1920), prince impérial de Brésil, fils de l'ancienne princesse régente Isabelle du Brésil et de Gaston d'Orléans, comte d'Eu. Mort en exil en Europe, comme son frère (qui précède), des suites d'une maladie contractée sur le front, en servant dans l'armée anglaise. Gisant de Jean Magrou.
- Marie-Pie de Bourbon-Siciles (1878-1973), princesse impériale de Brésil, son épouse. Morte en France, où elle était demeurée malgré l'abrogation de la loi d'exil brésilienne. Pas de gisant, contrairement à son mari, auprès duquel une place lui avait été réservée.

60 - À droite du vitrail, Louis Gaston d’Orléans-Bragance (1911-1931), petit-fils de l'ancienne princesse régente du Brésil et de Gaston d'Orléans, comte d'Eu. Ce prince brésilien (mort jeune) repose auprès de ses parents (qui précèdent) dans la nécropole des Orléans.
61 - En face, dans une niche, le petit tombeau moderne en marbre de Louis-Philippe d'Orléans (1979-1980), fils mort au berceau du comte de la Marche (numéro 43, face crypte circulaire).

Gisants et tombeaux dans la petite crypte nord
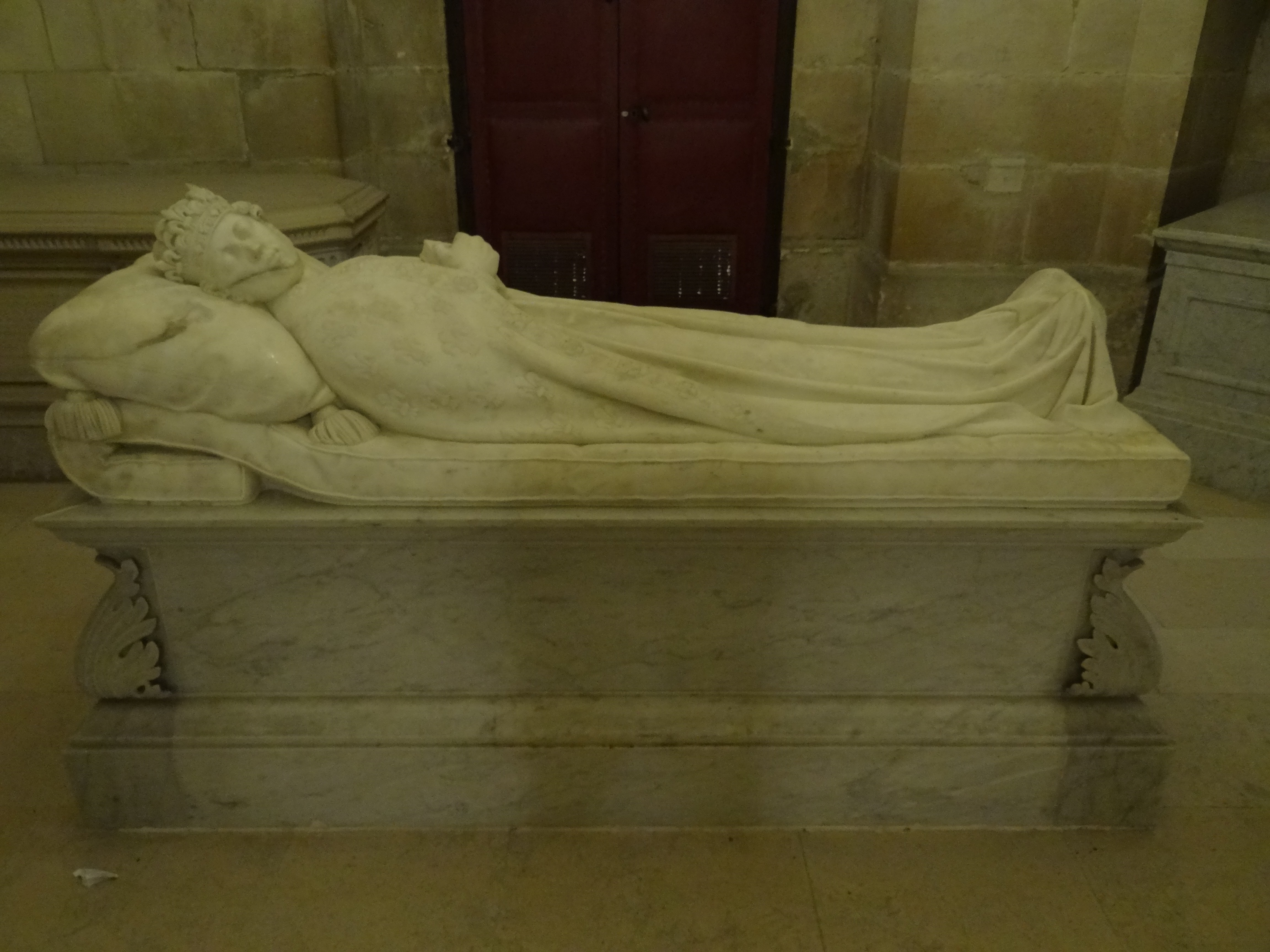
56Antoine d'Orléans, duc de Montpensier.
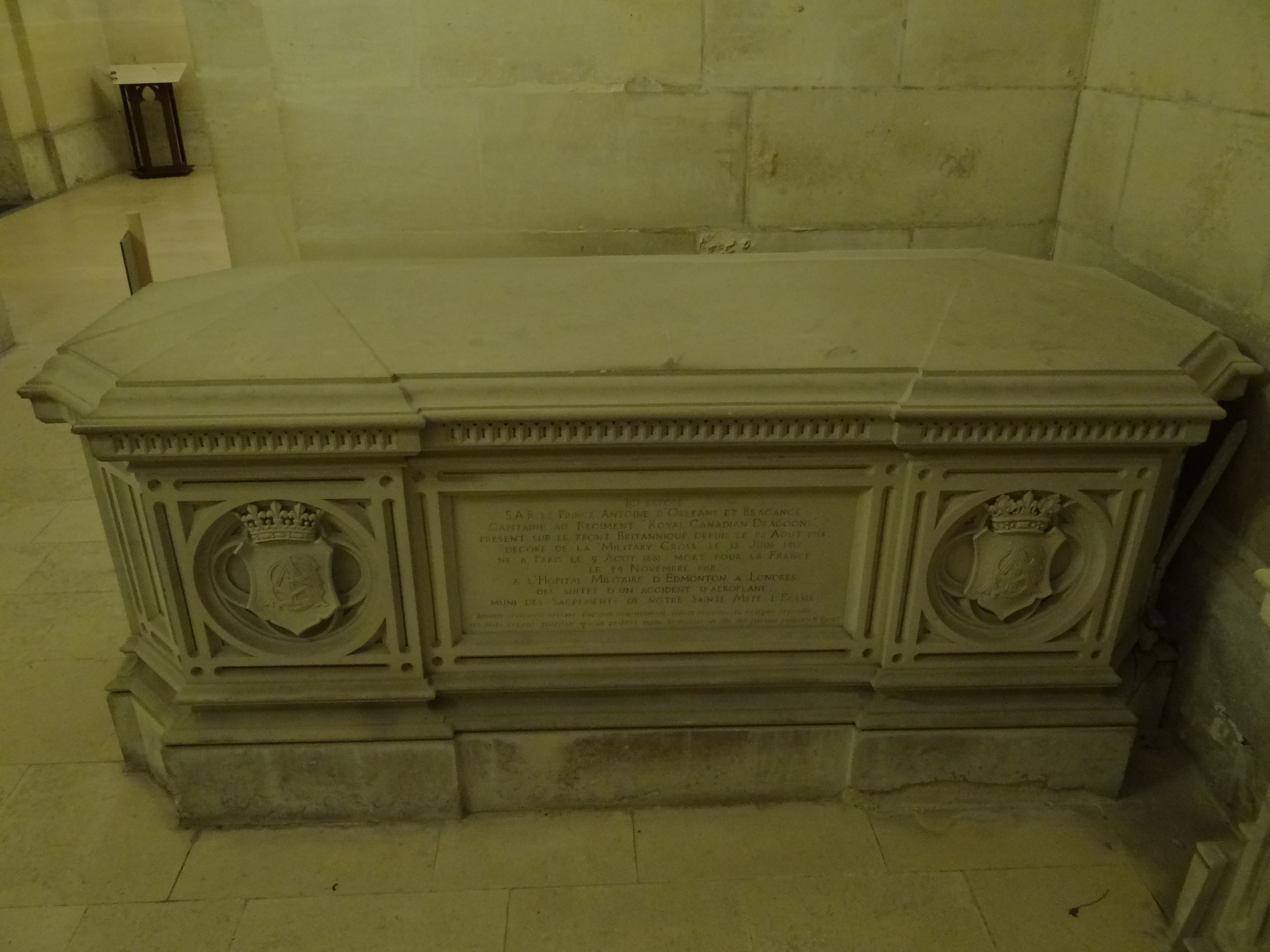
57Antoine d'Orléans et Bragance, prince du Brésil.
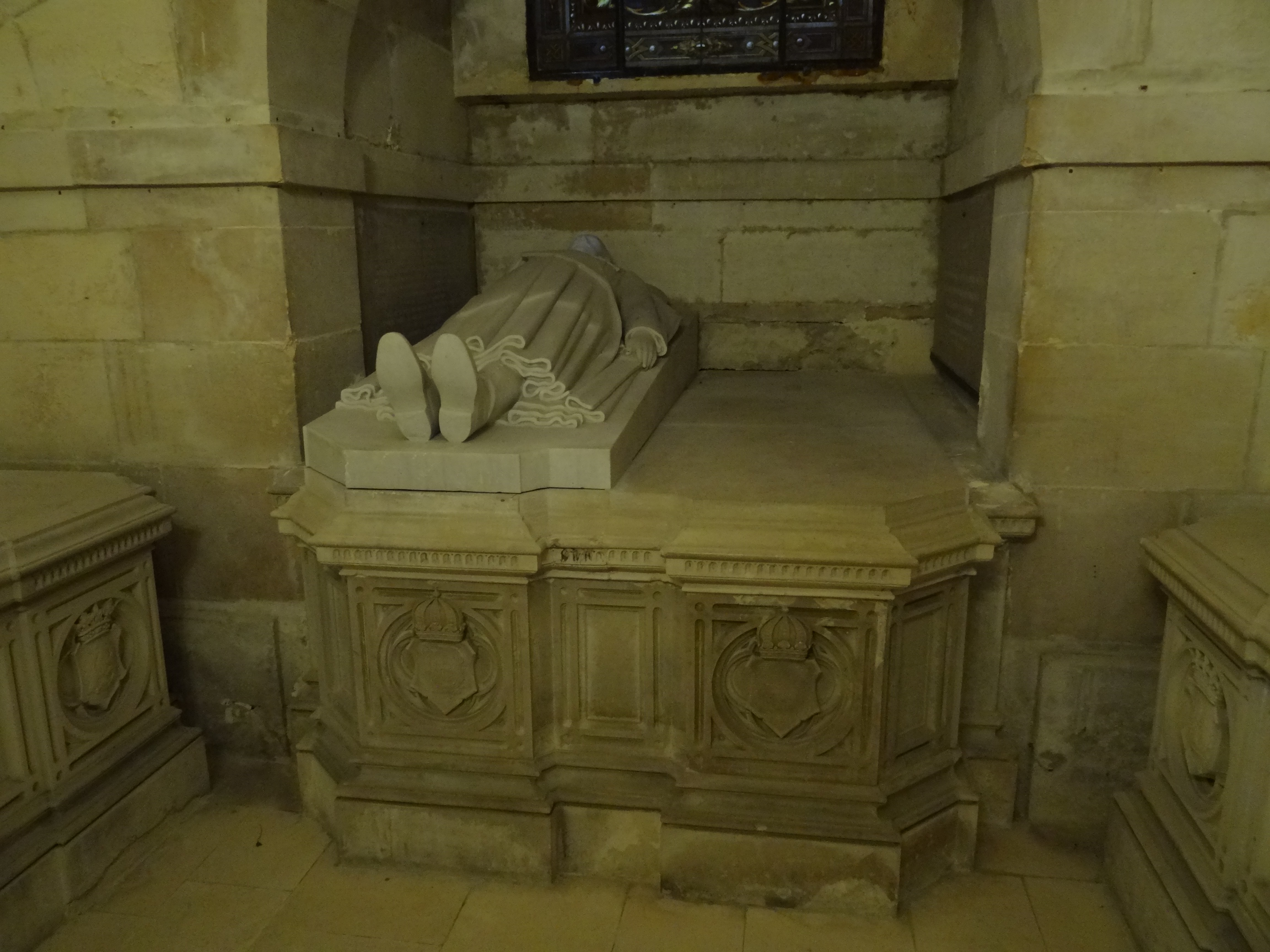
58 et 59Louis d'Orléans-Bragance et Marie-Pie de Bourbon-Siciles, prince et princesse du Brésil.
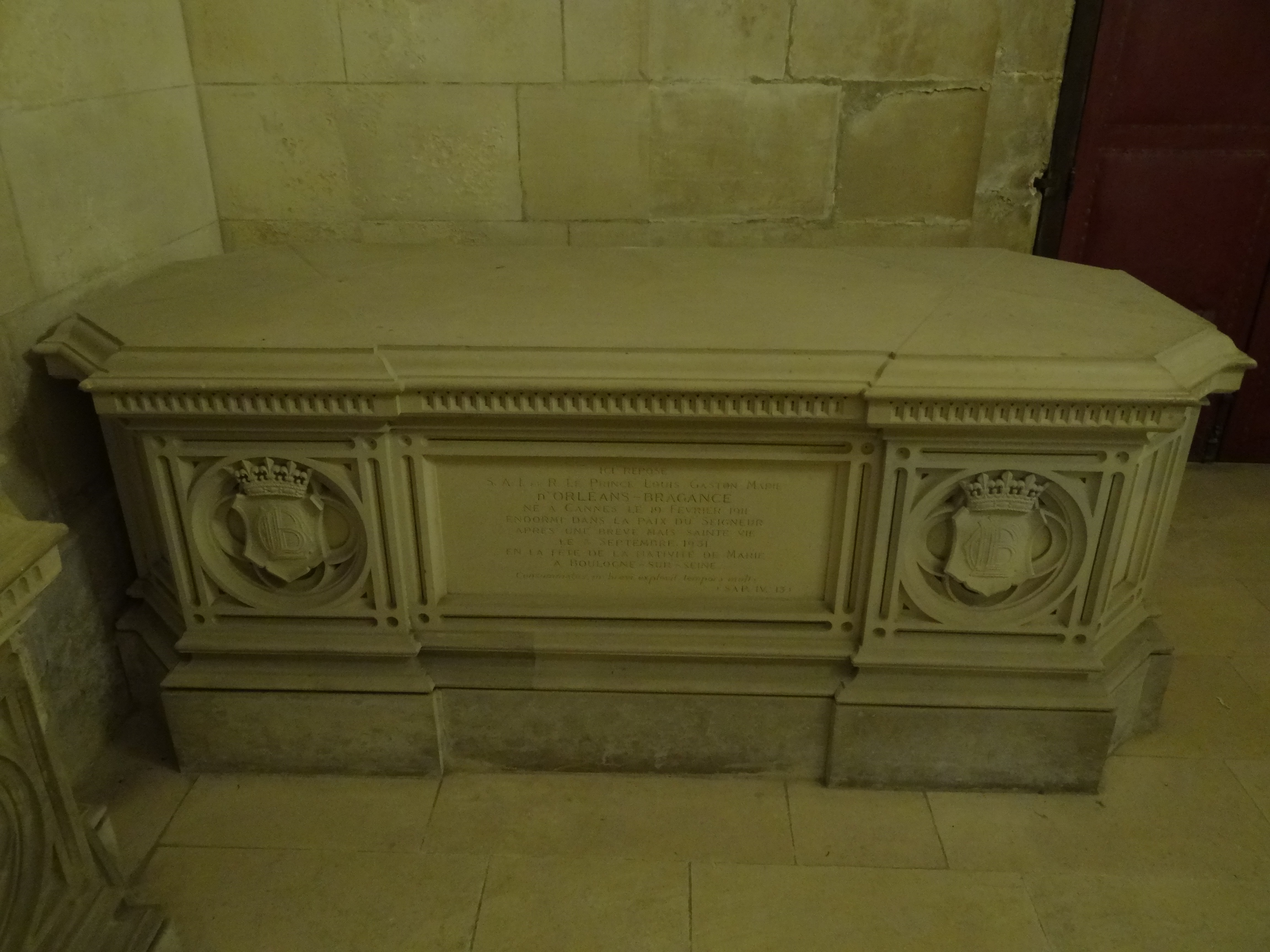
60Louis-Gaston d’Orléans-Bragance, prince du Brésil.
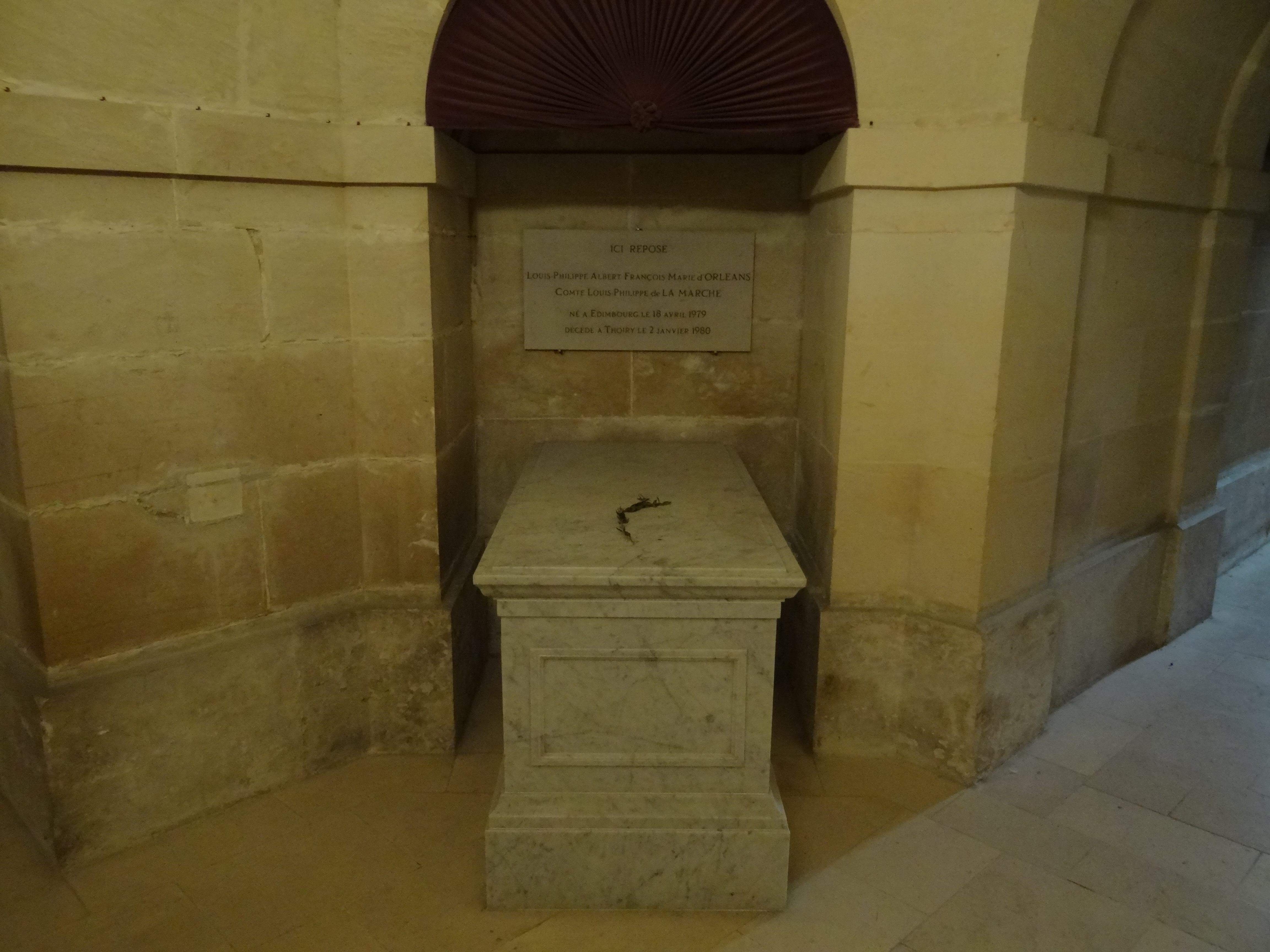
61Louis-Philippe d'Orléans, fils du comte de la Marche.

#### Petite crypte Sud
Au Sud de la galerie occidentale, cette petite salle se situe sous la chapelle Saint-Arnould. Seuls deux défunts y reposent. Elle a d'abord été affectée à la sépulture de Charles-Philippe d'Orléans (1905-1970), duc de Nemours, dernier descendant mâle de la branche puînée de la maison d'Orléans issue de Ferdinand d'Orléans (1844-1910), duc d'Alençon, lui-même petit-fils de Louis-Philippe Ier. Depuis 1986, la crypte Sud abrite le cénotaphe du frère puîné du roi des Français.
62 - Au centre, sur un socle de marbre, cénotaphe de Louis-Charles d'Orléans (1779-1808), comte de Beaujolais, frère de Louis-Philippe Ier. Exilé avec la Révolution, mort à Malte et inhumé en la chapelle de Notre-Dame de Liesse pendant l'Empire, puis transféré en 1843 dans la chapelle de France de la Co-cathédrale Saint-Jean de La Valette. Gisant romantique de Pradier (copie par lui-même) ramené du château de Versailles pour être placé dans la chapelle en 1986, — qui fait face au cénotaphe de son frère le duc de Montpensier (numéro 56 au centre de la petite crypte Nord, à l'autre extrémité de la galerie occidentale).
63 et 64 - Sous le vitrail aux armes d'Orléans, dans un tombeau double ancien (redisposé dans cette crypte et réemployé) :
- Charles-Philippe d'Orléans (1905-1970), duc de Nemours, fils d'Emmanuel d'Orléans, duc de Vendôme (numéro 36 dans le déambulatoire). De son côté du tombeau sont sculptées les armoiries des Orléans, mais pas de plaque indiquant son nom ni celui de son épouse.
- Marguerite Watson (1899-1993), duchesse de Nemours, sa femme[Note 20]. Sculptées à ses pieds, les armoiries impériales du Brésil ; en effet, ce sont Gaston d'Orléans (1842-1922), comte d'Eu devenu prince brésilien (petit-fils de Louis-Philippe Ier), et son épouse, la princesse régente Isabelle du Brésil (1846-1921), qui ont d'abord reposé dans le sarcophage[Note 21] (avant que leurs dépouilles soient rapatriées au Brésil[Note 22]).

Gisants et tombeaux dans la petite crypte sud
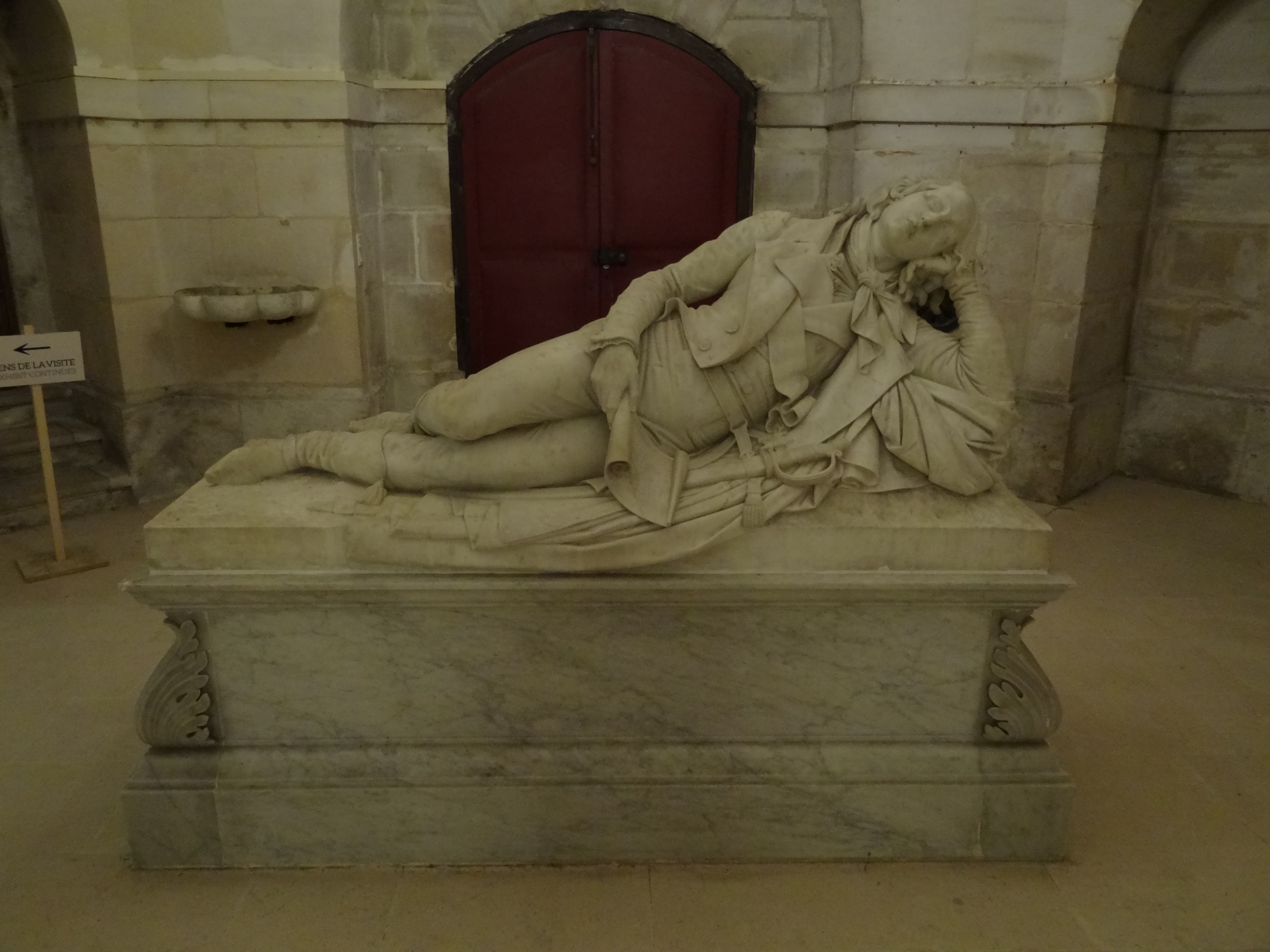
62Louis-Charles d'Orléans, comte de Beaujolais.
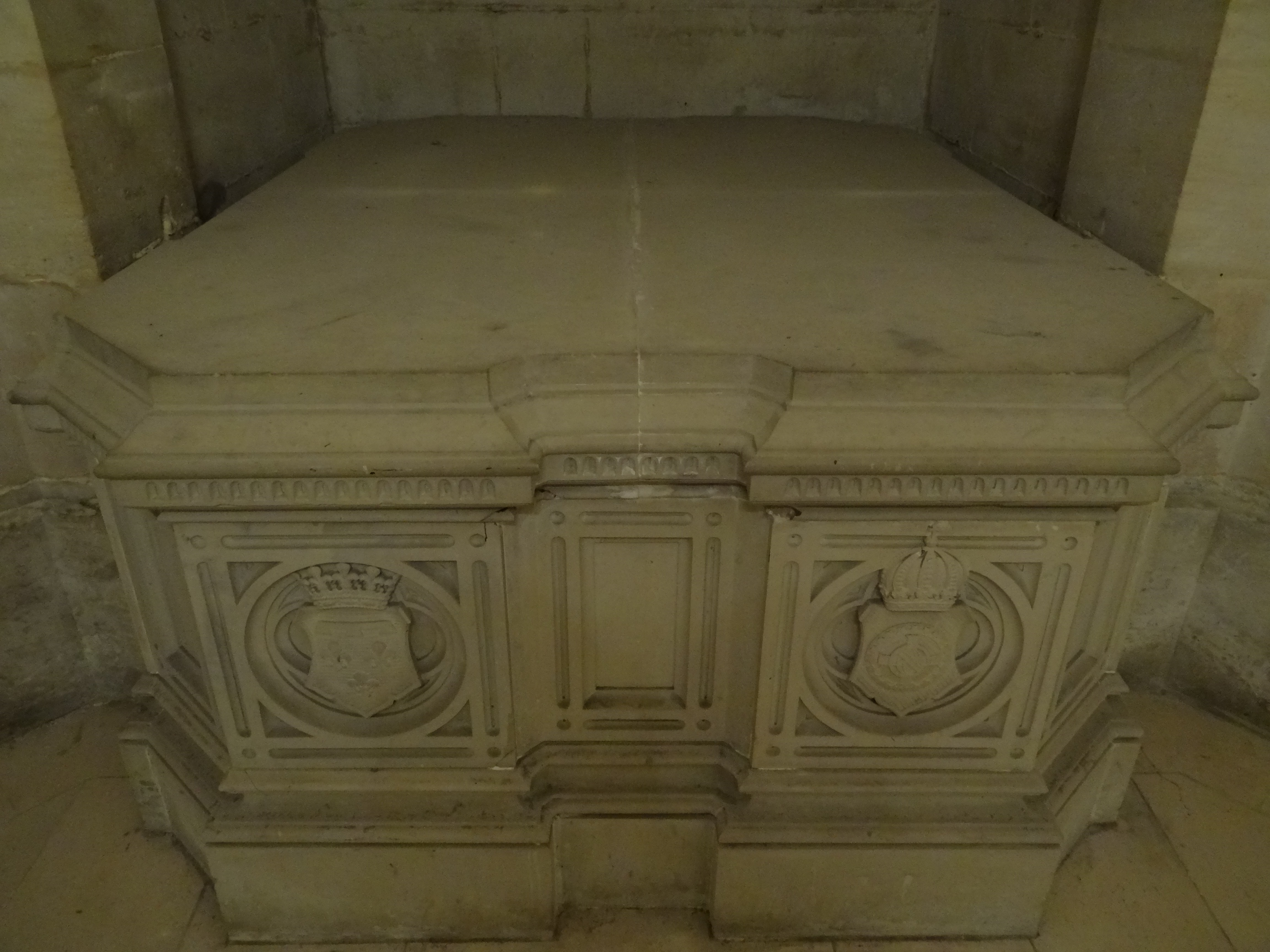
63 et 64Charles-Philippe d'Orléans et Marguerite Watson, duc et duchesse de Nemours.

## Sépultures des Bourbon-Penthièvre

### Tombeau de la duchesse d'Orléans
Le tombeau de Marie-Adélaïde de Bourbon (gisant no 7, dans la chapelle de la Vierge), fille du duc de Penthièvre et mère de Louis-Philippe Ier, contient aussi un reliquaire renfermant les restes mortels des Bourbon-Penthièvre, ses grands-parents, parents, ses frères et sa sœur (dont plusieurs morts en bas âge) :
- Louis-Alexandre de Bourbon (1678-1737), comte de Toulouse ;
- Marie-Victoire de Noailles (1688-1766), comtesse de Toulouse ;
- Louis-Jean-Marie de Bourbon (1725-1793), duc de Penthièvre ;
- Marie-Thérèse-Félicité d'Este (1726-1754), duchesse de Penthièvre ;
- Louis-Marie de Bourbon (1746-1749), duc de Rambouillet ;
- Louis-Alexandre de Bourbon (1747-1768), prince de Lamballe ;
- Jean-Marie de Bourbon (1748-1755), duc de Châteauvillain ;
- Vincent de Bourbon (1750-1752), comte de Guingamp ;
- Marie-Louise de Bourbon (1751-1753), Mademoiselle de Penthièvre ;
- Louis de Bourbon (1754-1754).

Manquent les restes mortels de la belle-sœur de Marie-Adélaïde de Bourbon, la princesse de Lamballe, massacrée et mutilée par la foule parisienne en 1792, inhumée dans une fosse anonyme au cimetière des Enfants-Trouvés.

### Caveau inférieur, sous la crypte principale (niveau -3)

#### Couloir d'entrée
En bas de l'escalier a été installée, dans une niche aménagée à cette fin, la sépulture de Louis François Joseph de Bourbon (1734-1814), dernier prince de Conti, beau-frère du duc de Penthièvre et grand-oncle de Louis-Philippe Ier. Veuf de sa cousine Marie-Fortunée d'Este (inhumée au couvent de la Visitation de Venise où elle s'était retirée) ; fils de Louis-François de Bourbon, prince de Conti, et de Louise-Diane d'Orléans (elle-même fille du régent Philippe d'Orléans, dont le cœur est conservé dans le caveau inférieur de la chapelle), le prince de Conti est mort exilé à Barcelone pendant l'Empire. Sur ordre du roi Louis-Philippe, avant la démolition de l'église Saint-Michel où il avait été enterré durant l'émigration, la sépulture de Conti est transférée à Dreux. C'est le consul de France, Ferdinand de Lesseps, qui a été chargé de faire procéder à l'exhumation du corps, ensuite embarqué sur le Lavoisier, transporté à Dreux et réinhumé le 2 avril 1844. Tombeau sur le modèle de ceux des Orléans.

#### Caveau des reliques
Quatre niches aux angles coupés de ce caveau circulaire, contenant des urnes qui renferment les reliques suivantes :
- le cœur de Philippe d'Orléans (1674-1723), duc d'Orléans, régent de France pendant la minorité du futur Louis XV et trisaïeul en ligne masculine de Louis-Philippe Ier[Note 24] ;
- des cendres de Bourbon-Conti (famille de la grand-mère paternelle de Louis-Philippe Ier, Louise-Henriette de Bourbon-Conti, duchesse d'Orléans) ;
- le cœur de Louis-Jean-Marie de Bourbon (1725-1793), duc de Penthièvre (et grand-père maternel de Louis-Philippe Ier) ;
- le cœur de Françoise d'Orléans (1816-1818), mademoiselle de Montpensier (gisant 25 dans le déambulatoire), fille de Louis-Philippe Ier.

#### Ancien caveau de Penthièvre
Relié au précédent par un couloir, l'ancien caveau de Penthièvre — aménagé en 1783 sur ordre du duc, sous le maître-autel de la collégiale Saint-Étienne, pour héberger les dépouilles de ses proches parents — abrite aujourd'hui les cénotaphes perpétuant le souvenir du grand-père maternel de Louis-Philippe Ier, ainsi que celui des membres de sa famille, les Bourbon-Toulouse ou Bourbon-Penthièvre. Sarcophage sculpté au centre du caveau et plaques au mur, également en marbre blanc.

#### Couloir de sortie
À l'écart des autres tombes, dans une niche aménagée pour abriter sa dépouille, la discrète sépulture de Jacques-Marie Rouzet (1743-1820), comte de Folmon, chancelier et amant de la duchesse d'Orléans, née Bourbon-Penthièvre (mère de Louis-Philippe Ier). Inhumé à Dreux selon la volonté de la duchesse, qui ne devait lui survivre que moins d'un an. Tombe fermée par une plaque en marbre blanc sur le modèle de celles dédiées aux Bourbon-Penthièvre.

Tombeaux et monuments dans le caveau inférieur
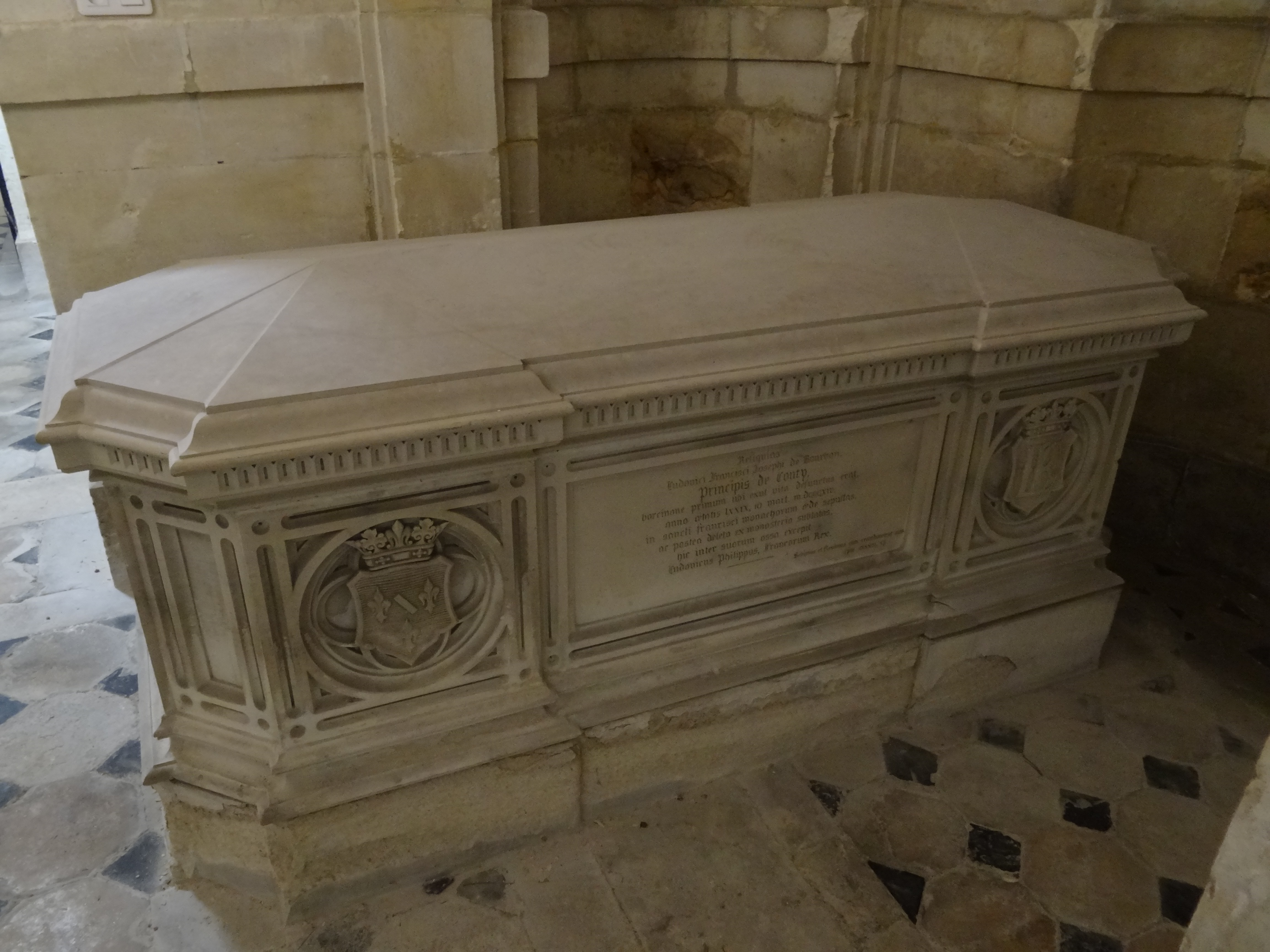
Louis-François-Joseph de Bourbon-Conti, prince de Conti.
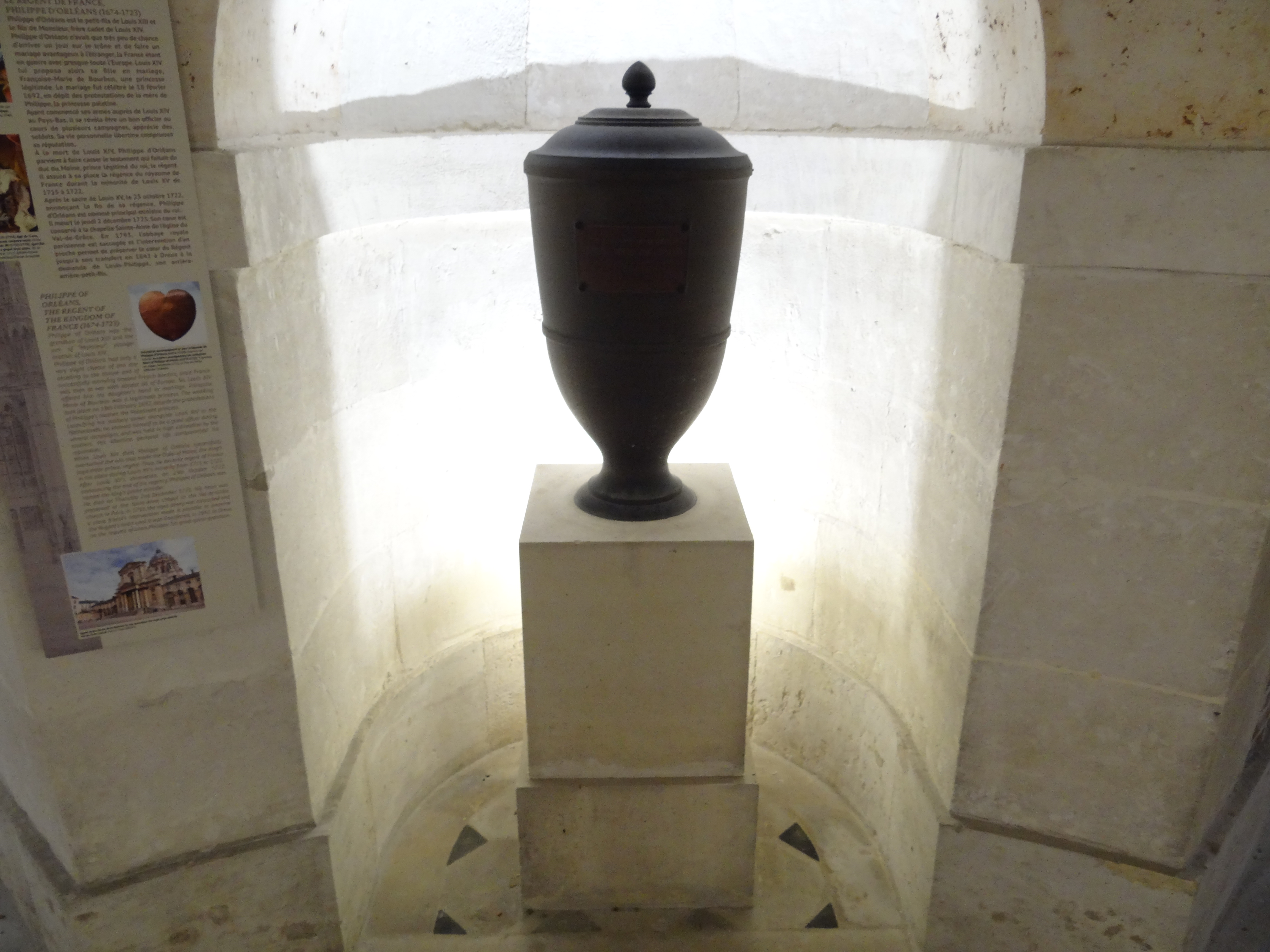
Carditaphe de Philippe d'Orléans, duc d'Orléans et régent de France.
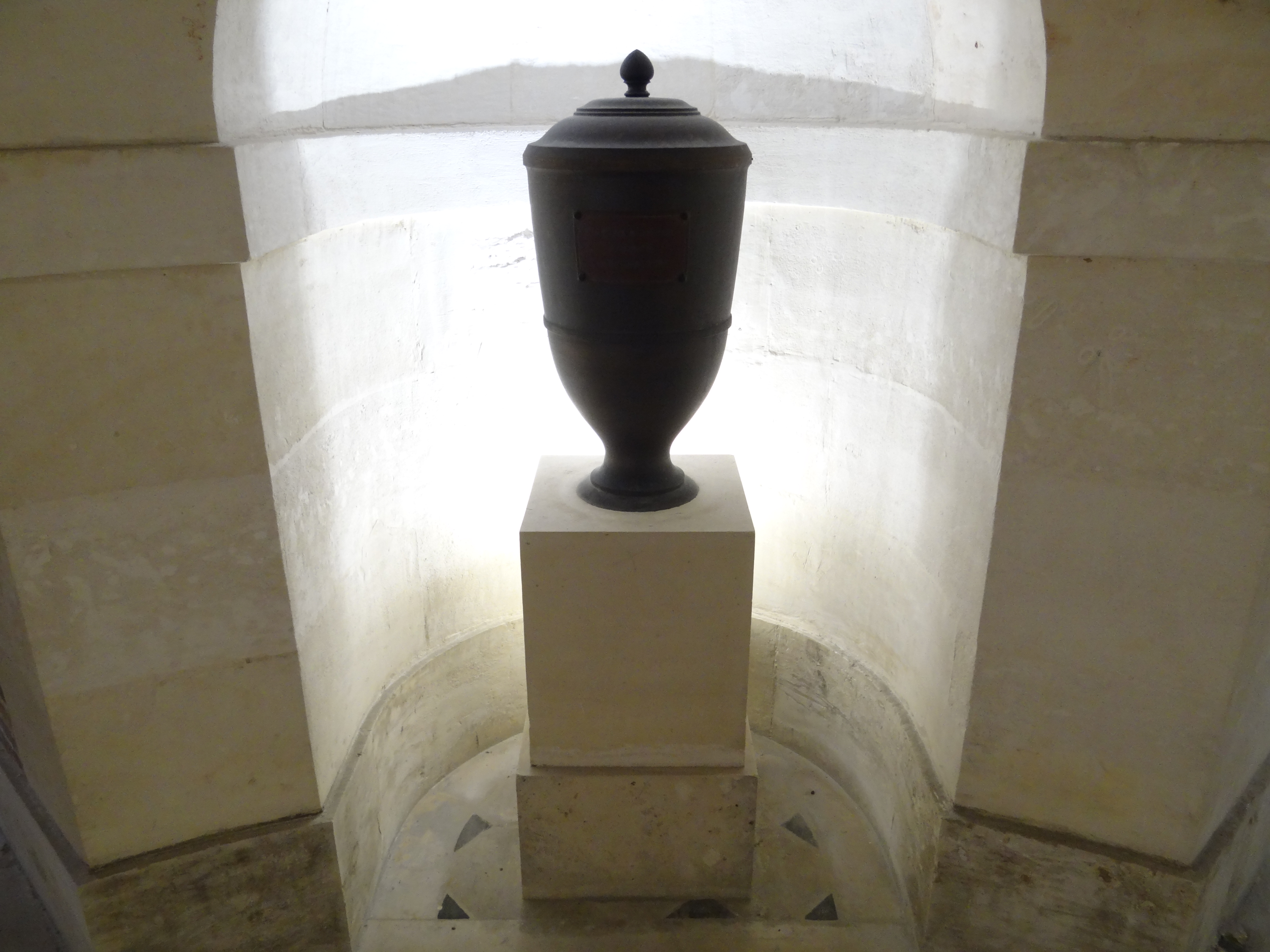
Cendres des Bourbon-Conti.
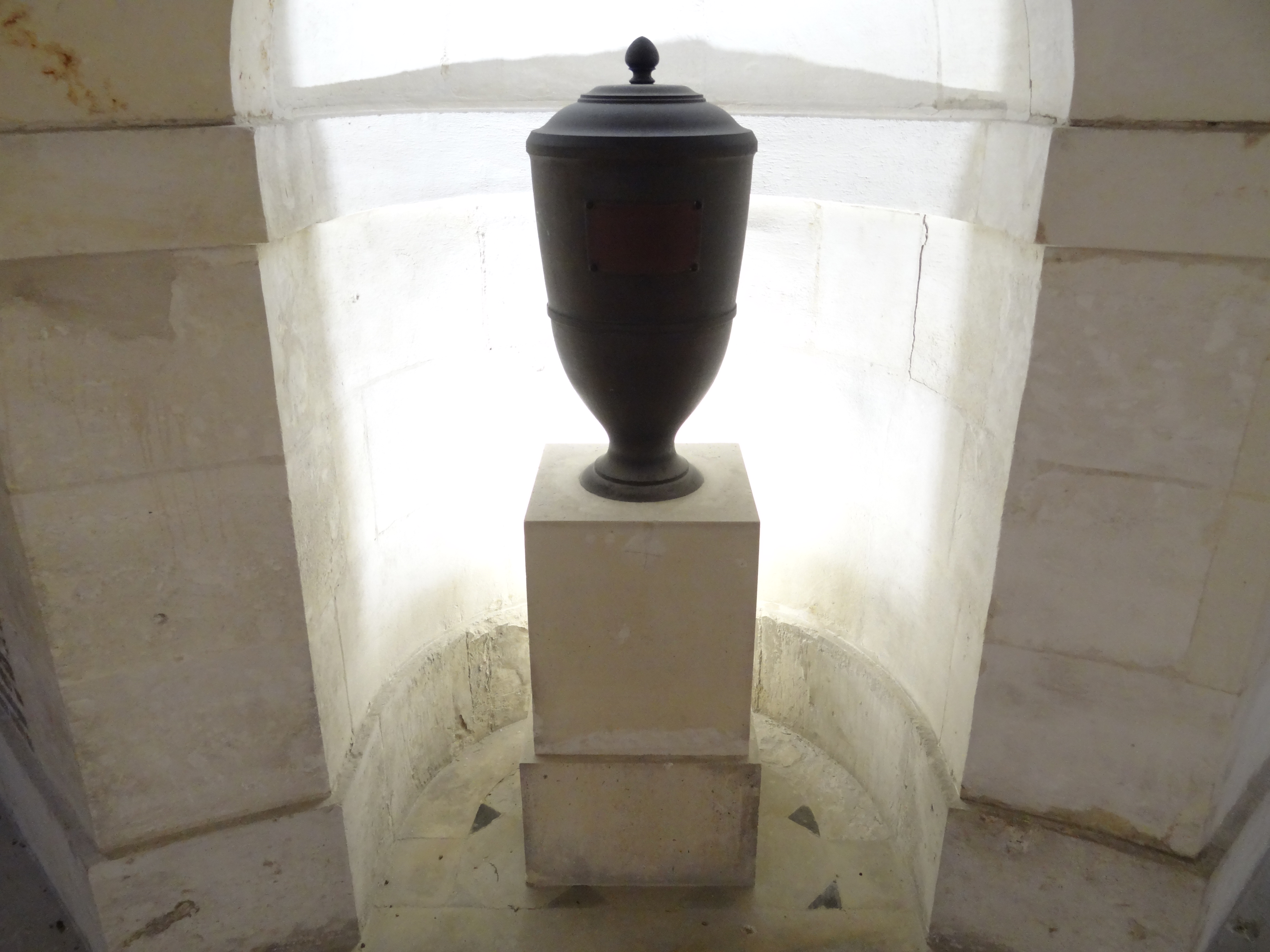
Carditaphe de Louis-Jean-Marie de Bourbon, duc de Penthièvre.
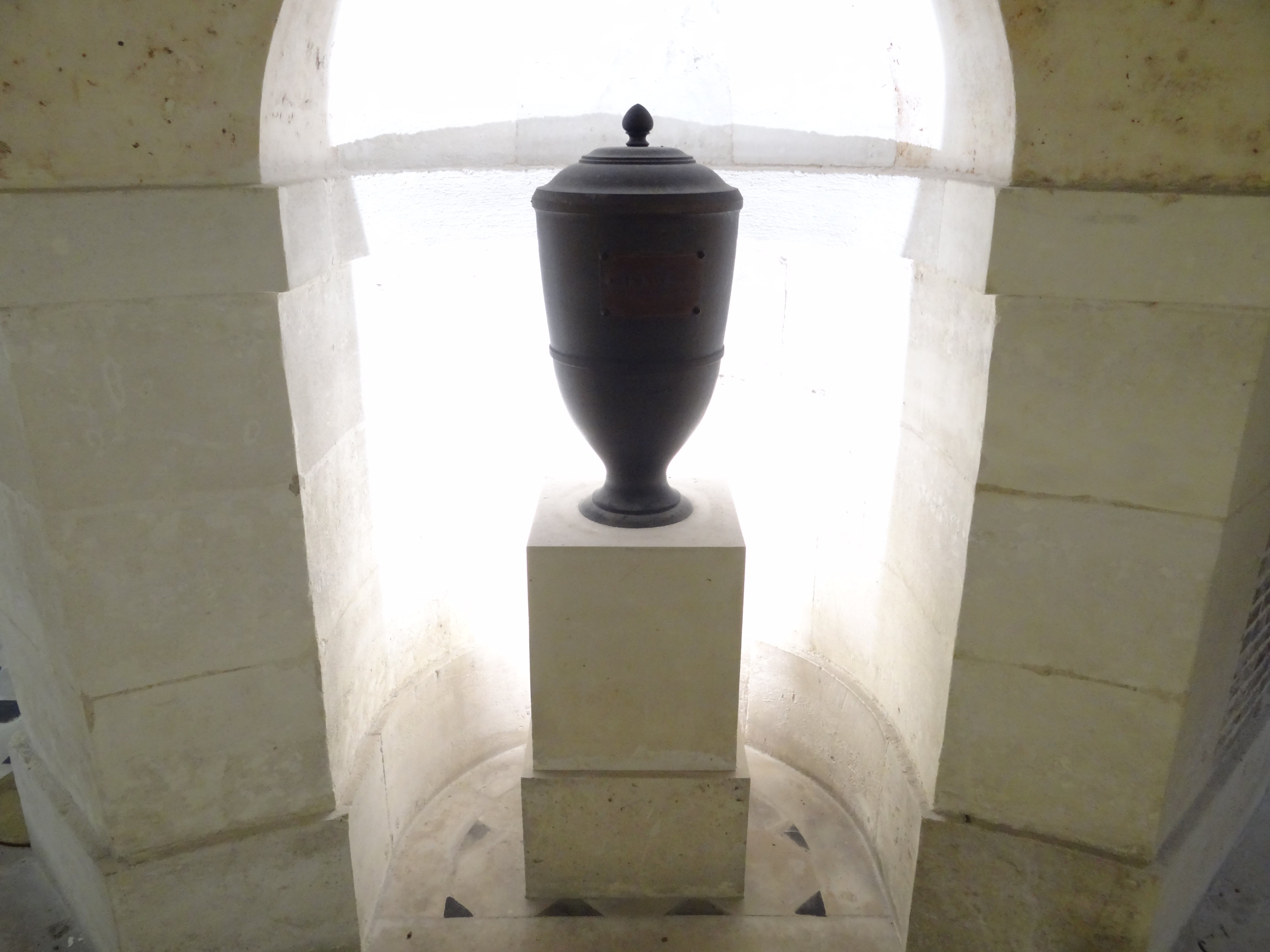
Carditaphe de Françoise d’Orléans, mademoiselle de Montpensier.
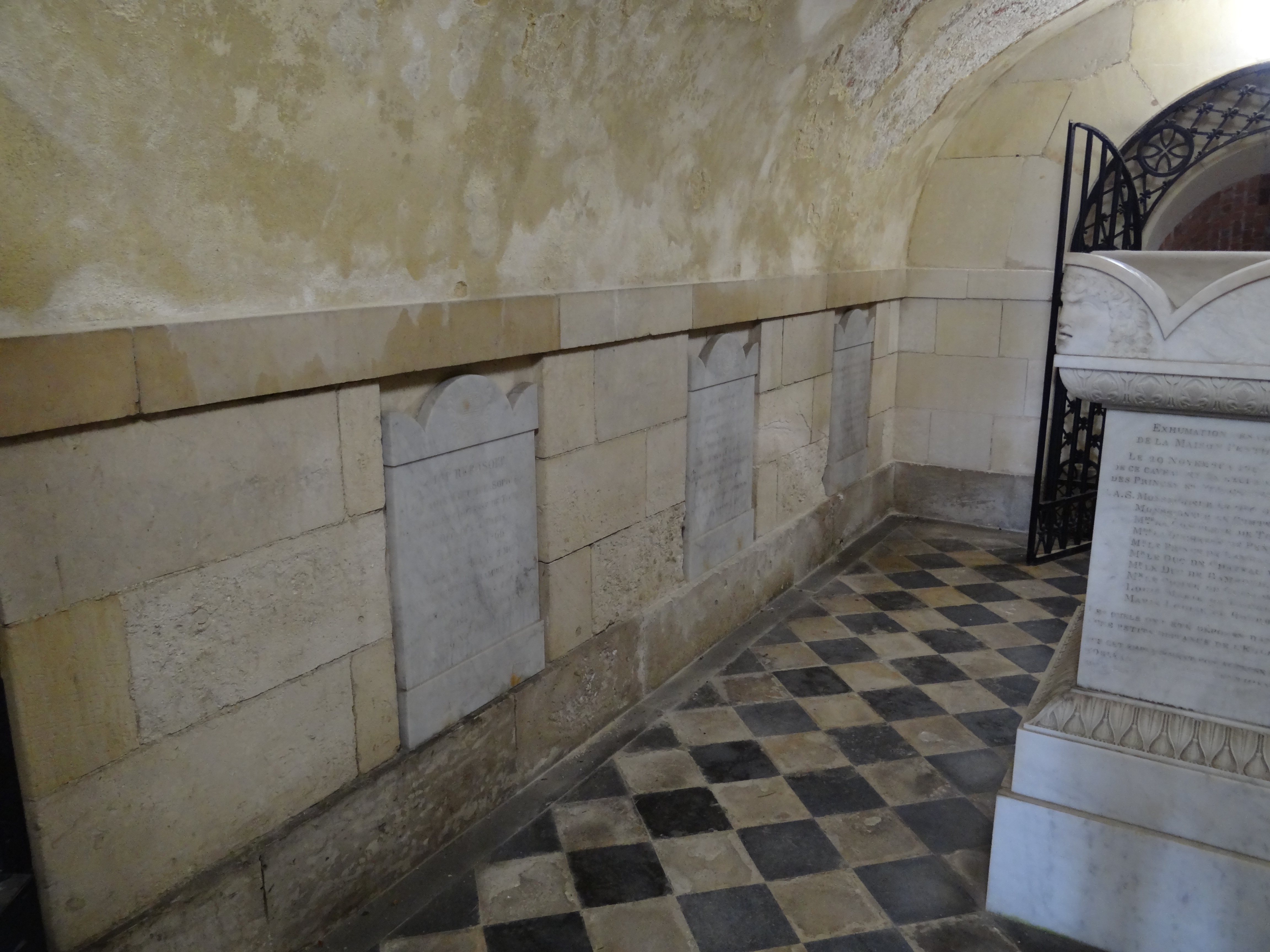
Caveau de Penthièvre.
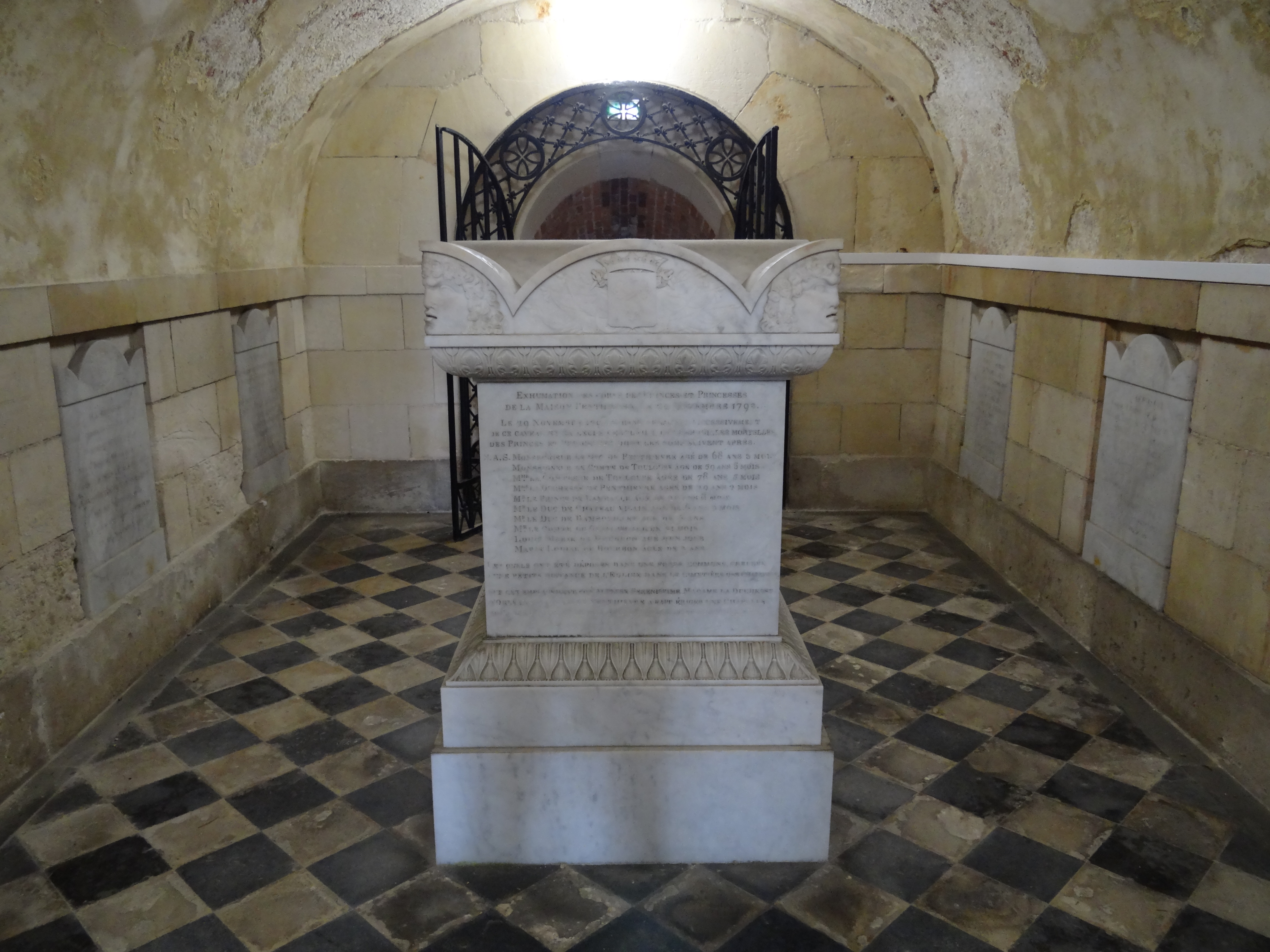
Caveau de Penthièvre.
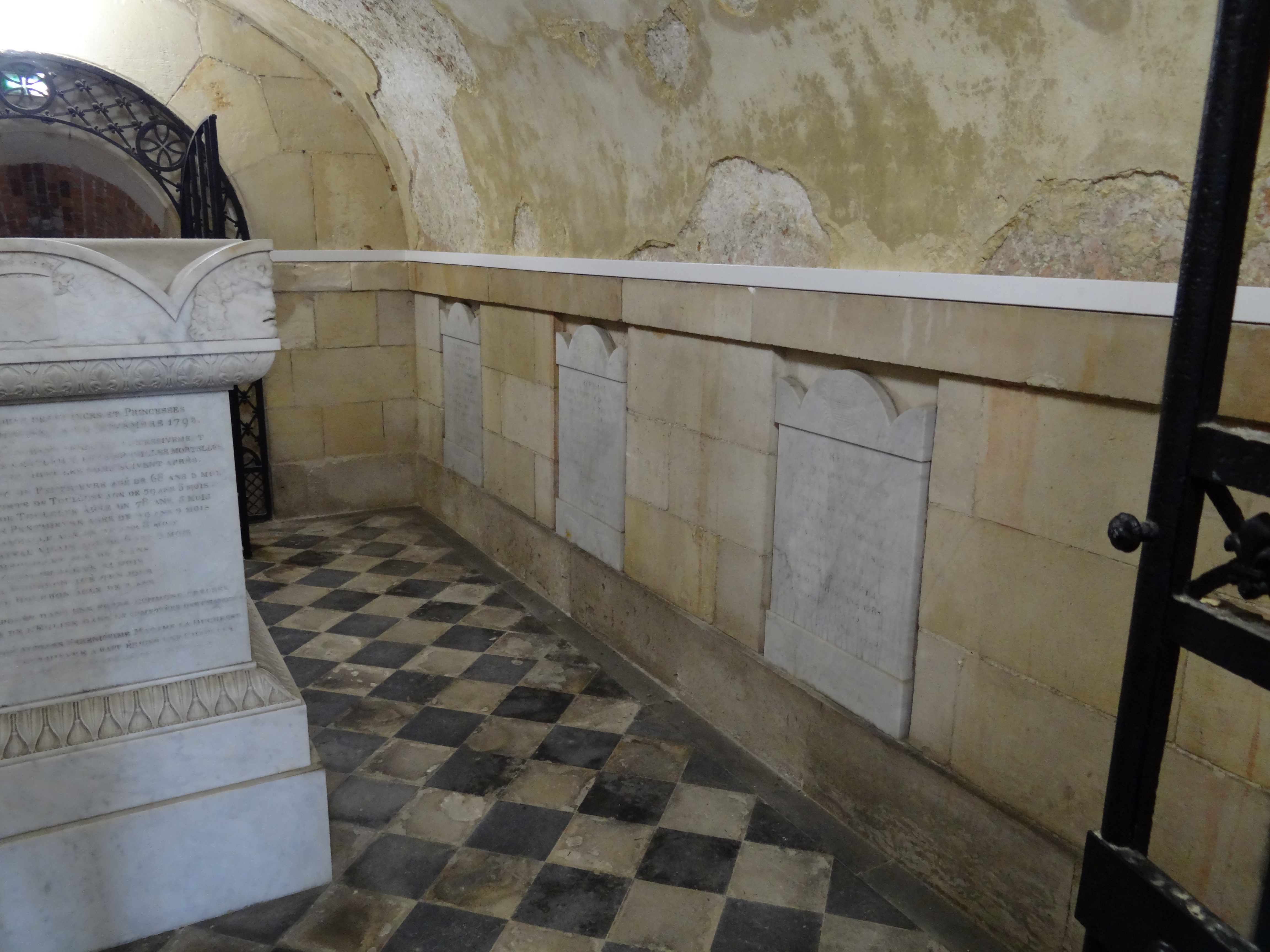
Caveau de Penthièvre.
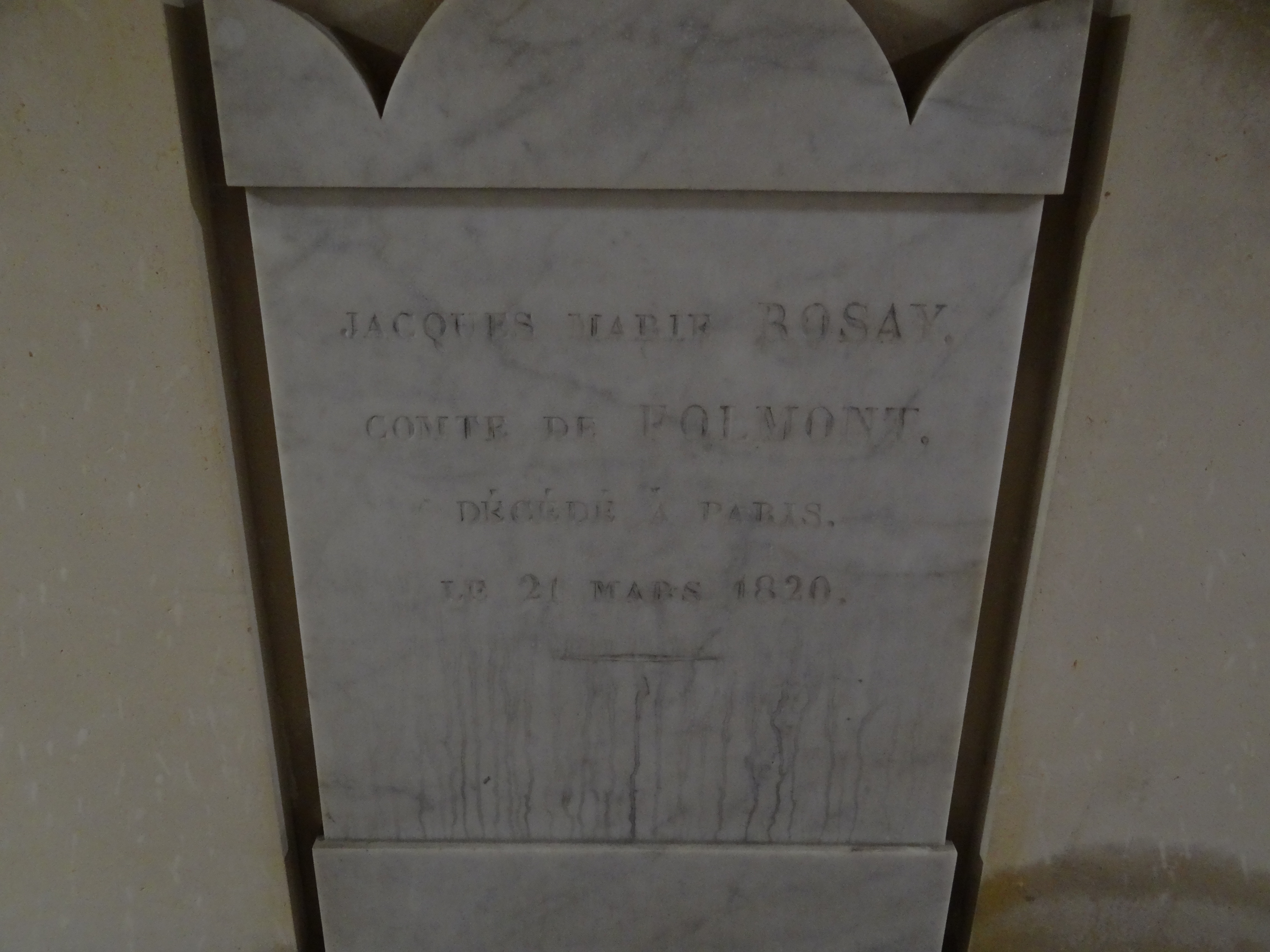
Jacques-Marie Rouzet, comte de Folmon.